# 戦車
戦車（せんしゃ、英: tank〈タンク〉）は、装甲戦闘車両の一種。火砲および自動火器を備え、無限軌道により道路以外を走行する能力および特殊鋼板製の装甲による防護力も備えた車両。第一次世界大戦で初めて登場し、第二次世界大戦における地上の戦闘で、中心的な役割を果たす兵器となった。

## 概要
戦車の定義には曖昧な部分もあるが、21世紀初頭現在では概ね次のように要約できる。
1. 走行装置：無限軌道（履帯、キャタピラ）であること[2]
2. 防御：戦線を突破できるだけの防御力を持つ。具体的には、主に特殊鋼板製の装甲で覆われている。
3. 攻撃力：戦車をはじめとする敵装甲戦闘車両を待ち伏せでなく積極的に砲撃し、撃破できること[2]。全周旋回可能かつ全面を装甲化した砲塔[2]を有すること。

1の走行装置については#走行装置の節で詳説、2の防御については#装甲の節で詳説 、3の攻撃力については#兵装の節で詳説する。
戦車の定義は時代や国によって異なる。マーク I 戦車をはじめとする初期の戦車は砲塔を備えていなかった。第二次世界大戦後に開発されたスウェーデン軍のStrv.103は旋回砲塔を持たないが、他国の主力戦車と同様の役割を担うことを想定しており、スウェーデン軍では主力戦車として扱っている。
自走砲や装甲車には無限軌道・装甲・火砲といった戦車と共通する特徴を持つものもあるが、役割が異なり、戦車とは区別される。
現代の正規戦に通用する戦車は、製造に高い技術が求められるうえに部品点数も多く、「戦車は千社」という日本の諧謔に象徴されるように、生産ラインの維持には層の厚い産業が必要である。そのような事情もあって、現在自国で戦車の開発と生産ができる国家は10に満たないと言われる。

## 名称

### 各言語での呼称
英語: Tank（タンク）
イギリスで作られた世界最初の戦車は、当初「水運搬車（Water Carrier）」という秘匿名称が付けられていた。戦車開発のために、第一次世界大戦時にリヴェンジ級戦艦やカレイジャス級巡洋戦艦（同級3番艦が、世界最初の空母フューリアス）の設計を手掛けた海軍造船局長サー・ユースタス・テニソン＝ダインコートを委員長とした委員会が設置されたが、英国陸軍連絡将校スウィントン大佐が「W.C.（便所）委員会」では都合が悪いと異論を唱えた 。そこで「T.S.（Tank Supply=水槽供給）委員会」と呼ぶことにした。これによりイギリスでは戦車は通称で「tank タンク」（≒水槽）という言葉で呼ばれるようになり、のちに英語圏での正式名称になった。この語源については「タンク（戦車）を前線に輸送する際に偽装として『取扱い注意、ペテルブルク行き』とペイントした」など諸説あるものの、以後戦車一般の名称として定着した。なお、イギリス海軍が開発を主導していたこともあり、タンクと命名されるまで「陸上巡洋艦（ランドクルーザー」や「陸上艦（ランドシップ）」と呼ばれた時期がある。このように、英語における戦車用語には海軍由来のものが存在する。(Hull=船体=車体、スポンソン、ハッチ、（エンジン）デッキなど)
日本語： 戦車（せんしゃ）
もともと「戦車」という言葉は中国語同様に古代戦車（チャリオット）を意味していたが、日本の歴史では使われたことが無い兵器だった。内燃機関を使った戦車については、1917年（大正6年）の陸軍省調査書において『近迫戦に専用する「タンク」と称するものあり』と記された。1918年（大正7年）6月には大日本帝国陸軍がイギリス軍・フランス軍・ドイツ帝国軍のタンクを「戦闘自動車（戦闘自働車）／突撃自動車」と評した。当時は、英語の tank をそのまま音写して「タンク」や、「戦闘用タンク」呼んでいたが、10月に「戦闘用装甲自動車」と呼称するよう通達された。
ハワイで発行されていた『馬哇新聞（マウイ新聞）』1919年（大正8年）4月29日や5月2日の記事では、タンクを「装甲戦車」と表現している。はっきりとした時期は定かでないが、1922年（大正11年）発行の論文中に戦車の訳語が登場する。また陸軍の会合の席上で、ある大尉が思いつきで「戦車と呼ぶのはどうか」と提案したところ、その場の皆の賛同を得て受けいれられたという話もある。1925年（大正14年）陸軍歩兵学校制作の「歩兵操典草案」では、兵卒向け心得の中で戦車という語を用いつつ「一般にタンクと称する」と説明し、一般向けの冊子と思われる「学校案内」においても、同様な表現を用いている。
第二次世界大戦後に発足した警察予備隊（後の自衛隊）は当初、戦車という軍事用語を忌避して「特車」と呼称していたが、1962年（昭和37年）1月からは「戦車」と呼ばれるようになった。
中国語: 坦克（中国語: tǎnkè・タンクー）
一方、 中華人民共和国における中国語では「战车」は古代戦車を意味する。近代戦車は tank を音写して「坦克」と呼んでいる。ただし中華民国（台湾）では、日本語と同様に「戰車」と呼んでいる。
朝鮮語: 전차（チョンチャ/南）または땅크（タンク/北）
大韓民国では、日本語と同様に古代戦車・近代戦車ともに「전차（戰車）」の語を用いるが、緊圧茶（磚茶）や電車（電気機関車）も同じ表記である。外来語として英語の tank を音写した語の表記は탱크（テンク）である。 北朝鮮では、ロシア語の танк を音写した「땅크」と呼ぶ。
ドイツ語: Panzer（パンツァー、パンヅァー)
ドイツ語では Panzerkampfwagen（装甲戦闘車輌）の略称として Panzer（パンツァー）が一般的である。英語上ではPanzerは「ドイツの戦車」全般を意味する語として取り入れられている。元来ドイツ語でPanzer は装甲という意味で、英語の Armour / Armor と同様に、かつては中世騎士などが身につけた金属製の甲冑・鎧を意味した。現代ではPanzerは装甲戦闘車両（戦車）の意味で使われることが多いので、旧来の鎧はRüstung（武具、武装）と呼んで区別されることが増えた。ただし、日本語では装甲戦闘車輌としてのPanzerでも、例えばPanzerdivisionは「戦車師団」ではなく「装甲師団」や「機甲師団」、Panzergrenadierも装甲擲弾兵と訳される。また、パンツァーファウスト擲弾発射筒のように原語をそのまま音写するのが一般的な言葉もある。現代のドイツ軍でもパンツァーファウストの名前を受け継いだ後継兵器を使用しており、そのうちパンツァーファウスト3を日本の自衛隊が110mm個人携帯対戦車弾として採用している。そのため日本の公文書中にもパンツァーファウストの文字を見て取れる。
ヘブライ語: טנק（タンク）
ヘブライ語では近代戦車のことを、英語の「Tank」をヘブライ文字に置き換えた「טנק」（タンク）と表記する。なお古代戦車（チャリオット）は「מרכבה」（メルカバ）と呼ばれ、イスラエルの主力戦車の名称ともなっている。
フランス語: Char de combat（シャール・ド・コンバ）
フランス語では戦車のことを「Char」（シャール）と呼ぶが、もともとこの語は古代戦車（チャリオット）を指す名称であるため、近代戦車を指す際には「Char de combat」（シャール・ド・コンバ、直訳で「戦闘戦車」）と表記される。「char de bataille」（シャール・ド・バタイユ、戦う戦車）や「char d'assaut」（シャール・ダッソー、突撃戦車）とも表記される。
イタリア語: Carro armato（カルロ・アルマート）
直訳で「装甲車輌」。単に「Carro」（カルロ）とも。
ロシア語: Танк（タンク）
英語の「Tank」をキリル文字に置き換えたもの。

### 制式名称と愛称
戦車の名称は、兵器としての制式名称と、軍や兵士達によって付けられた愛称とに大別される。愛称については、配備国により慣例が見られる。アメリカは軍人の名前から（もともとは供与元のイギリス軍による命名則）、ドイツは動物の名前、ソ連・ロシアの対空戦車は河川名にちなんでいる。イギリスの巡航 (Cruiser) 戦車や主力戦車では「C」で始まる単語が付けられている。日本では、大日本帝国陸軍が皇紀、自衛隊では西暦からきた制式名で呼ばれ、前者の場合、カテゴリーや開発順を表す秘匿名称（例・チハ…チ＝中戦車、ハ＝いろは順の三番目）もつけられていた。

## 歴史

### 第一次世界大戦

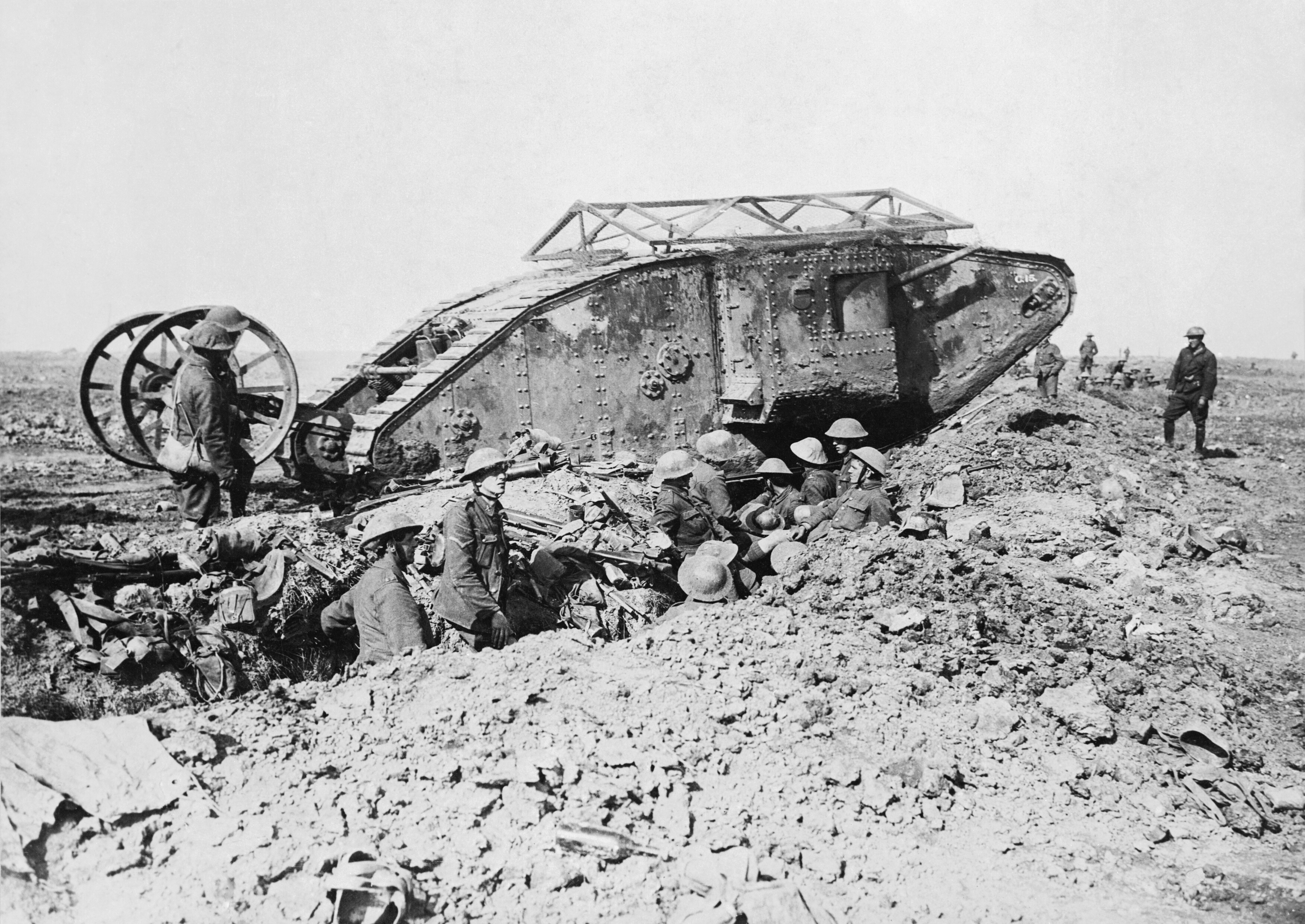
ソンムの戦いに展開するマークI戦車「雄型」

近代工業化による内燃機関の発達にあわせて、第一次世界大戦前より各国でのちに戦車と呼ばれる車輌の構想が持たれるようになっていたが、技術的限界から実現されることはなかった。
第一次世界大戦で主戦場となったヨーロッパではドイツの西部において大陸を南北に縦断する形で塹壕が数多く掘られいわゆる西部戦線を形成した。戦争開始からそれほど間をおかずに巧妙に構築された塹壕線、機関銃陣地、有刺鉄線による鉄条網が施されることとなり防御側の絶対優位により、生身で進撃する歩兵の損害は激しく、戦闘は膠着することとなった。対峙する両軍は互いに激しい砲撃の応酬を行ったため、両軍陣地間にある無人地帯は土がすき返され、砲弾跡があちらこちらに残る不整地と化して初期の装甲車など装輪式車両の前進を阻んでいた。これらの閉塞状況を打破するため、歩兵と機関銃を敵の塹壕の向こう側に送り込むための新たな装甲車両が求められた。
このとき注目されたのが、1904年に実用化されたばかりのホルトトラクターであった。これはアメリカのホルト社（現キャタピラー社）が世界で最初に実用化した履帯式のトラックで、西部戦線での資材運搬や火砲の牽引に利用されていた。このホルトトラクターを出発点に、イギリス、フランスなどが履帯によって不整地機動性を確保した装軌式装甲車両の開発をスタートさせた。
イギリスでは、サー・アーネスト・ダンロップ・スウィントン陸軍少佐が、ホルトトラクターから着想を得て、機関銃搭載車として用いることを考え、1915年2月、当時海軍大臣であったウィンストン・チャーチルにより、海軍設営長官を長とする「陸上軍艦委員会」が設立され、装軌式装甲車の開発が開始された。
陸上軍艦委員会による幾つかのプロジェクトののち、1915年9月に「リトル・ウィリー」が試作された。リトル・ウィリー自体は、塹壕などを越える能力が低かったことから実戦には使われなかったが、後のマーク A ホイペット中戦車の原型となった。リトル・ウィリーを反省材料とし、改良を加えられた「マザー (Mother)」（ビッグ・ウィリー）が1916年1月の公開試験で好成績を残し、マーク I 戦車の元となった。なお「ビッグ・ウィリー」は大砲を装備した男性（メイル、雄型）と、機関銃を装備した女性（フィメール、雌型）があった。この呼称も秘匿に貢献したという。これらタンクの開発は極秘であり、後日、マタ・ハリがスパイとして銃殺されたのは「タンクの秘密をドイツ帝国に漏らしたから」というニュースが流れた程である。
1916年9月15日、ソンムの戦いの中盤で世界初の戦車の実戦投入が行われマーク I 戦車は局地的には効果を発揮したものの、歩兵の協力が得られず、またドイツ軍の野戦砲の直接照準射撃を受けて損害を出した。当初想定されていた戦車の運用法では大量の戦車による集団戦を行う予定であった。しかしこのソンムの戦いでイギリス軍は49両戦車を用意し、稼働できたのは18両、そのうち実際に戦闘に参加できたのは5両だけだった。結局、膠着状態を打破することはできずに連合国（協商国）側の戦線が11kmほど前進するにとどまった。ただし戦車（タンク）の衝撃は大きく、各国で報道された。。
その後、1917年11月20日のカンブレーの戦いでは世界初となる大規模な戦車の投入を行い、300輌あまりの戦車による攻撃で成功を収めた。その後のドイツ軍の反撃で投入した戦車も半数以上が撃破されたが、戦車の有用性が示された攻撃であった。第一次世界大戦中にフランス、ドイツ等も戦車の実戦投入を行ったものの、全体として戦場の趨勢を動かす存在にはなり得なかった。ちなみにフランス最初の戦車はシュナイダー、ドイツ最初の戦車はA7Vである。
後に登場したフランスのルノーFT-17という軽戦車は360度旋回する砲塔を装備し砲の死角を無くした。エンジンの騒音と熱気が乗員を苦しめていたことから隔壁で戦闘室と機関室を分離し、それまでの戦車兵の役割の1つだった車内でエンジンを点検する機関手が廃止された。車体も走行装置に車体を載せる方式を改め車体側面に足回りを取り付け、小型軽量な車体と幅広の履帯、前方に突き出た誘導輪などによって優れた機動性を備えた。FT-17は「戦車」としての基本形を整え、初期の戦車設計の参考資料となった。
3,000輛以上生産されたFT-17は第一次世界大戦後には世界各地に輸出され、輸出先の国々で最初の戦車部隊を構成し、当時もっとも成功した戦車となった。
第一次世界大戦から第二次世界大戦の間、各国は来るべき戦争での陸戦を研究し、その想定していた戦場と予算にあった戦車を開発することとなった。敗戦国ドイツも、ヴェルサイユ条約により戦車の開発は禁止されたものの、農業トラクターと称してスウェーデンで戦車の開発、研究を行い、また当時の国際社会の外れ者であるソ連と秘密軍事協力協定を結び、赤軍と一緒にヴォルガ河畔のカザンに戦車開発研究センターを設けた。
戦車が出現した第一次世界大戦中は対戦車用の火砲は存在しない為、対歩兵用の機関銃に耐えられる程度の装甲で十分であり戦車自身の武装も機関銃だった。対戦車用の火砲が登場すると戦車自身の武装も火砲へ移行し装甲もより分厚くなっていき、第二次世界大戦直前には機関銃が主武装の戦車は廃れていった。

### 第二次世界大戦

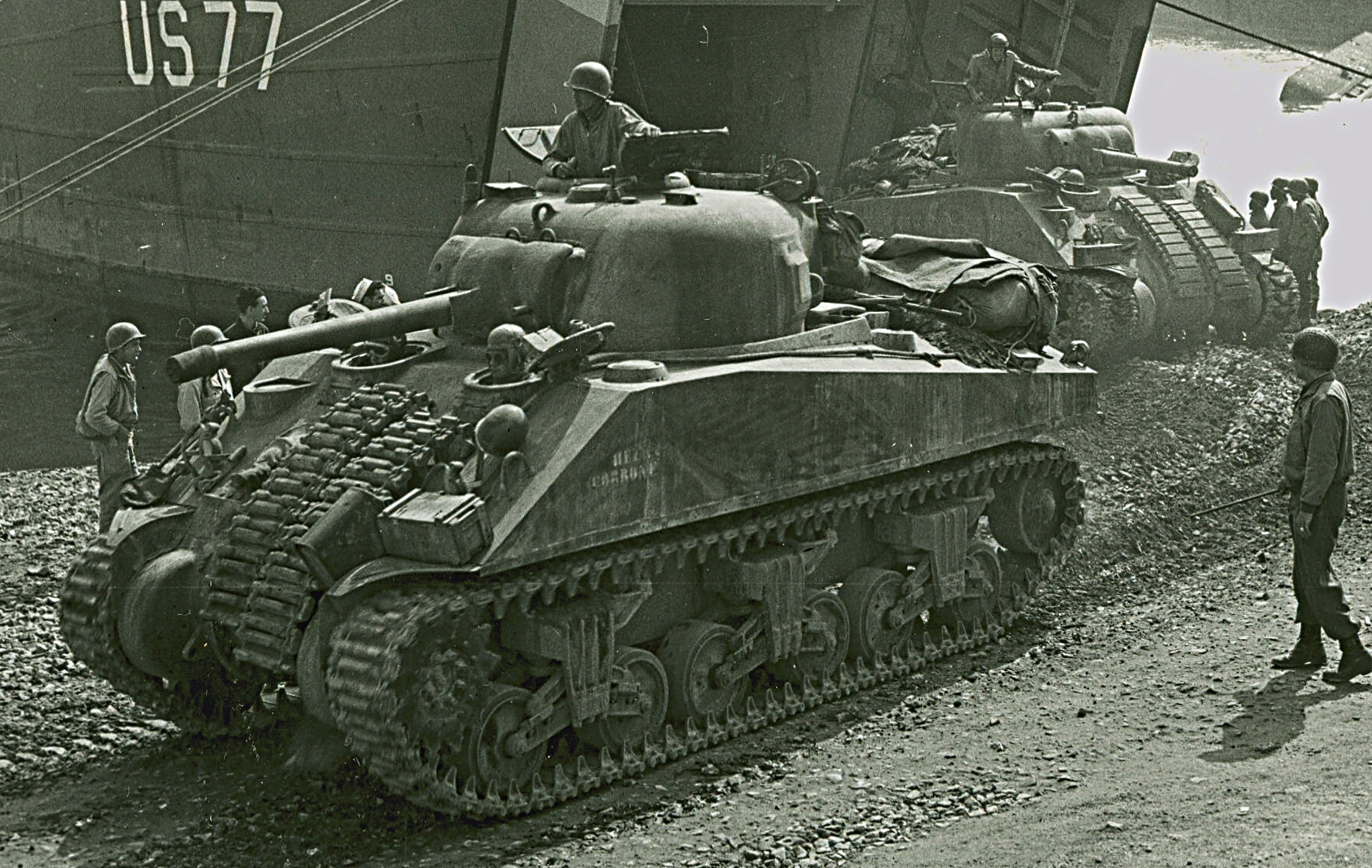
輸送船から上陸するM4中戦車、イタリア戦線（1944年）

戦間期に戦車の運用方法が各国で研究され、第二次世界大戦前には、戦車を中心とし、それを支援する歩兵・砲兵など諸兵科を統合編成した戦車連隊や機甲師団が編成され、戦車は陸戦における主力兵器としての地位を獲得した。また、各国で中戦車が大規模に配備されるようになり、中戦車の数が充実するようになると、それまで主戦力だった軽戦車は偵察戦車や水陸両用戦車といった補助的な用途で使用されるようになった。ただし軽戦車の命脈が完全に断たれたわけではなく、その後中国の15式軽戦車のように現在でも製造・運用されている軽戦車も存在する。
攻守ともに当時としては破格で8万両以上生産されたソ連のT-34は米英軍の戦車より質及び量で優越することになる。独ソ戦におけるT-34ショックは、海軍艦艇における戦艦「ドレッドノート」の出現による既存・計画艦艇の陳腐化と同様の衝撃をもって受け止められ、独ソ間でのシーソーゲームは戦車の発展及び対戦車兵器の開発を推し進めた。また、T-34は避弾経始に優れた曲面形状の鋳造砲塔と傾斜装甲を取り入れており、第2世代主力戦車（いわゆる第二次世界大戦後第2世代の戦車）まで、各国で避弾経始を意識した戦車設計が行われた。
自動車大国であったアメリカで開発されたM4中戦車は高度な自動車技術が応用されているため信頼性が高く、アメリカ軍の高い兵站能力によって5万両以上が生産された。自国産戦車が不足していたイギリスではレンドリースで受け取ったM4中戦車を主戦力として運用した。配備当初は数の優越で質の劣勢を補っていたがドイツ軍重戦車が活躍するようになるとそれに対抗できる強力な戦車が求められアメリカではM26重戦車（M3 90mmライフル砲搭載）が、イギリスでは重戦車相当のセンチュリオン重巡航戦車（オードナンス QF 17ポンド砲搭載）が開発され、更にセンチュリオンは歩兵戦車と巡航戦車を統合した。また、これらの重戦車は車体に傾斜装甲を採用したことで重量の割に高い防御力を発揮した。
戦車においては長らく圧延鋼板をリベット留めした構造が大半であったがリベットは被弾や付近での爆発による衝撃で千切れ飛び、車内の戦車兵や随伴歩兵が死傷する事故が相次いだ。また、留め具であるリベットを失った装甲板は脱落することもあった。一部の先進国では圧延鋼板を線で接合する溶接技術や鋳造鋼をボルトで接合する製法が採り入れられた。また、先進国の戦車は重装甲なため大出力なエンジンが必要だったが、航空機用エンジンが転用されることが多かった。
なお、用途に応じた戦車として指揮戦車、駆逐戦車、火炎放射戦車、対空戦車、架橋戦車、回収戦車、地雷処理戦車、空挺戦車などが存在した。これらの殆どは、既存の戦車の車体や走行装置を流用して製作された。
戦後の日本では民需活用法で戦車を重機や建機等に改造した物が民間利用され「更生戦車」と呼ばれた。静岡県御殿場市のNPO法人「防衛技術博物館を創る会」が九五式軽戦車を改造したブルドーザーを所有している。

### 冷戦

#### 第1世代主力戦車

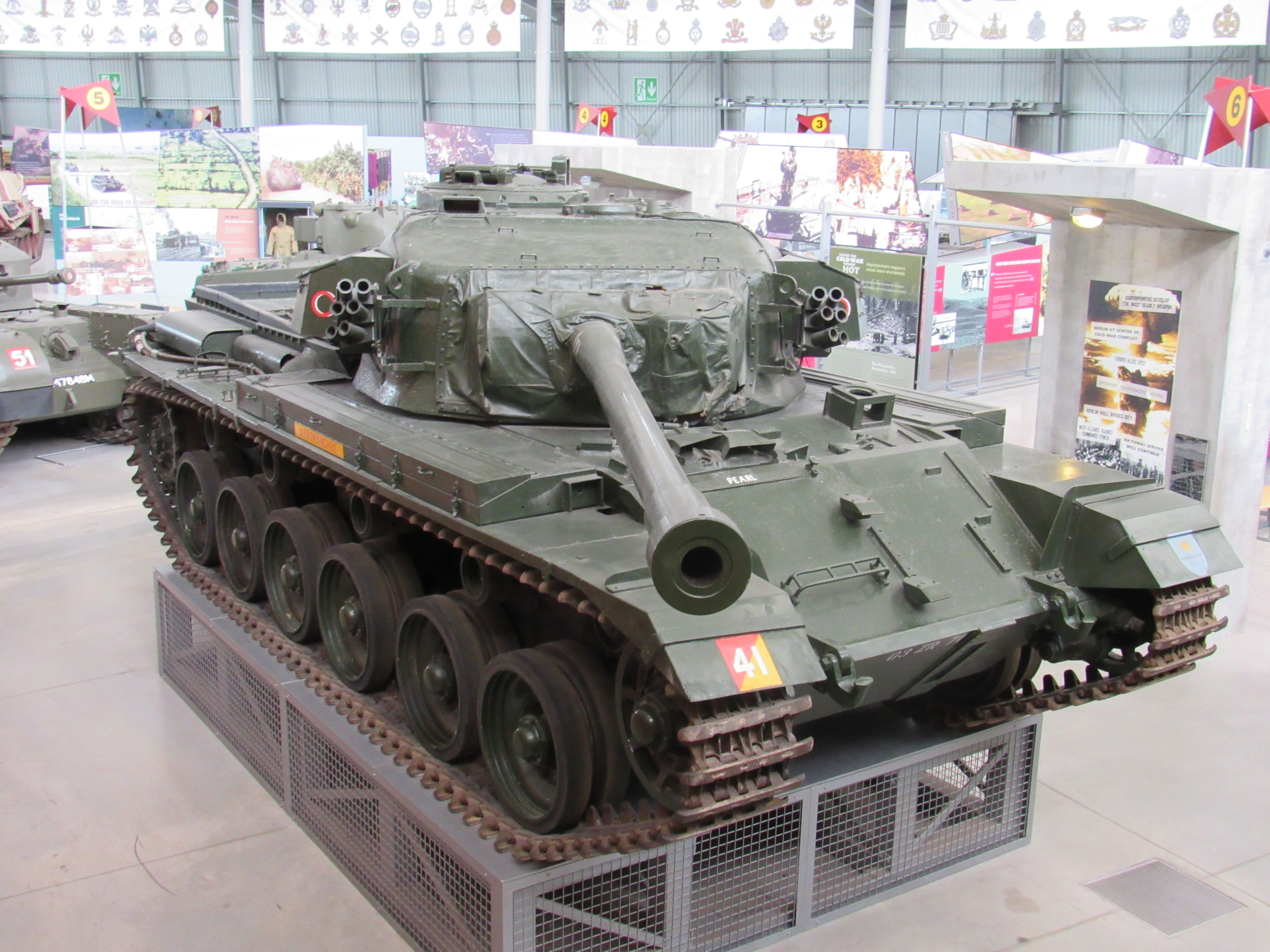
センチュリオン（1945 - 1963年）

第1世代主力戦車は西側ではセンチュリオン、M26を発展させたM46パットンが登場した。前述したようにこれらの戦車はM4中戦車の後継であり、ソ連のT-10と同級のコンカラーとM103ファイティングモンスターといった更に高火力・重装甲の重戦車が登場し同時並行で配備されたため、これらの戦車の分類は中戦車に落ち着いた。東側では西側中戦車に対抗してT-44を攻守共に強化したT-54（D-10T 100mmライフル砲搭載）が登場し、従来通りに別の重戦車の開発・運用が続いた。
特徴として丸型の鋳造砲塔を持ち、ジャイロ式砲身安定装置により走行中の射撃も可能である。
センチュリオン、M46パットン、M47パットン、M48パットン、T-54、T-55、61式戦車などが相当する。

#### 第2世代主力戦車

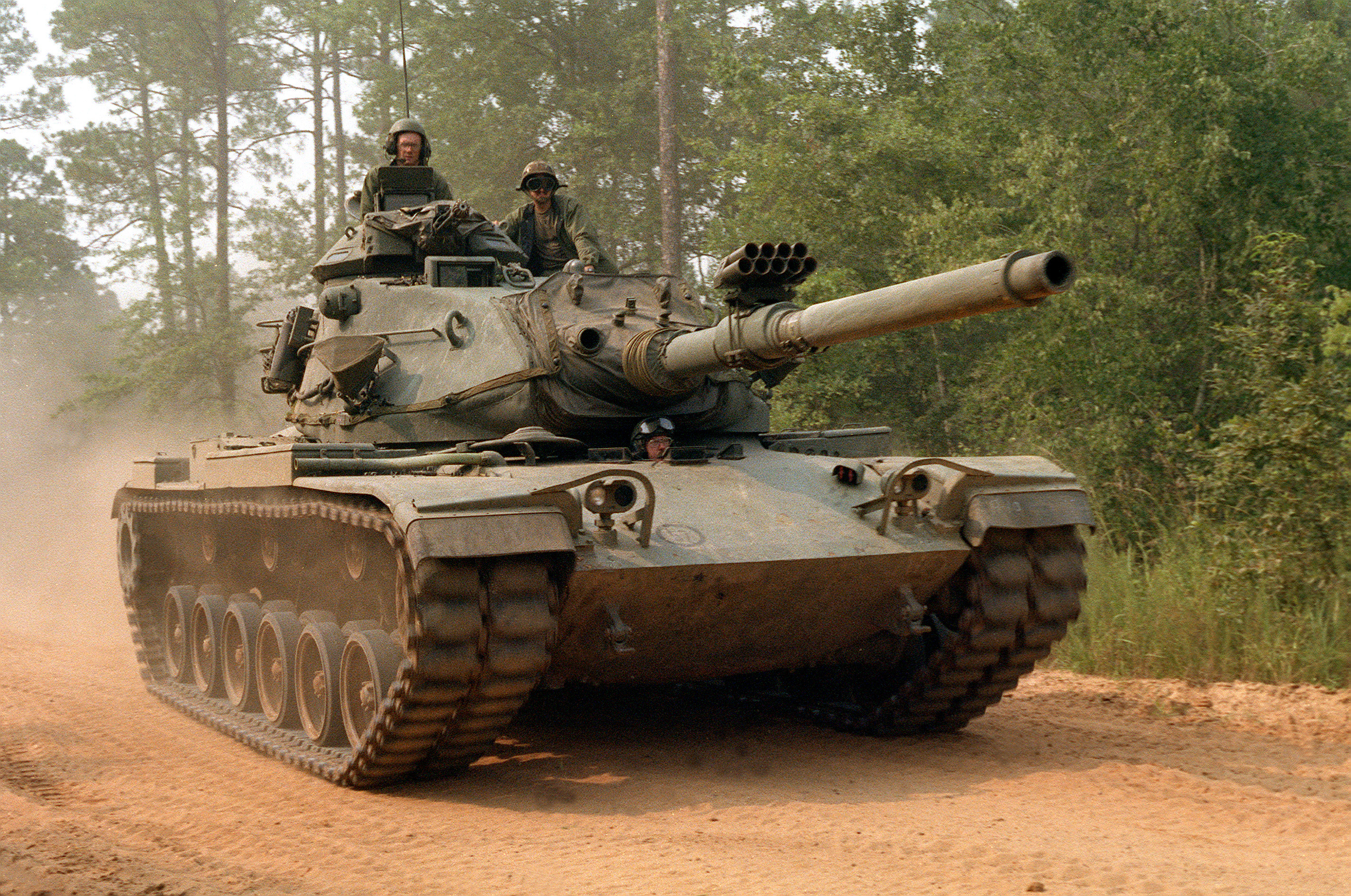
M60（1960 - 1984年）

第2世代主力戦車はイギリスで開発されたロイヤル・オードナンスL7 105mmライフル砲が西側戦車で一般化した。東側では西側に先駆け滑腔砲（115mm滑腔砲）を搭載した。中戦車の重戦車化によって重戦車は存在意義を失い、中戦車があらゆる局面において活用される主力戦車（英: main battle tank、MBT）として生き残った（ただし、ソ連では高性能で高価なT-64及びT-80と、廉価版のT-62及びT-72という、重量による区別とは別の異種類の戦車でそれぞれ部隊編成を行う、ハイローミックスの二本立てが存在した）。また、戦車の防御力が攻撃力に対し立ち遅れていたことから「装甲不要論」が主流となり、防御力を捨て機動力で生存性を確保するレオパルト1のような戦車も登場した。
対戦車ミサイルが発達し、随伴歩兵による携帯用対戦車兵器を持つ敵歩兵部隊の掃討がより重要視されるようになり、戦車部隊と機械化歩兵部隊がともに行動する戦術が生み出された。また、自走化された対戦車砲である駆逐戦車は存在意義を失っていったが、軽戦車や歩兵戦車などが果たしていた役割を担うための車輌として、歩兵戦闘車のような主力戦車よりも軽量の戦闘車輌が多数生み出された。
特徴として砲塔内容積と避弾経始を両立するため砲塔は横に広くなり、アクティブ投光器による暗視装置により夜戦能力を得た。
M60パットン、チーフテン、T-62、T-64、AMX-30、レオパルト1、Strv.103などが相当する。
ソ連製のT-72は2A46 125mm滑腔砲の搭載、2層のガラス繊維材を装甲板で挟み込んだ複合装甲（性質の異なる装甲素材を重ね合わせた装甲で単一素材の圧延鋼板装甲より強固とされる）の採用、軽量化によって当時の戦車の中では走・攻・守いずれにおいても優れていた。一方、豊富な戦車戦経験と戦車の改造技術を持つイスラエル初の国産戦車メルカバはその独自の設計と、1982年のレバノン内戦で初期型のT-72を破ったことで注目を集めた。これら1970年以降に開発された戦車は西側では第3世代主力戦車で主流となる技術をいち早く採用していたり、第2世代主力戦車の多くが第1世代主力戦車の改良発展型であるのに対し、新規開発である点から第3世代主力戦車の方に分類されたり、技術的には第2世代と第3世代の中間的な観点から第2.5世代主力戦車と分類されることも多い。
T-72、74式戦車、メルカバ、CM11、96式戦車などが相当する。

#### 第3世代主力戦車

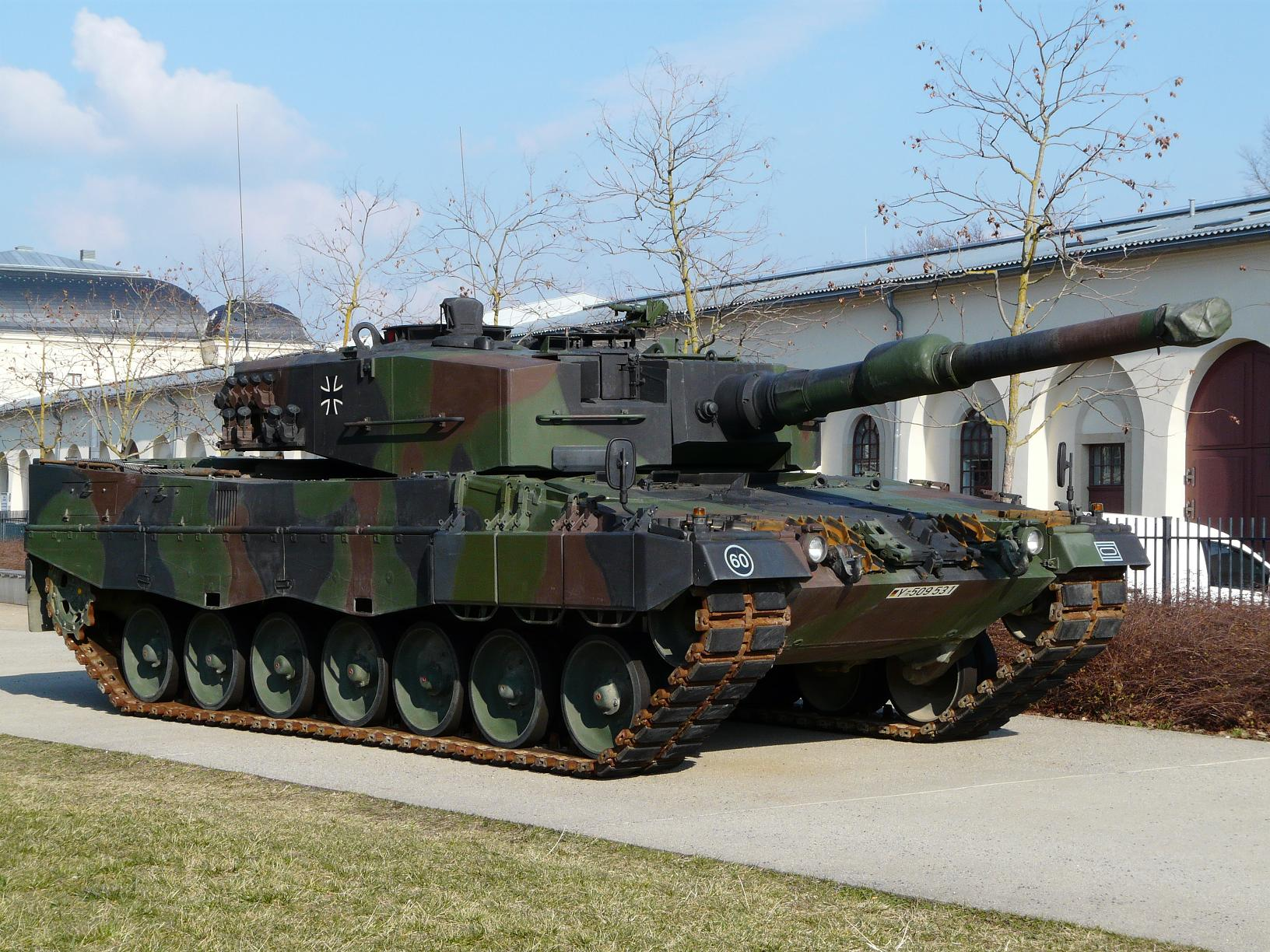
レオパルト2（1979年）

第3世代主力戦車は東側は第2.5世代戦車の時点で当時の西側戦車より優れていたため大幅な性能向上は無かったが、次第に対戦車ミサイルも発射可能な2A46の搭載や箱状の爆発反応装甲の追加が行われていった。西側ではドイツのレオパルト2が同国で開発されたラインメタル L44 120mm滑腔砲を装備し、複合装甲を導入しただけでなく複合装甲を内包した溶接砲塔を採用し、パッシブ型（投光器で光を照射するアクティブ型と違い、敵の発した光を受容する）の暗視装置を装備した。また、西側諸国のラインメタルL44 120mm滑腔砲は1980年代中頃から普及し始め、複合装甲や暗視装置は各国で独自に開発された。
ソ連戦車以外は砲塔が車体同様に溶接構造となり、T-80以外はレーザー測遠機を装備した。
T-80、レオパルト2、M1エイブラムス、K1、チャレンジャー1、アリエテ、90式戦車、98式戦車などが相当する。

### 現代

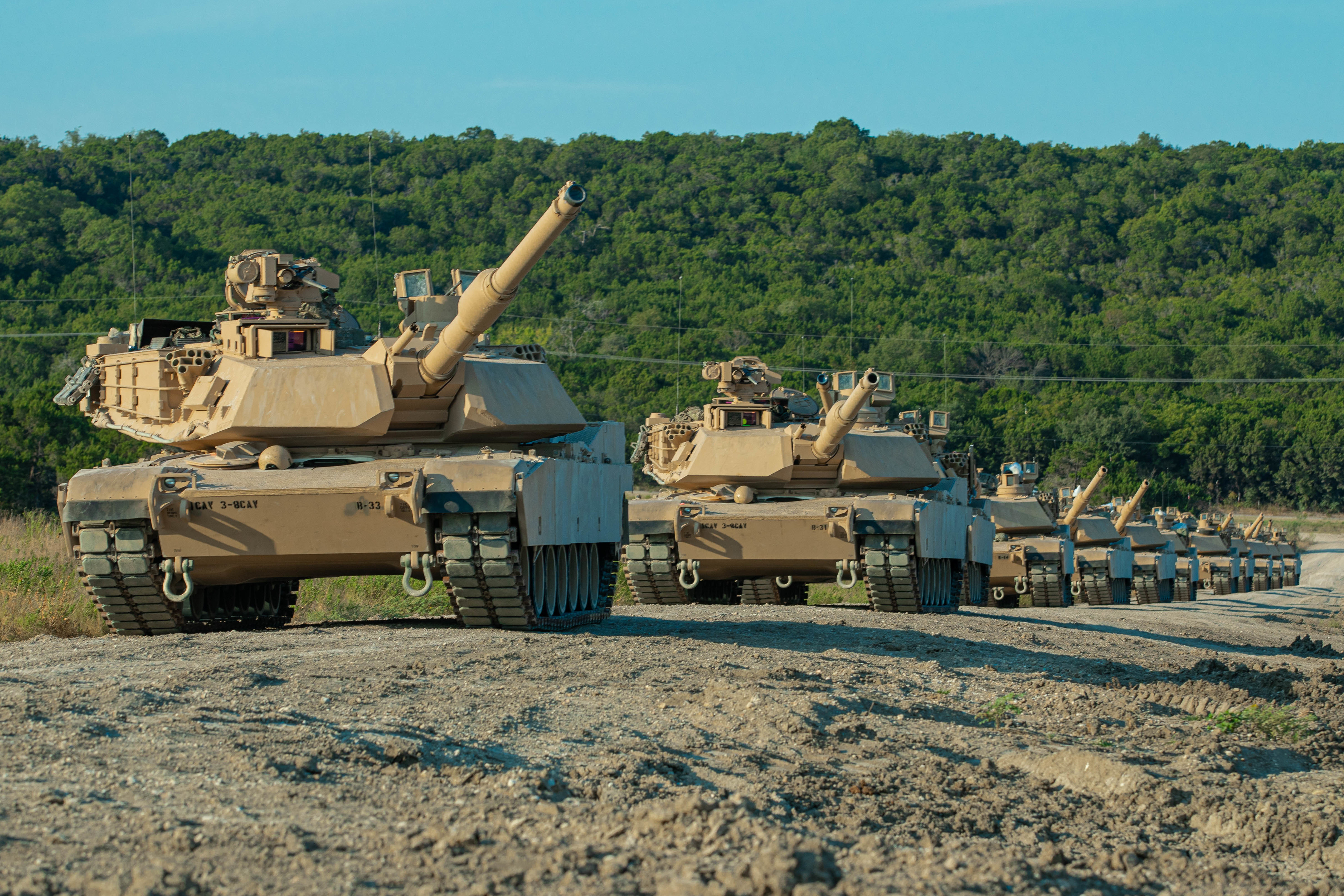
M1A2（1992年）

冷戦終結に伴う軍事的緊張の緩和と軍事費削減によって、次世代主力戦車の登場を前に既存の戦車をもとにポスト冷戦時代の紛争の戦訓や関連技術の進展を反映させた戦車群（第3.5世代主力戦車）が開発された（M1A2エイブラムス、チャレンジャー2、レオパルト2A5、99式戦車、T-84、T-90Mなどが相当）。装甲の改良が施され、重量が概ね約3トンから10トン増加する傾向にある。
また、前述のように戦車の新規開発は難しい環境にありながらも、戦車開発技術の獲得・維持、既存戦車の改修による能力向上が困難なほど陳腐化もしくは改修はかえって費用対効果で割に合わないといった場合には新規開発が行われる（ルクレール、メルカバMk.4、10式戦車、K2およびアルタイ、T-14などが相当）。着脱が可能で破損時の交換や新型装甲への換装が容易であるモジュール装甲（外装式と内装式がある）が導入された。新規開発されていることから光学機器をはじめとする電子機器の進化が著しい。
特徴としてC4Iシステムの搭載によって戦車は他兵器や司令部と相互に情報共有を行い諸兵科を統合運用でき（ネットワーク中心の戦い）、トップアタック可能な対戦車ミサイルなどの上方からの攻撃への考慮やL55や2A46M5等、戦車砲の大口径化による威力の向上が行われた。また、ソ連崩壊後からのロシア戦車は西側第3世代主力戦車に比べて防御力が遅れがちになりTShU-1-7 シュトーラ-1等のアクティブ防護システムでの間接的な補強、西側に追随した複合装甲を内包した溶接砲塔の導入によって2000年代序盤に西側最新砲弾に耐える防御力を獲得し、レリークト・カークトゥス等の爆破反応装甲の改良、全く新しいコンセプトである無人砲塔の開発などでさらに防御力が向上した。また、エンジンの改良を行うことで重量増加に対応した。この他、イギリスでのチャレンジャー3の採用決定のように同盟国・友好国との弾薬などの互換性を高める等、補給面での利便性を向上させる改良計画も存在する。

### 将来
|          | ルクレール                        | チャレンジャー2                   | メルカバ Mk 4                                       | 99A式                              |
| -------- | --------------------------------- | --------------------------------- | --------------------------------------------------- | ---------------------------------- |
| 画像     |                                   |                                   |                                                     |                                    |
| 開発形態 | 新規                              | 改修                              | 改修                                                | 改修                               |
| 全長     | 9.87 m                            | 11.55 m                           | 9.04 m                                              | 11 m（推定）                       |
| 全幅     | 3.71 m                            | 3.53 m                            | 3.72 m                                              | 3.70 m（推定）                     |
| 全高     | 2.92 m                            | 3.04 m                            | 2.66 m                                              | 2.35 m（推定）                     |
| 重量     | 約56.5 t                          | 約62.5 t                          | 約65 t                                              | 約55 t（推定）                     |
| 主砲     | 52口径120mm滑腔砲                 | 55口径120mmライフル砲             | 44口径120mm滑腔砲                                   | 50口径125mm滑腔砲                  |
| 副武装   | 12.7mm重機関銃×1 7.62mm機関銃×1   | 7.62mm機関銃×1 7.62mm機関銃×1     | 12.7mm重機関銃×1 7.62mm機銃×2 60mm迫撃砲×1          | 12.7mm重機関銃×1 7.62mm機関銃×1    |
| 装甲     | 複合                              | 複合+爆発反応+増加                | 複合+増加 （外装式モジュール）                      | 複合+爆発反応 （外装式モジュール） |
| エンジン | V型8気筒ディーゼル + ガスタービン | 水冷4サイクル V型12気筒ディーゼル | 液冷4サイクルV型12気筒 ターボチャージド・ディーゼル | 水冷4サイクル V型12気筒ディーゼル  |
| 最大出力 | 1,500 hp/2,500 rpm                | 1,200 hp/2,300 rpm                | 1,500 hp                                            | 1,500 hp/2,450 rpm                 |
| 最高速度 | 72 km/h                           | 59 km/h                           | 64 km/h                                             | 80 km/h                            |
| 乗員数   | 3名                               | 4名                               | 4名                                                 | 3名                                |
| 装填方式 | 自動                              | 手動                              | 手動                                                | 自動                               |
| C4I      | SIT                               | BGBMS                             | BMS                                                 | 搭載（名称不明）                   |

|          | 10式                             | K2                                                  | T-90                                                | M1A2 SEPV2                            | レオパルト2A7                                       |
| -------- | -------------------------------- | --------------------------------------------------- | --------------------------------------------------- | ------------------------------------- | --------------------------------------------------- |
| 画像     |                                  |                                                     |                                                     |                                       |                                                     |
| 開発形態 | 新規                             | 新規                                                | 新規                                                | 改修                                  | 改修                                                |
| 全長     | 9.42 m                           | 10.8 m                                              | 9.53 m                                              | 9.83 m                                | 10.93 m                                             |
| 全幅     | 3.24 m                           | 3.60 m                                              | 3.78 m                                              | 3.66 m                                | 3.74 m                                              |
| 全高     | 2.30 m                           | 2.40 m                                              | 2.23 m                                              | 2.37 m                                | 3.03 m                                              |
| 重量     | 約44 t                           | 約55 t                                              | 約46.5 t                                            | 約63.28 t                             | 約67 t                                              |
| 主砲     | 44口径120mm滑腔砲                | 55口径120mm滑腔砲                                   | 55口径125mm滑腔砲                                   | 44口径120mm滑腔砲                     | 55口径120mm滑腔砲                                   |
| 副武装   | 12.7mm重機関銃×1 7.62mm機関銃×1  | 12.7mm重機関銃×1 7.62mm機銃×1                       | 12.7mm重機関銃×1 7.62mm機関銃×1                     | 12.7mm重機関銃×1 7.62mm機関銃×1 RWS×1 | 7.62mm機関銃×2                                      |
| 装甲     | 複合+増加 （外装式モジュール）   | 複合+爆発反応 （モジュール式）                      | 複合+爆発反応+ケージ （外装式モジュール）           | 複合+増加                             | 複合+増加                                           |
| エンジン | 水冷4サイクル V型8気筒ディーゼル | 液冷4サイクルV型12気筒 ターボチャージド・ディーゼル | 液冷4サイクルV型12気筒 ターボチャージド・ディーゼル | ガスタービン                          | 液冷4サイクルV型12気筒 ターボチャージド・ディーゼル |
| 最大出力 | 1,200 ps/2,300 rpm               | 1,500 hp/2,700 rpm                                  | 1,130 hp/2,000 rpm                                  | 1,500 hp/3,000 rpm                    | 1,500 ps/2,600 rpm                                  |
| 最高速度 | 70 km/h                          | 70 km/h                                             | 65 km/h                                             | 67.6 km/h                             | 68 km/h                                             |
| 乗員数   | 3名                              | 3名                                                 | 3名                                                 | 4名                                   | 4名                                                 |
| 装填方式 | 自動                             | 自動                                                | 自動                                                | 手動                                  | 手動                                                |
| C4I      | ReCS・10NW                       | B2CS                                                | カリーナ                                            | FBCB2                                 | IFIS                                                |

#### 第4世代主力戦車
20世紀の内にも登場するはずであった「第4世代主力戦車」は未だ模索の段階であり、世界的な定義は決定していない。背景には東西冷戦の終結によって、正規戦が起こる蓋然性が低下し、戦車の性能向上がそれほど重要視されなくなった。同時に、戦車開発史上もっとも一般的な手法であった、「サイズを拡大することで主砲の大口径化と防御力向上を達成する」ということが困難になったからである。なぜならば、物理的条件から70tを超えるような戦車は輸送や装甲の追加が困難で、走行可能な地形にも制限がかかるなど、主力戦車としての運用に支障が出るのである。
この問題を解決するために、サイズ拡大によらない性能向上が模索されている。その一つに有人車両からコントロールする無人のロボット僚車や戦車機能を数両で分担するなど斬新なアイデアも提案されている。サイズの縮小によって軽量化を達成した戦車は東側戦車、ルクレール、10式、K2が該当し、現代の西側戦車の60トン後半の重量に対し、これらの戦車は60トン未満の重量となっている。米国のM1A3計画のように軽量化に追従するものも存在する。
2010年度に装備化された10式戦車では、可視系の視察照準にハイビジョンカメラを用いたモニター照準方式を世界で初めて戦車に採用、複数の目標を同時に捕捉識別する高度な指揮・射撃統制装置に加え、リアルタイムで情報を共有できる高度なC4Iシステムなどを装備しており、例えば小隊が複数の目標を同時に射撃するときシステムが最適な目標の割り振りを自動的に行って同時に発砲したり、小隊長が小隊内の他の戦車の射撃統制装置をオーバーライドして照準させることも可能である。また、1990年度に制式化された90式戦車では実現困難だった水準の小型軽量化を実現し戦略機動性が向上、戦術機動性も油圧機械式無段階自動変速操向機 (HMT) の採用により向上した。
戦車以外の中軽量級の戦闘車両の開発では、プラットフォームの共通化によって開発、生産、運用といった面での経費節減と運用効率向上を図ることがあったが、ロシアではアルマータと呼ばれる装軌車両用の共通車体プラットフォームを基に次期主力戦車T-14の開発が進められている。T-14は10式戦車と同じく車長と砲手の視察照準にはモニター照準方式が採用されていると考えられ、長山号やアメリカ軍のArmed Robotic Vehicle(ARV) 等とは異なり有人戦車だが乗員を必要としない遠隔操作モードが試験段階にある。一方、ドイツではウクライナ問題の影響から戦車の配備数を増やし近代化改修を進める動きがあり、T-14の配備がドイツとフランスの次期主力戦車計画にどのような影響を与えるか今後の動向が注目される（ドイツとフランスでそれぞれ配備中の主力戦車レオパルト2およびルクレールの後継機開発計画であるEMBTでは、新規開発の130mm滑腔砲搭載により攻撃力の向上を図り、68トン積載可能なレオパルト2A7からのシャーシ及びエンジンに、自動装填装置を備え乗員2名のルクレールの砲塔を併せることで、軽量化に伴う機動力の向上が見込めるとされる）。

各国の技術開発・研究などから、戦車は将来的に以下のような発展をみせると予想されている。
主砲
弾頭を長くすることで貫通力は向上する。ロシアのT-14で使用されるヴァキュームと呼ばれる砲弾はM829A3等と比べて弾頭が長いため貫通力が高い。大型砲弾は携行弾数が減るデメリットがあるが、T-14は乗員用の空間を減らし弾薬庫の空間を増やすことで40発以上の携行弾数を実現している。また、ヴァキュームは装薬分離式砲弾のため戦車への積み込み作業も重さの割には負担が軽く、自動装填装置を搭載しているため戦闘時の人力での装填による重量限界も無い。120mm級の戦車砲より威力が高い130mm級の戦車砲は反動も大きくなるため、反動を抑えるのに必要な重量は70トンから80トンに達すると想像され、現在の技術で取り扱える重量限界を超えるといった問題点がある。ラインメタル社では反動低減のための研究が進行中であるが、10式戦車では主砲の反動を計算して圧力を調整し反動を吸収するアクティブ・サスペンションの導入により44トンの車体に120mm砲の搭載を実現しており、今後同様の手法で重量を抑えつつ130mm級主砲を搭載した車輌が出現する可能性も考えられる。
主砲の新技術として液体装薬、リニアモーターの原理で弾体を磁気の力で加速して打ち出す静電砲（リニアガン/コイルガン）、ローレンツ力を利用した電磁投射砲（レールガン）があるがいずれも実用化にはまだ遠い。
防護

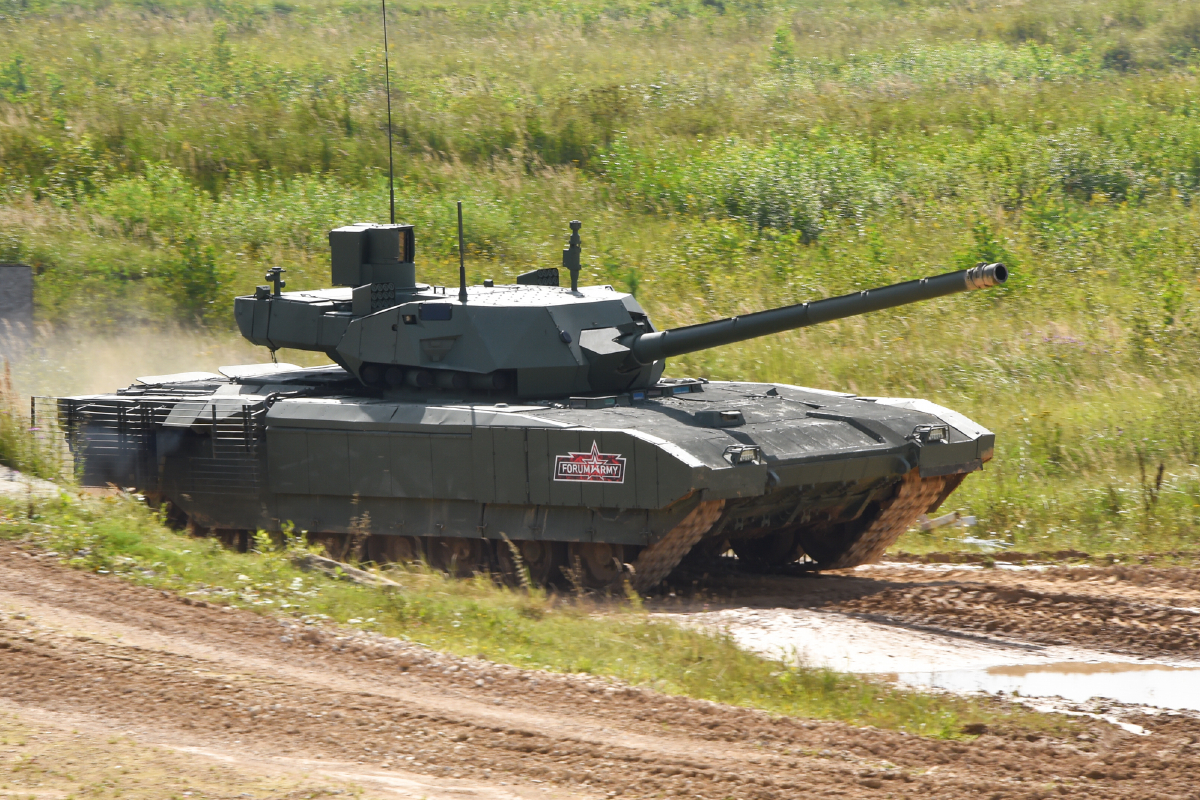
T-14。乗員を保護する装甲カプセルによって高い防御性能を発揮する

防護性能の向上では、被弾する可能性が最も高い砲塔の暴露面積を縮小する努力が払われ、頭上砲 (Overhead Gun) をほとんど無装甲で搭載した無砲塔戦車が構想された。主砲を操作する乗員を砲塔リングより下の砲塔バスケット内に配置して砲塔を小型化する低姿勢砲塔（Low Profile Turret：LPT）については、ヨルダン陸軍の主力戦車「アルフセイン」（輸出されたチャレンジャー1）の最新改良型に、南アフリカの企業と共同開発した「ファルコン2」砲塔を搭載し、即応弾は主砲の後方に搭載している。乗員全員を車体前方に搭乗させ、砲塔を車体内から遠隔操作することで砲塔を小さくした無人砲塔はロシアのアルマータプラットフォームやクルガネツプラットフォームが有名で、ドイツのプーマも数少ない成功例である。またT-14は角ばった外見でステルス性も考慮している。
電磁装甲も、未来技術であり実用化の目処はたっていない。
アクティブ防護システム
センサーによる周辺の監視によって被弾自体を防ぐアクティブ防護システム（Active Protection System：APS）がある。システムは多くの企業が開発しているが、実際に軍の戦車に採用されるものは数少ない。レーザー照射をセンサー類で探知するレーザー警報装置はT-90、ルクレール、PT-91、アリエテ、10式、K2、Strv122で採用され、連動して煙幕を展開する機能を備えるものもある。飛翔体の接近をレーダーで探知し自動的に擲弾で迎撃するハードキルAPSはイスラエルのラファエル社製のトロフィー（メルカバMk.4へ採用）がある。一方で、探知用のレーダー波で自らの位置を暴露してしまうことや地上は空中や海上に比べて干渉要素が多くレーダー探知が有効に機能しにくいこと、ミサイルを迎撃するための反撃に、戦車付近に展開している随伴する歩兵を巻き込む恐れがある。
装輪戦車

ソマリアの戦訓やイラク戦争の戦果は装甲車や歩兵戦闘車の有用性を示すものであった。戦闘車両の主敵は敵の戦闘車両ではなくなりつつあり、RPGや路肩爆弾などへの防護が求められるようになっている。また決戦兵器としてではなく歩兵支援兵器として輸送に適し小型軽量、高速走行できる軍用車両の必要性が高まり、従来とは異なった兵器体系の模索が開始された。 こういった戦車類似車両を含む新たな戦闘車両体系は、いずれも味方側との無線ネットワークを使って情報化された高度に有機的な運用方法を想定しているため、戦闘車両単体での購入では能力は発揮できず、導入時には戦闘ファミリー全体の保有が求められる。このような戦闘車両が海外へ輸出販売される場合には、兵器技術の拡散という負の側面もあるが、兵器メーカーでは広範な兵器システムの売り込みが図れ、輸出国では購入国への軍事的影響力がこれまでの単体兵器以上に大きくなると考えられる。冷戦の終結により大規模戦争の可能性は小さくなっており、低脅威度地域紛争への派兵にともなう新たな戦闘車両への要求が大きくなっている。
装輪装甲車が対戦車用に備える火力は、軽量・無反動で射程が長く破壊力も大きい対戦車ミサイルが有効であるが、反面で一定の距離よりも遠くしか攻撃できず発射や再装填に時間がかかり即応性に制約があるという弱点もある。各国の軍事費削減や緊急展開能力への要求から、南アフリカのルーイカットやイタリアのチェンタウロ戦闘偵察車や日本の16式機動戦闘車のように戦車のような火砲を搭載した装輪装甲車を導入する例がある。また、Stridsfordon 90やASCOD歩兵戦闘車など装軌装甲車をベースにした事例もある。これらの武装は76 - 120mm砲クラスの低反動砲であり旧世代戦車や戦車以下の装甲車両に対処できる攻撃力を持ち即応性も高く、陣地破壊や狙撃手の掃討といった高価なミサイルを使っていては費用対効果の悪い任務にも対応できるなど多用途性の面では優れている。
経済的に主力戦車を導入できない国がその代替として機動砲を導入する場合や、空輸での利便性が評価されて導入が進む場合が多い。とはいえ、RPGのような近接対戦車兵器は途上国でもよく普及しており、たとえばストライカー装甲車では戦車のような歩兵の盾としての役目は果たせず、イラク戦争においてはRPGへの対策としてカゴ状の追加装甲を取り付けることを強いられている。さらに走行装置にタイヤを用いるため、射撃時の安定性が戦車よりも劣り、射撃後の揺動を短時間で抑える安定化システムが必要となる。道路外での走破性も装軌式車輌に比べれば低く、機動力を維持するためにはパンクレスタイヤやタイヤ空気圧調整システムの装備も必要となる。結局のところ機動砲は火力支援のための自走砲であって、戦車とは配備旅団が異なるなど戦車の完全な代替には成り得ないという意見が強いが今後の推移が注目される。

### 日本の戦車開発史

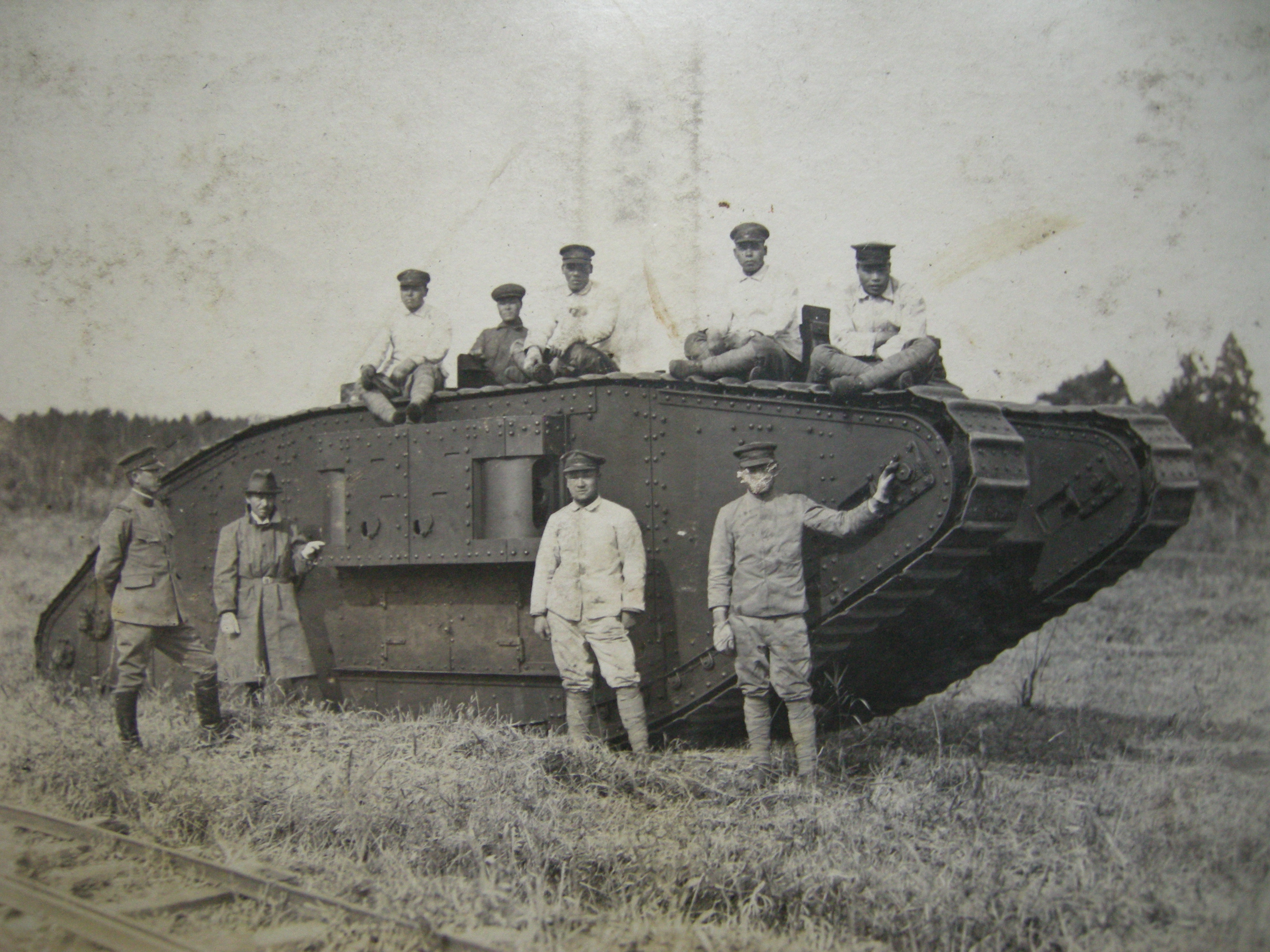
千葉県・陸軍歩兵学校におけるMk.IV戦車（1927年）

戦車が登場した第一次世界大戦当時の日本は、1915年（大正4年）時点で国内自動車保有台数がわずか897台というありさまであったが、他の列強諸国同様に新兵器である戦車に早くから注目していた。ソンムの戦いの翌年である1917年（大正6年）には陸軍が調達に動き出している。1918年（大正7年）中旬、ヨーロッパに派遣されていた筑紫熊七陸軍中将が、観戦武官として連合国の「タンク」を視察している。10月17日、欧州に滞在していた水谷吉蔵輜重兵大尉によって同盟国イギリスから購入されたMk.IV 雌型 戦車1輌が、教官役のイギリス人将兵5名とともに神戸港に入港した。
（日本陸軍が戦車を導入しようと考えた動機は、ソンムの戦いから約10年前に勃発した日露戦争における旅順要塞攻略戦において、障害物で防護された機関銃陣地の制圧のために、多大な犠牲を払った経験や、さらに砲弾の生産能力の不足のため、慢性的な砲弾不足にも悩まされたためでもある。戦車は機関銃陣地の攻略に有効であるだけでなく、カンブレーの戦いの情報から砲撃支援による砲弾の消費量を抑え、砲弾の供給・生産能力の不足も補うことも可能であると認識し、多少無理をしてでも戦車の研究・導入の必要があると大きな期待をかけていた。)
翌1919年（大正8年）に新兵器の発達に対処するために、陸軍科学研究所が創設され、以降1919年（大正8年）から1920年（大正9年）にかけて日本陸軍はルノー FT-17 軽戦車とマーク A ホイペット中戦車を試験的に購入して、研究している。当初は「戦車」と言う言葉が無く、「タンク」や「装甲車」と呼んでいたが、1922年（大正11年）頃に「戦う自動車から戦車と名付けては」と決まったようである。1923年 - 1924年（大正12 - 13年）頃には戦車無用論も議論されたが、1925年（大正14年）の宇垣軍縮による人員削減の代わりに、2個戦車隊が創設された。当時（大正後期）の日本経済の不況や工業力では戦車の国産化は困難と考えられたうえ、イギリスも自軍向けの生産を優先させていたため、陸軍ではそれらの代替としてルノーFTの大量調達が計画されていたが、陸軍技術本部所属で後に「日本戦車の父」とも呼ばれた原乙未生大尉（後に中将）が国産化を強く主張、輸入計画は中止され国産戦車開発が開始されることとなった。
戦車開発は唯一軍用自動車を製作していた大阪砲兵工廠で行われることとなり、原を中心とする開発スタッフにより、独自のシーソーばね式サスペンションやディーゼルエンジン採用など独創性・先見性に富んだ技術開発が行われた。それらは民間にもフィードバックされて日本の自動車製造などの工業力発展にも寄与している。設計着手よりわずか1年9ヶ月という短期間で1927年2月には試製1号戦車をほぼ完成させ、試験でも陸軍の要求を満たす良好な結果が得られたことから、本格的な戦車の開発が認められた。
試製一号戦車の試験結果をもとに、約10ｔ以内の軽戦車と約20ｔ以内の重戦車の2種類の戦車を開発し配備を行うという方針を取ると、まず手始めに戦車隊の主力となる八九式軽戦車を開発し、部隊配備のための生産を行った。

大正末期から昭和初期においては、アメリカとの戦を想定し、グアムやフィリピンなどの酷暑地域で運用する想定だったが、満州事変が勃発すると、ソ連と国境を接することになったため、以降は昭和18年半ばまでソ連を主敵とし、ソ連戦を想定するようになる。その後、中華民国との戦いと日ソ国境紛争に追われる中、九五式軽戦車 、九七式中戦車などの車輌を投入し、ノモンハン事件ではソ連と大規模な戦車戦に至った。ディーゼルエンジン採用の先見の明はあったものの微妙な結果となる。
日本陸軍の兵器弾薬機材は対ソ連を想定して開発整備が行われてきたが、アメリカとの戦争である太平洋戦争が差し迫った1941年（昭和16年）の段階になっても、主戦場となるであろう島嶼や南方の熱帯の気候や風土に兵器が耐えられるか、運用法は島嶼戦に対応できるか否か、それらの見直しや検証を放棄したまま戦争に突入している。日本は限りあるリソースを航空機や艦艇に割かざるを得ず、しかも、その間の欧州戦線での開発競争によって日本の戦車技術は陳腐化した。一方で、原中将はじめ開発・運用要員の多くが幸いにも終戦まで生き延びていたことが、戦後の戦車開発に寄与することとなる。
戦後日本は非武装化されたが、共産主義勢力の台頭と朝鮮戦争の勃発により日本に自衛力の必要性が認められて警察予備隊（後の自衛隊）が組織され、アメリカより「特車」としてM4中戦車などが供給された。また朝鮮戦争中に破損した車輌の改修整備を請け負ったことなどで、新戦車開発・運用のためのノウハウが蓄積されていった。とはいえこれらアメリカ戦車がまもなく旧式化することは明らかであり、規格が日本人の体型にも合わないことも踏まえて、日本の国情に合わせた国産戦車の開発を目指すこととなった。

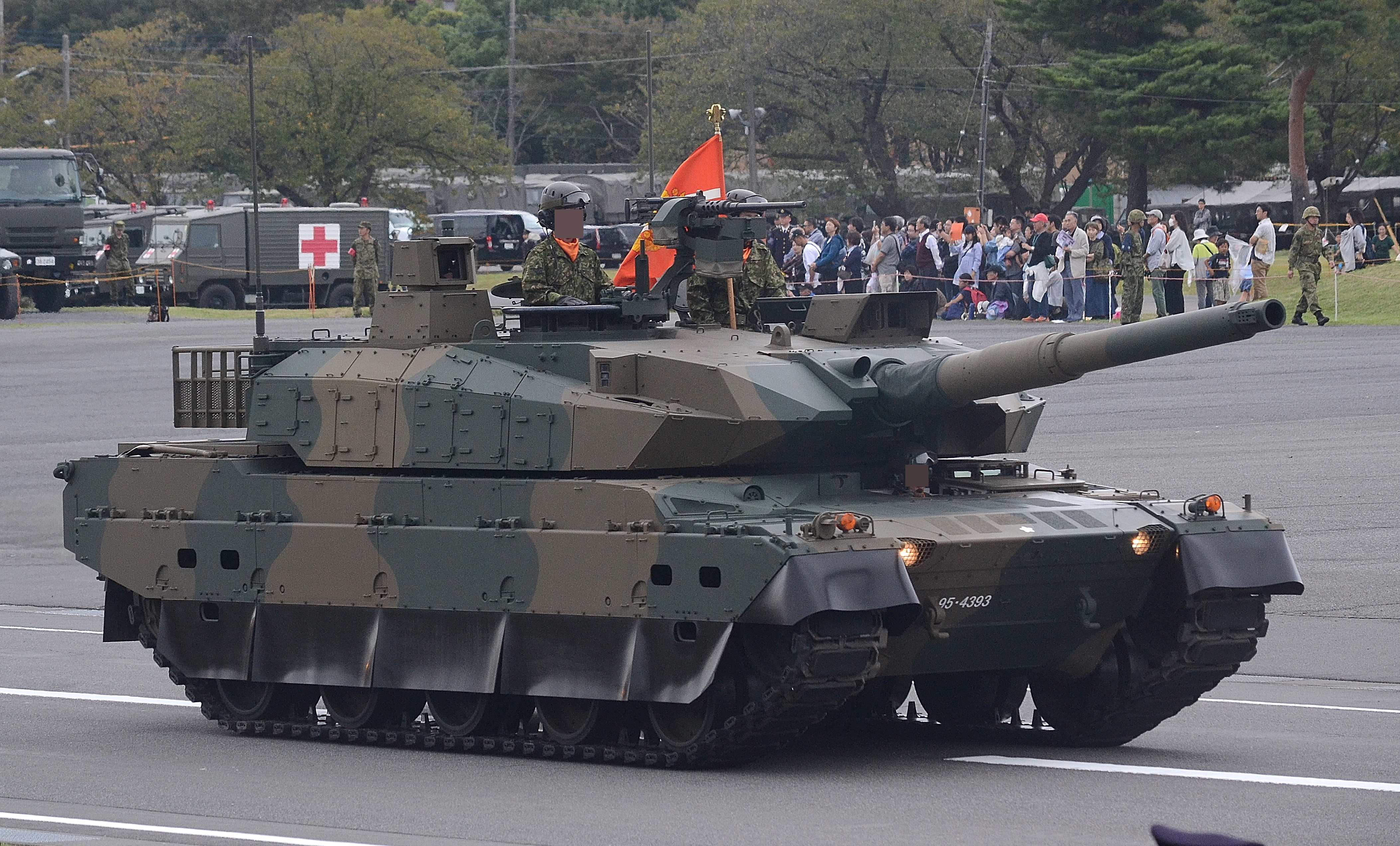
10式戦車(2010年代)

アメリカの支援などによって開発費の目処もつき、戦後初の国産戦車となった61式戦車が1961年（昭和36年）4月に制式採用された。この戦車は旧陸軍の設計思想を受け継いだこともあり、開発した時点では既に米ソや西ドイツの水準からは見ると陳腐なことは否めず、習作的意味合いが強いものであったが、続く74式戦車で世界水準にキャッチアップし、更にその後継の90式戦車で世界水準を一部上回ったといえる。

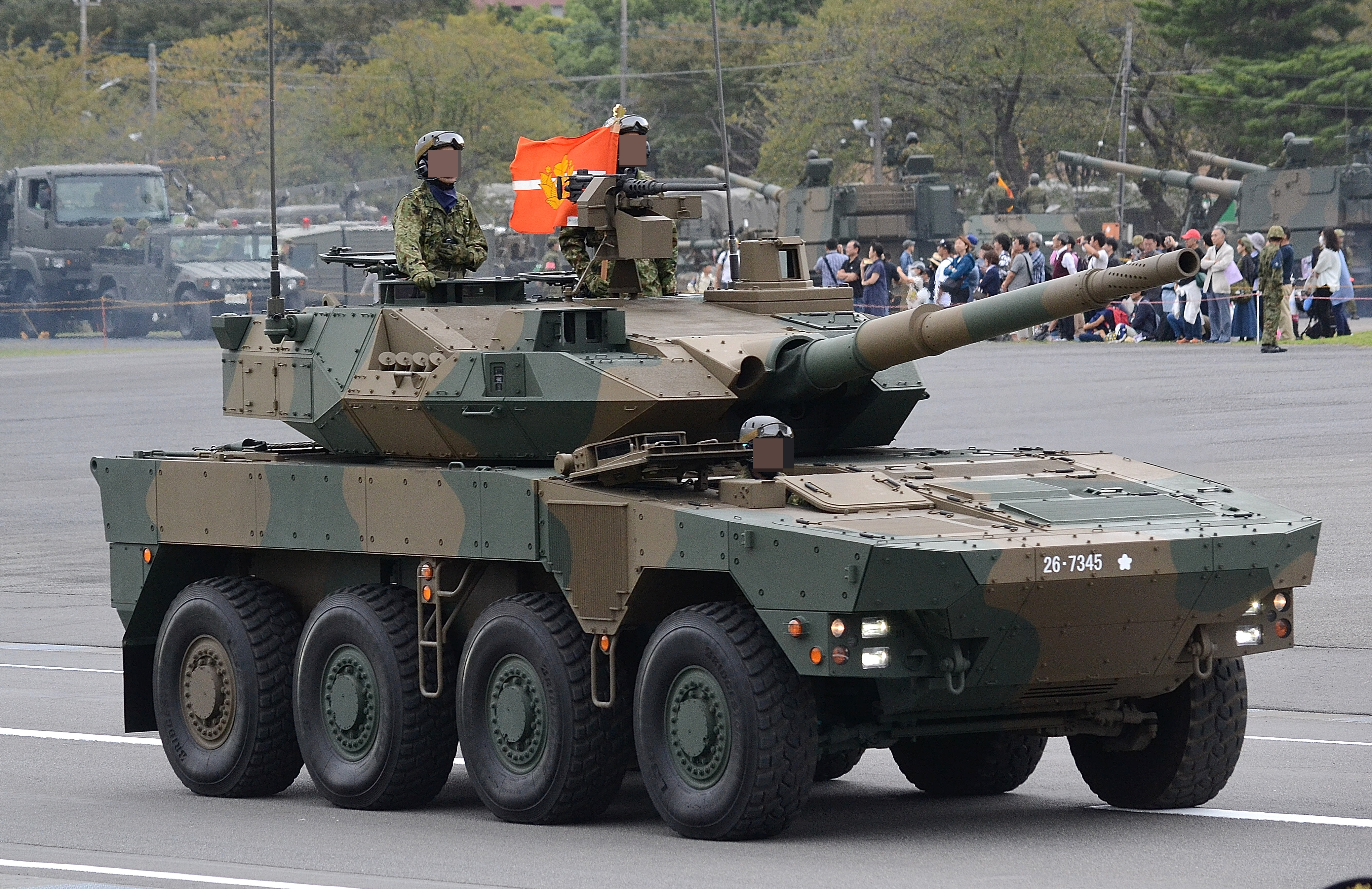
16式機動戦闘車(2016年代)

2000年代に開発された10式戦車は、全国的な配備を考慮して90式戦車よりも小型軽量化しつつ同等以上の性能を有しているとされ、特に射撃機能やネットワーク機能などベトロニクスの進歩による戦闘能力の向上が著しい。10式戦車は耐用期限到達に伴い減耗する74式戦車の代替更新として2010年度から調達が開始された。一方、2013年に25大綱と26中期防が閣議決定されたことで、今後、本州配備の戦車は廃止され、戦車は北海道と九州にのみ集約配備、本州には戦車とは異なる新たなタイプの車両の16式機動戦闘車のみが配備される。装輪戦車である16式機動戦闘車は、10式戦車と比して火力と防護力だけでなく戦術機動性（不整地突破能力）の面において劣るものの、逆に戦略機動性（舗装路での高速走行や輸送機・輸送艦での運搬による、長距離の移動能力）は優れており、74式戦車と同等の火力を戦場に素早く展開できる即応力を備えている。本州配備の74式戦車が担っていた役割の一つ、普通科部隊への射撃支援については、16式機動戦闘車が引き継ぐことになる。
防衛省では有人戦闘車両の無人砲塔化と、有人戦闘車両と無人戦闘車両の連携に関するベトロニクスシステムの技術研究が行われている。この研究は2020年度まで行われる。

## 装備と構造

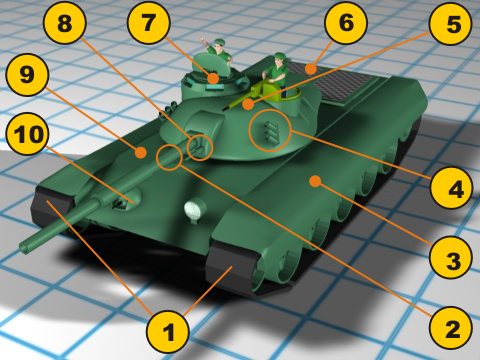
1：足回り 2：主砲 3：フェンダー 4：発煙弾発射機 5：対空機銃
6：機関室 7：キューポラ 8：同軸機銃 9：車体 10：操縦室

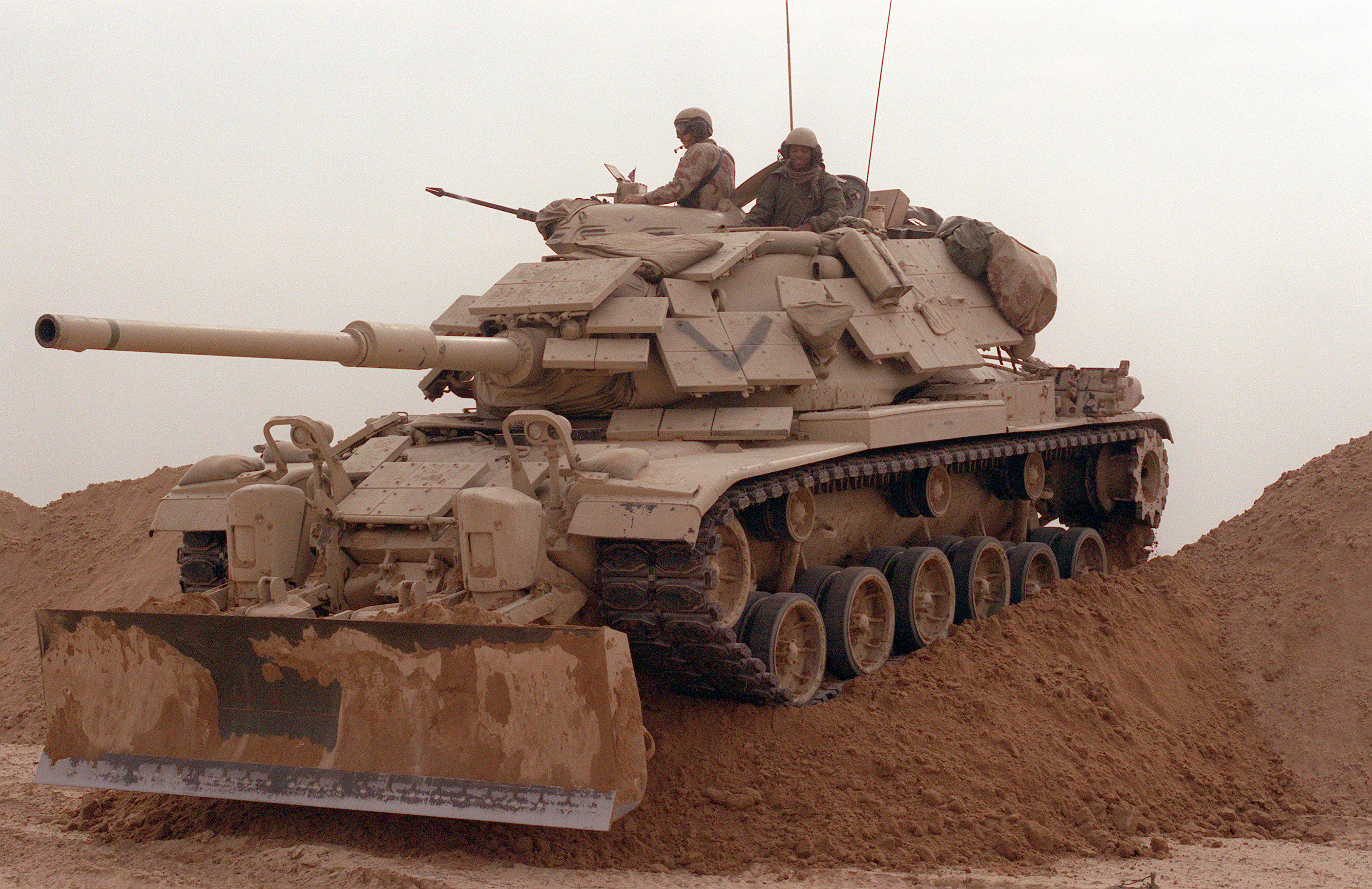
M60A1に取り付けられたドーザーブレード

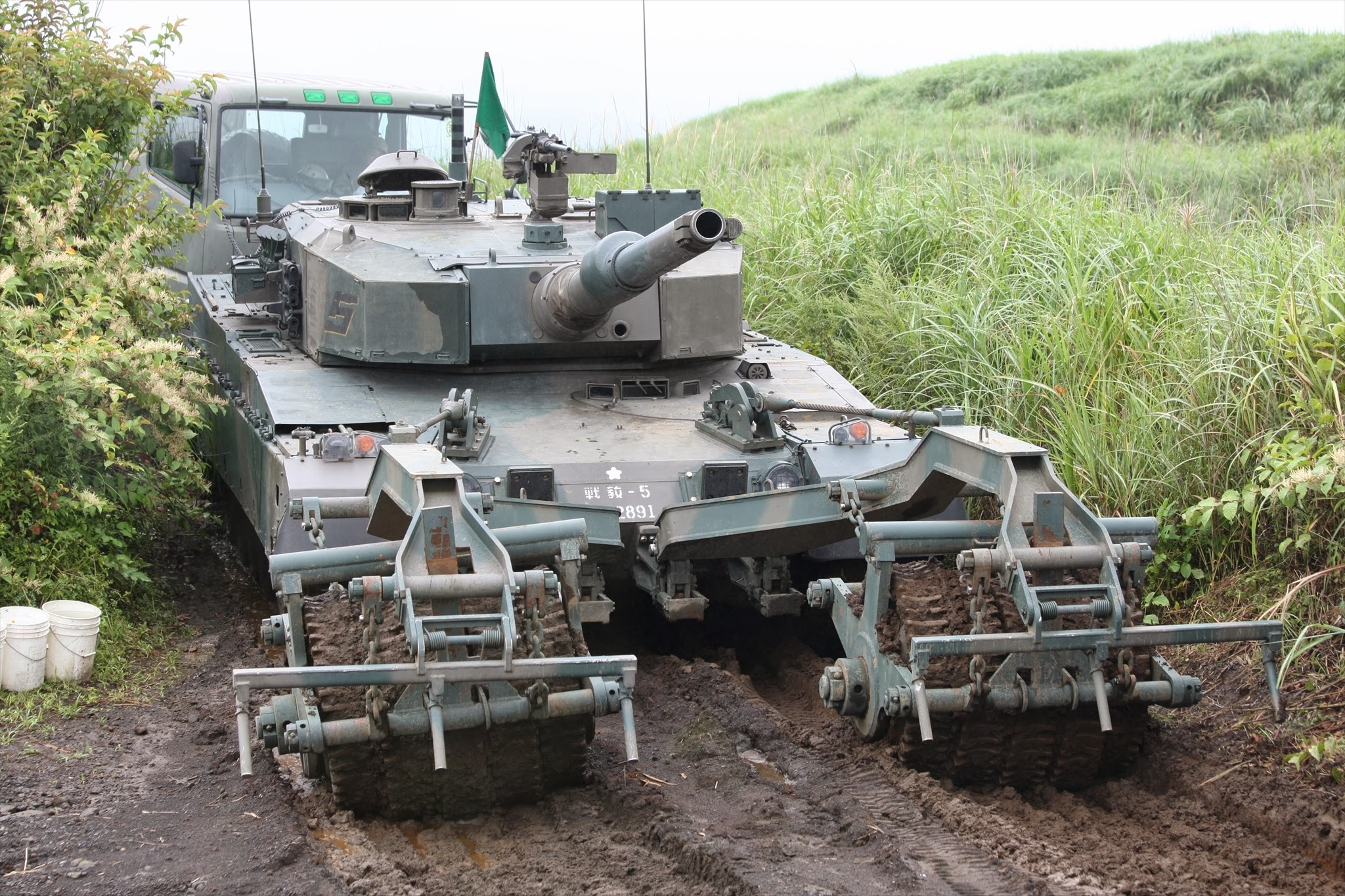
90式戦車に取り付けられた92式地雷原処理ローラ

足回り (1)

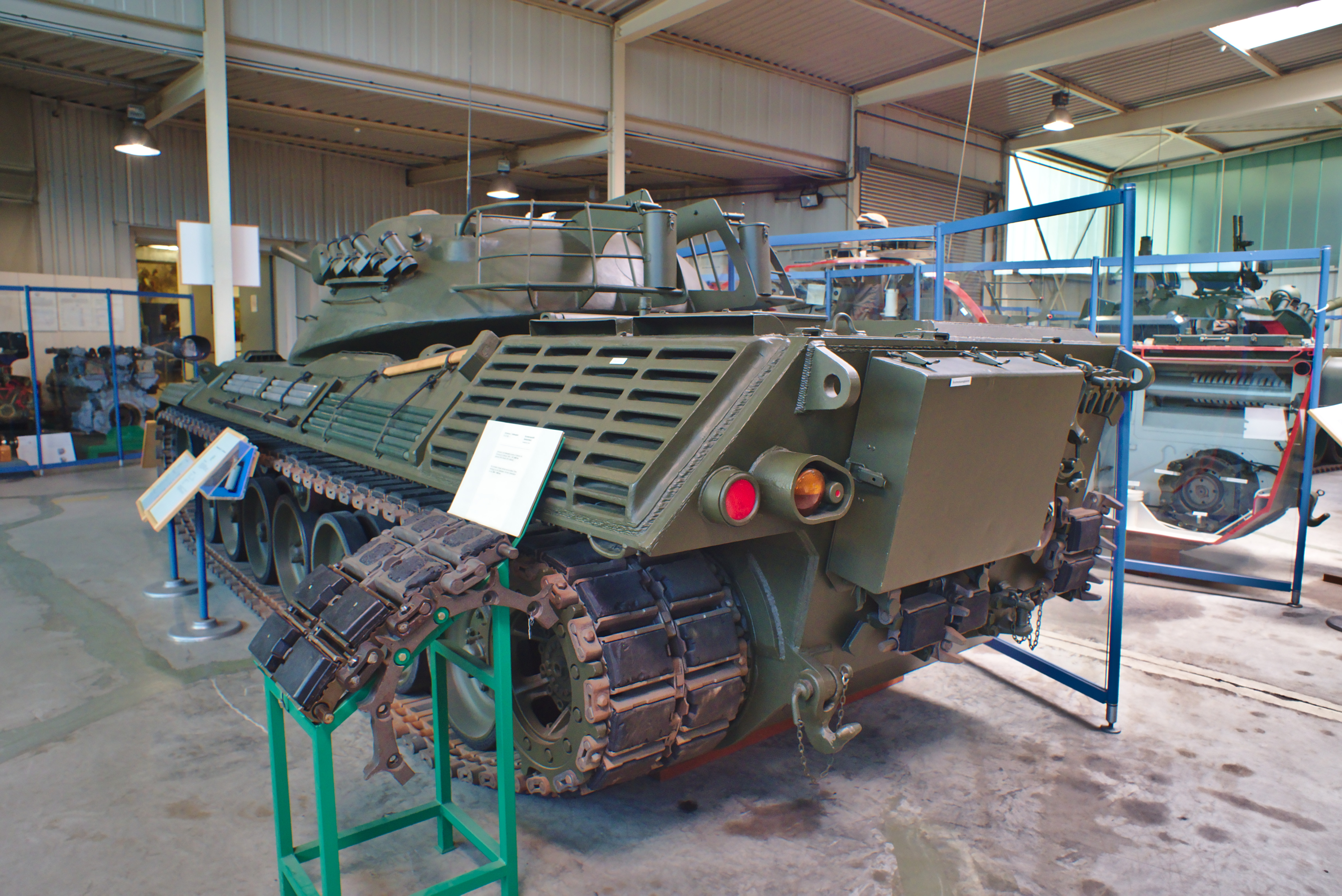
レオパルト1の履帯と起動輪。履帯はダブルピンで結合され、踏面にゴムパッドを備えた方式

戦車は無限軌道 （履帯、商標名でキャタピラ）で走行する。最初期のMk.I戦車を除いてサスペンションは必須の装備であり、第二次世界大戦時までは複数の転輪を前後で連結する方式が大半を占めた。この方式は性能に限界があるため車体や乗員の負担が大きく、エンジン出力が大きくても機動性に制約を課すことになったが、大戦後は機動性向上のためスウェーデン戦車で長らく採用されていた、独立懸架式の横置きトーションバーが主流となった。スウェーデンのStrv.103は前後左右の油圧を変えることで車体の角度を変えられる油気圧（ハイドロニューマチック・サスペンション）を史上初めて実用装備し、他の戦車でも油気圧サスペンションを装備してる例がある。転輪は起動輪、誘導輪、転輪に大別される。金属製の転輪には騒音や振動を軽減する目的で外周にゴム製のソリッドタイヤが装着される。ゴム資源が不足していた第二次世界大戦中のドイツ・ソ連では、転輪内部や車軸にゴムを内蔵したり、やむを得ず全くゴムを用いなかった。またイスラエルの戦車は砂漠でゴムタイヤの破損が激しいため、一部に完全鋼製転輪を使用している。無限軌道の連結方式は前後二枚の履帯を連結するのに一本のピンを用いるシングルピン方式から、二本のピンを用いるダブルピン方式へと進化した。金属製の履板には走行時の抵抗を低減するために、ピン穴にゴムブッシュが設けられる。また第二次大戦後の東側陣営戦車で踏面にゴムパッドを着脱できる履帯が実用化されている。
主砲 (2)

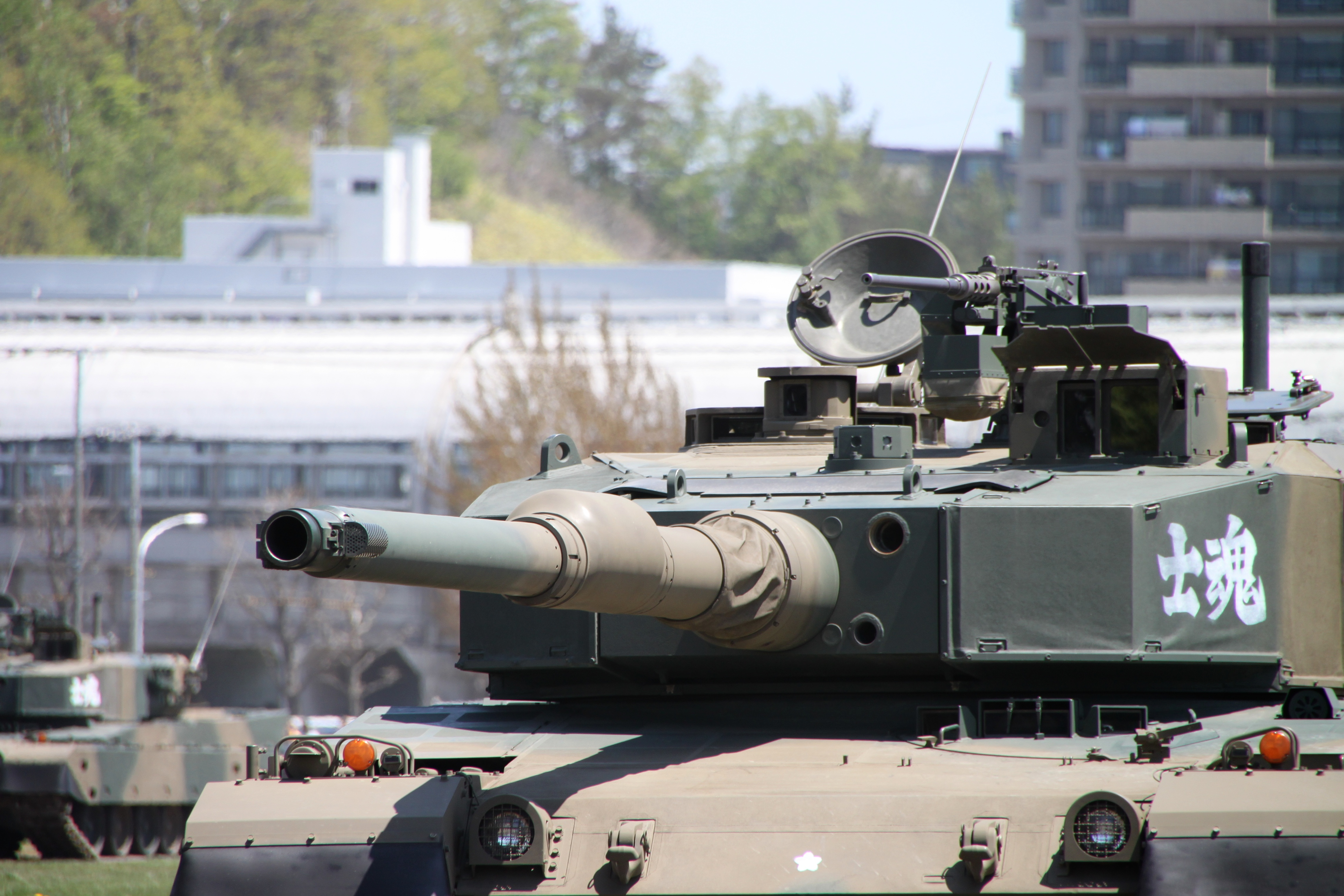
90式戦車の主砲

1970年代に東側で125mm滑腔砲が採用され以降主流となり、西側で120mm滑腔砲が採用され以降主流となった。
射撃時の反動を抑えると共に、砲身後退量を抑えて砲塔を小さく済ませるため、油圧により反動を吸収する駐退機が備えられている。これがないと発射のたびに車体前部が跳ね上がるなど、車体が激しく動揺する。以前は砲口にマズルブレーキを装備したものが多かったが、射撃精度を上げるため、最近の車輌では見られない。なお、戦後の対戦車用砲弾の主力であるAPDSやAPFSDSの発射時に、外れる装弾筒がマズルブレーキに引っかかってしまうというのは間違いである。
主砲の発砲時に火薬の燃焼ガスが発生するが、砲身から砲塔内へガスが入り込まないようにエバキュエータ（排煙器）と呼ばれる空洞部が砲身に取り付けられる。砲身は温度差で歪みが生じるが、砲身に熱を均一に伝えることで歪みを抑えるサーマル・スリーブ（遮熱カバー）が装着される。サーマル・スリーブを装着しても砲身の歪みを完全に防ぐことはできず、砲身の歪みをレーザー計測するボアサイト・ミラーが砲口近くに装着される。
射撃統制に測遠機、環境センサー、砲口照合装置から得られた情報を基にデジタルコンピュータが主砲、砲塔の微調整を行うことで、あらゆる条件下での精密射撃が可能で、照準器は安定化されサーマルサイトとレーザー測遠機で構成される。また、被弾時の火災の延焼を避けるため、従来の油圧は避けて電動になる傾向がある。
フェンダー (3)
泥などが巻き上がるのを防ぐために車体両側面上部に位置する。現代戦車は強力な主砲を装備するため砲塔リングが大きく、車体の大型化を抑えるためフェンダー上部に砲塔リング用のオーバーハングがある。
またサイドスカートが取り付けてある場合には、第二次世界大戦時にドイツ軍戦車の側面に車体からやや離して装着された薄い鋼板「シュルツェン」のように、HEAT弾を車体からできるだけ離れたところで起爆させ、メタルジェットの貫通力を抑える効果がある。なお、シュルツェンはエプロンを意味し、もともとはソ連軍の対戦車ライフル対策で取り付けられていた。
発煙弾発射機（スモーク・ディスチャージャー） (4)

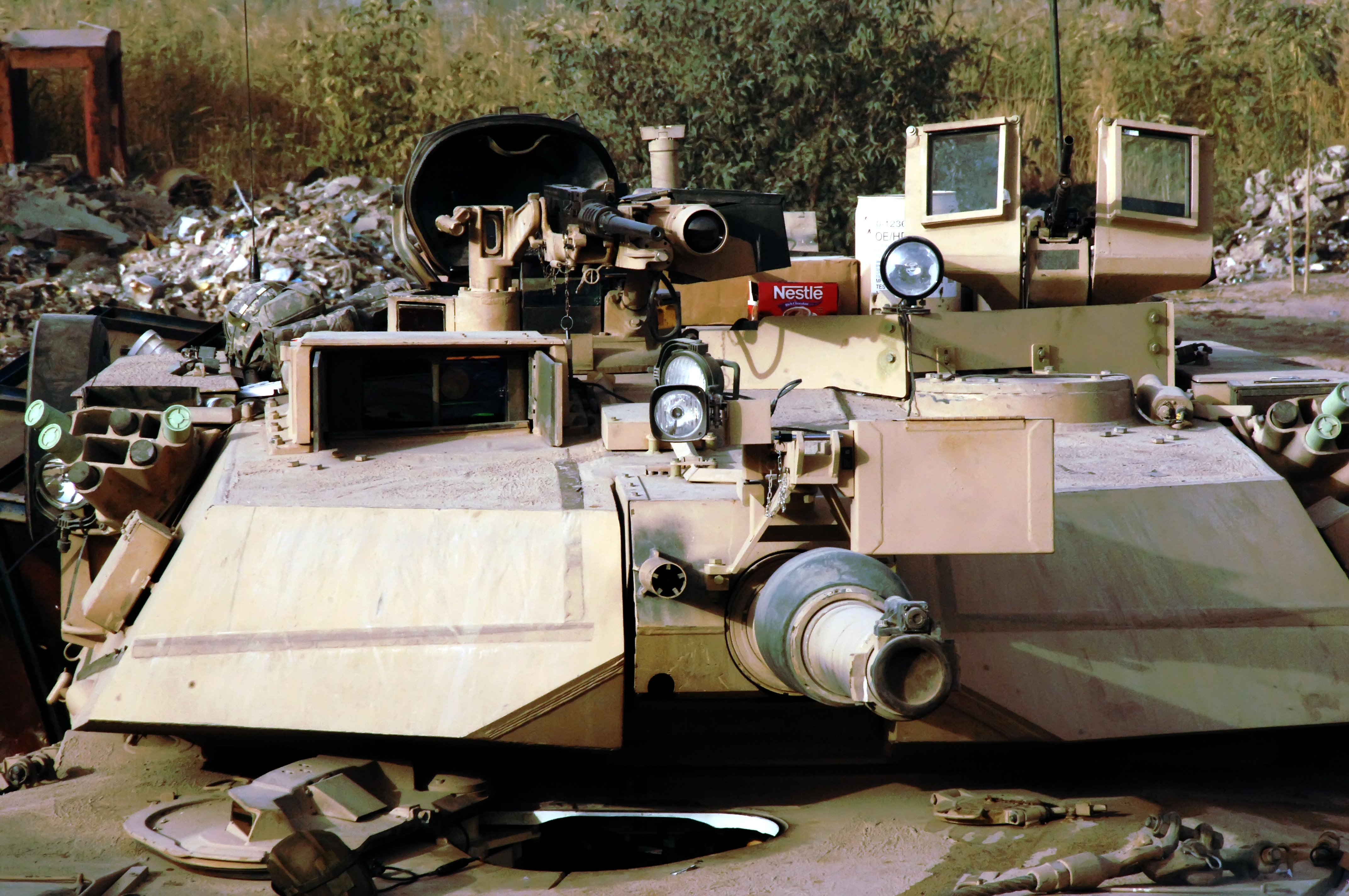
M1A1の砲塔両側面に装備されたスモーク・ディスチャージャー

防御戦闘時に敵の視界を遮ったり、随伴歩兵の進撃を支援したり、ミサイル防御に煙幕を発生させるための発煙弾を発射する。東側車輌にはエンジン排気に燃料を噴霧して煙幕を発生させる機構を併用する物もある。
対空機銃 (5)

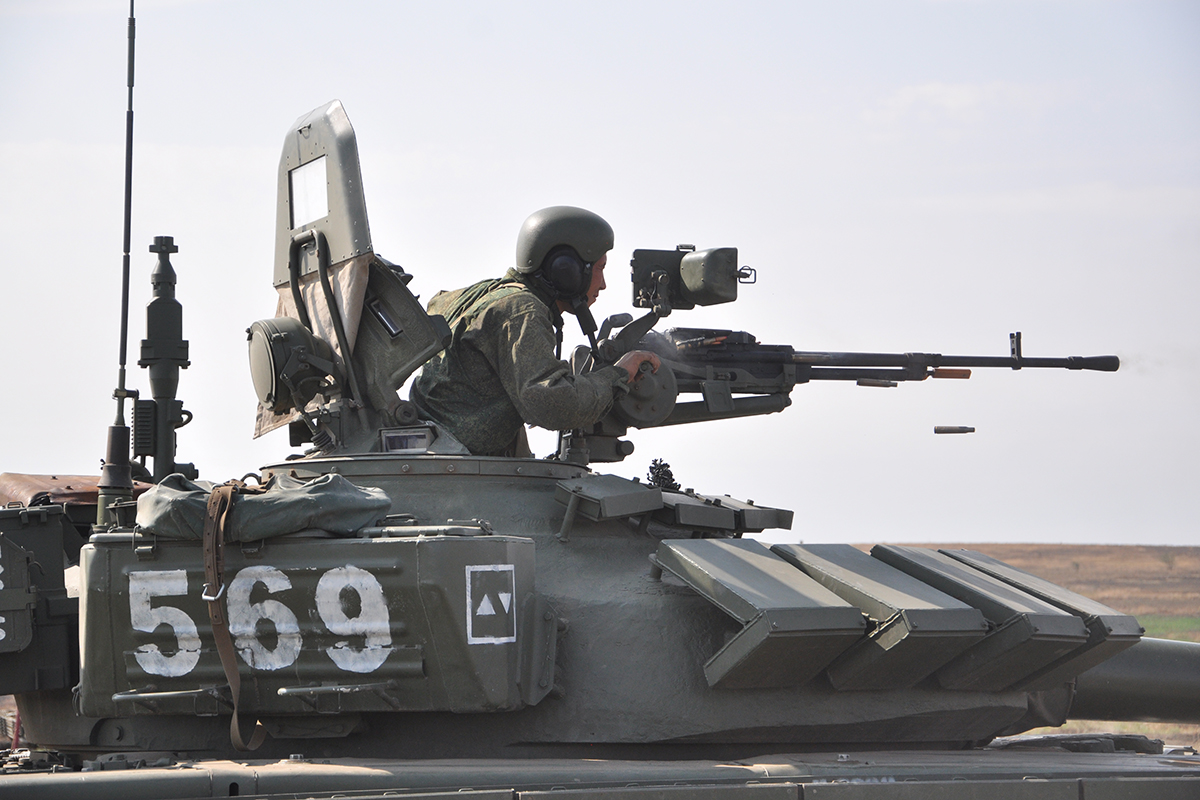
T-72B3の車長ハッチに設置された機銃で対地射撃を行う様子

車長と装填手のハッチ付近に搭載された12.7mm級もしくは7.62mm級口径の機銃である。車長や装填手がハッチから上半身だけを出して操作し、仰角をとり対空威嚇に用いたり、俯角をとり対地掃射に用いることが可能。また、主砲に連動しない為、主砲とは別の方向を攻撃することも可能。照準用ペリスコープなどを用いて対空機銃を車内から操作できるリモート機銃や、カメラとモニター、種類によっては火器管制装置も搭載される等電子化されたリモート機銃であるRWS (Remote Weapon System) が存在し両者とも外部を監視するセンサーと対空攻撃を両立でき、使用者が攻撃を受けやすい状況下でも機銃を積極的に利用できる。RWSは装置自体が高価な割に万全とは言えないがUAE、米陸軍、タイ、カタール、ロシア、ハンガリー等の国で普及している。
機関室 (6)

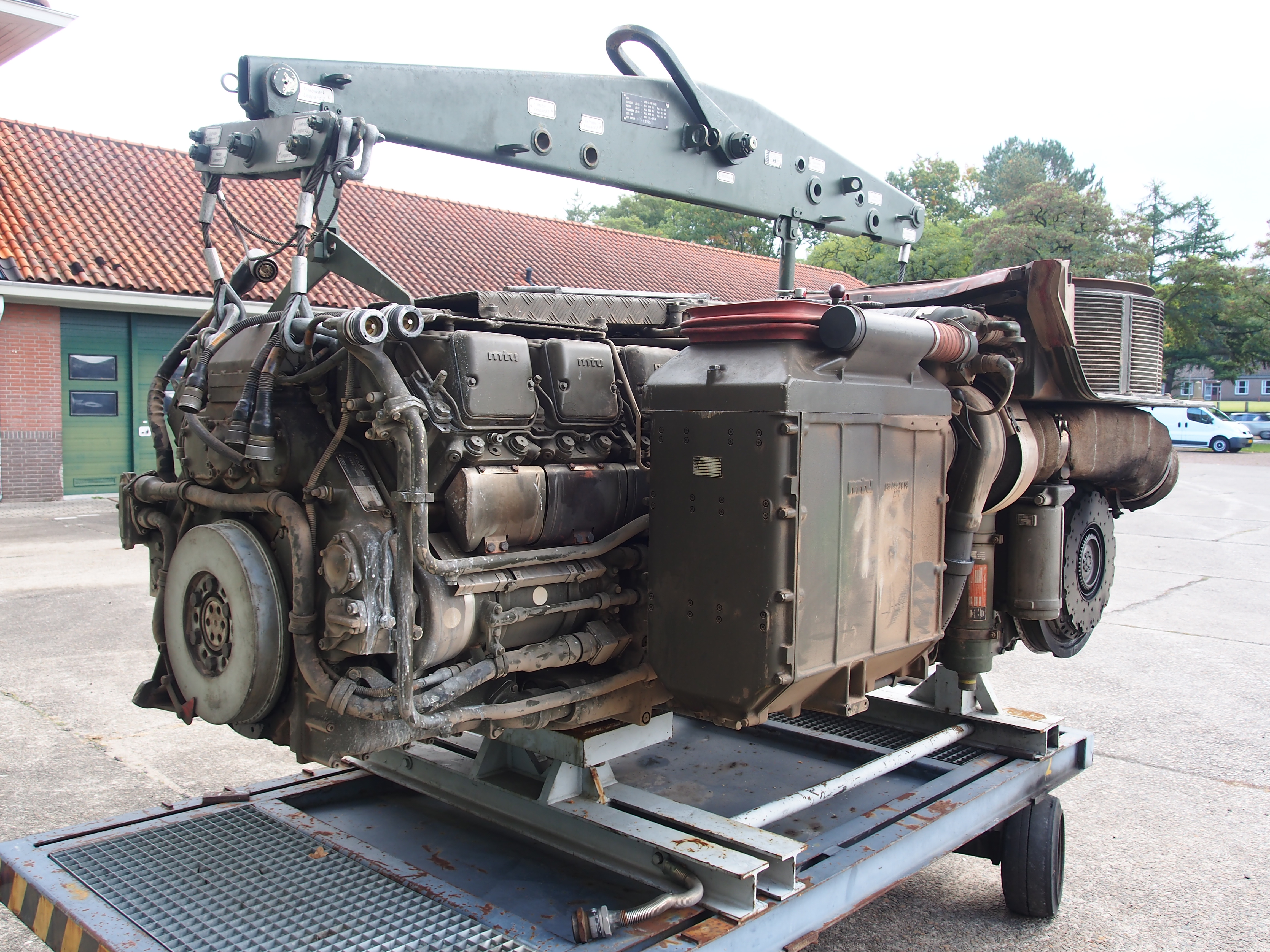
クレーンで吊り上げるためのマウントが装着されているレオパルト2のパワーパック

他の装甲車と異なり戦車においてエンジンは給排気と放熱のために装甲で閉鎖されるのには向かず脆弱となりやすく、被弾しにくい車体後方に搭載するレイアウトが一般的である。一方でイスラエルのメルカバやスウェーデンのStrv.103のように、歩兵戦闘車の様にエンジン・変速機を車体前方に配して乗員保護の為の装甲の一部としている例もある。第二次大戦時はT-34などを除きトランスミッションが車体前方に位置し、後方のエンジンと前方のトランスミッションをつなぐために無駄に長大なドライブシャフトを搭載し低車高化に悪影響を及ぼしたが、第二次大戦後はエンジン後方にトランスミッションが直結したMR方式が主流となった。東側ではT-44由来のエンジンを横置きにすることで車体全長を短くする構造が主流となり、西側ではM26由来の縦置きエンジンとトランスミッションを一体化し短時間で交換できるパワーパック構造が主流となった。
エンジンは通常の自動車用エンジン同様に液体を冷媒として冷却し、BT-7と同様のV型12気筒ディーゼルエンジンが主流で、第3世代から出力を増大させるターボチャージャーを搭載し、出力は1,000-1,500馬力になる。また、ディーゼルエンジンはガソリンエンジンより油種を選ばず、軽油以外でも灯油やジェット燃料などが使用できる。
引火点の高いディーゼル燃料が防御上有利であるが、気化すれば爆発もする危険物であることに変わりはなく利点としては副次的である。馬力を求めて選択されたガソリンエンジンがディーゼルエンジンへと更新された最大の理由は、走行距離が2倍程度に改善される燃費であり、時代が下るまでディーゼルエンジンを搭載できなかった理由は、重量あたりでガソリンエンジンの半分という貧弱な馬力にあった。M48は開発したアメリカによってガソリンエンジンからディーゼルエンジンへと変更されているが、ARCOVE(Ad Hoc Group on Armament for Future Tanks or Similar Combat Vehicles)がディーゼルエンジンへの変更を勧告した際、OTAC(Ordnance Tank-Automotive Center)は「燃費の向上に大きく貢献する場合」にのみ許可するとし、M48A1ならびにA2で行われた航続距離に関する改良は、4個で840リットルに達する投棄式外部燃料タンクの設置やエンジンのコンパクト化で浮いた車体内部容積をガソリンタンクに充てるというものだった。ノモンハン事件での日本軍の火炎瓶攻撃からソビエト軍は対策としてディーゼルエンジンへの転換を図ったとする説も誤りで、ソビエトでの戦車用ディーゼルエンジンB-2の開発は1931年に遡る。これは多くの車両に搭載され、大量生産されたが、アルミニウム製シリンダーヘッドの採用などで大出力でありながら重量はガソリンエンジン並みという高性能軽量エンジンであったことが理由である。また、日本軍の火炎瓶攻撃についてソビエト軍の認識は「数回が行われた」「10名から12名の火炎瓶装備の対戦車班があった」という程度で、日本における高い評価とは異なる。ソビエト軍が火炎瓶攻撃を重大な脅威と見做したのは冬戦争でのモロトフカクテルでの攻撃と436両に上る損害であり、フィンランド軍の教本においても火炎瓶は戦車の視界を塞ぐことを第一義としていた。日本軍においてディーゼル化が熱心に研究された理由も防御上のものではなく、乏しい資源の中で石油精製上圧倒的に歩留まりの良い軽油を燃料にするためであった。主流ではないが加速性に優れるが、燃費が非常に悪い上に技術的ハードルも高いガスタービンエンジン装備の戦車もある。
21世紀現在では、センサー類やC4Iシステムといった多数の電子機器を常時稼動させる必要があり、停車時に主たるエンジンを停止する間の電力供給手段として補助発電機を搭載する必要が生まれている。
キューポラ (7)

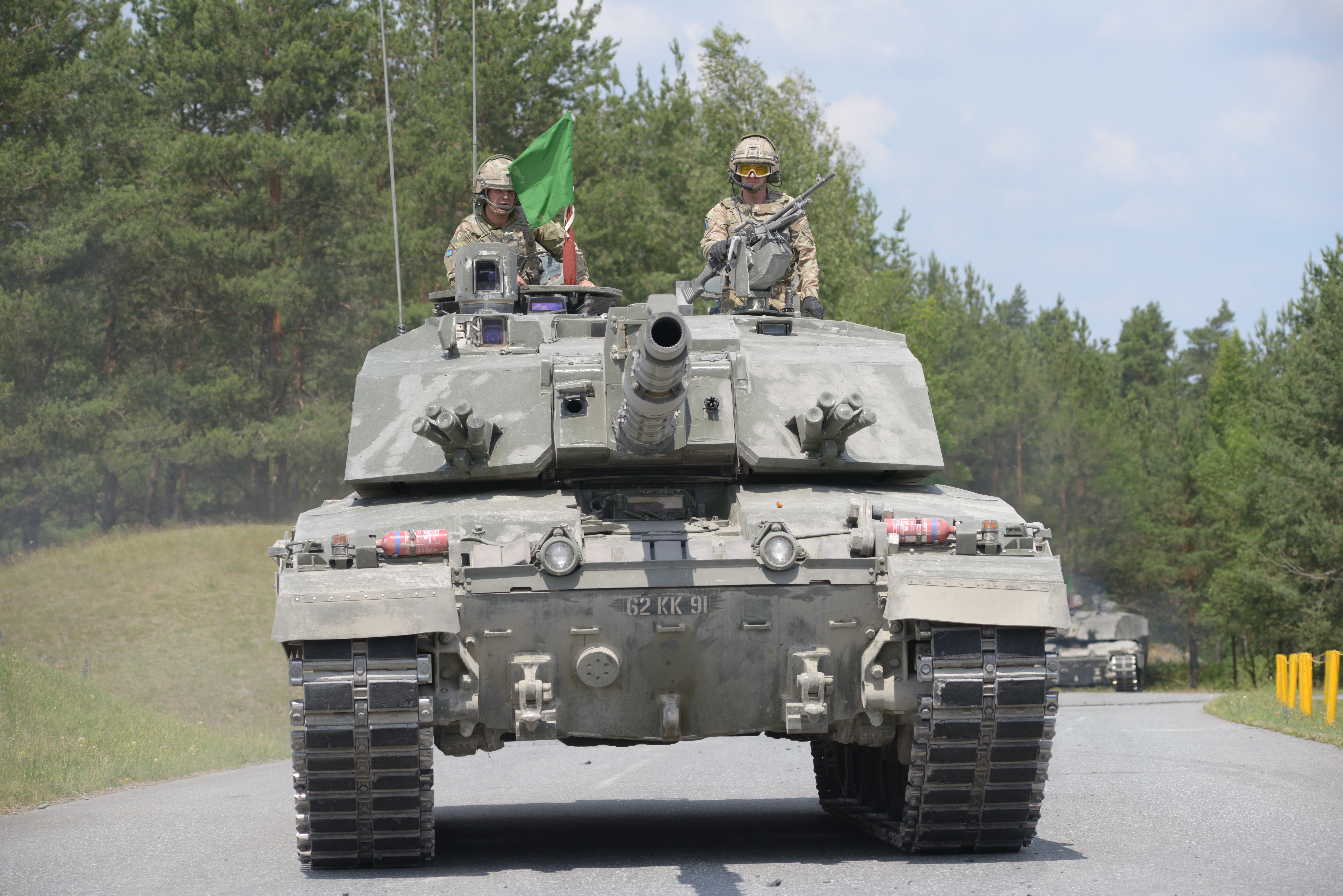
チャレンジャー2のキューポラから上半身を出す車長（砲塔上向かって左）

英語では“commander's cupola" と形容される。車内から外部を視察するための視察孔を開けるため砲塔上に設置される塔状の設備だったことから日本語では「車長用展望塔」ないし単に「展望塔」、もしくは「司令塔」と訳される。第二次世界大戦からは上面にハッチを備え、ハッチから頭や上半身を乗り出して警戒に当たることが可能になった。第二次世界大戦後には車長用ハッチの周りを多数の潜望鏡が囲む方式となり、砲塔上面からの出っ張りが低いキューポラへと移行した。車長用サイトがパノラマサイトとしてキューポラから分離し、近年ではサーマルサイトだけでなくレーザー測遠機を備えるようになりつつある。20世紀末以降の戦車では砲手が砲手席の照準器の視界で目標を見失っても、車長が別途車長用サイトで捉えた目標の方向へ砲塔を向けさせることができるオーバーライド能力を獲得した。
光学機器が発展した現代でも目視で周囲を警戒することは効果的であり、車長用ハッチは閉鎖姿勢（水平状態）のまま少しだけ浮かせハッチを天蓋代わりにして、その下のすき間から周囲を視察できる機構のものもある。これは大きく開くことしかできないハッチでは、車長が目視を行う際に頭部や上半身がむき出しになり、無防備になる欠点を克服したものである。
同軸機銃 (8)
主砲に並べて砲手側の反対側に取り付けられる機銃で、7.62mm口径が主流である。自衛隊の機甲科では連装機銃と呼ばれている。歩兵や軽装甲車輌といったソフトターゲットに対して使用することで、主砲砲弾の消費を抑えることを図った。主砲発射に先んじて同軸機銃を射撃し、その着弾を見て照準を微調整する、スポッティングライフルとして利用されていた戦車もあった。
車体 (9)

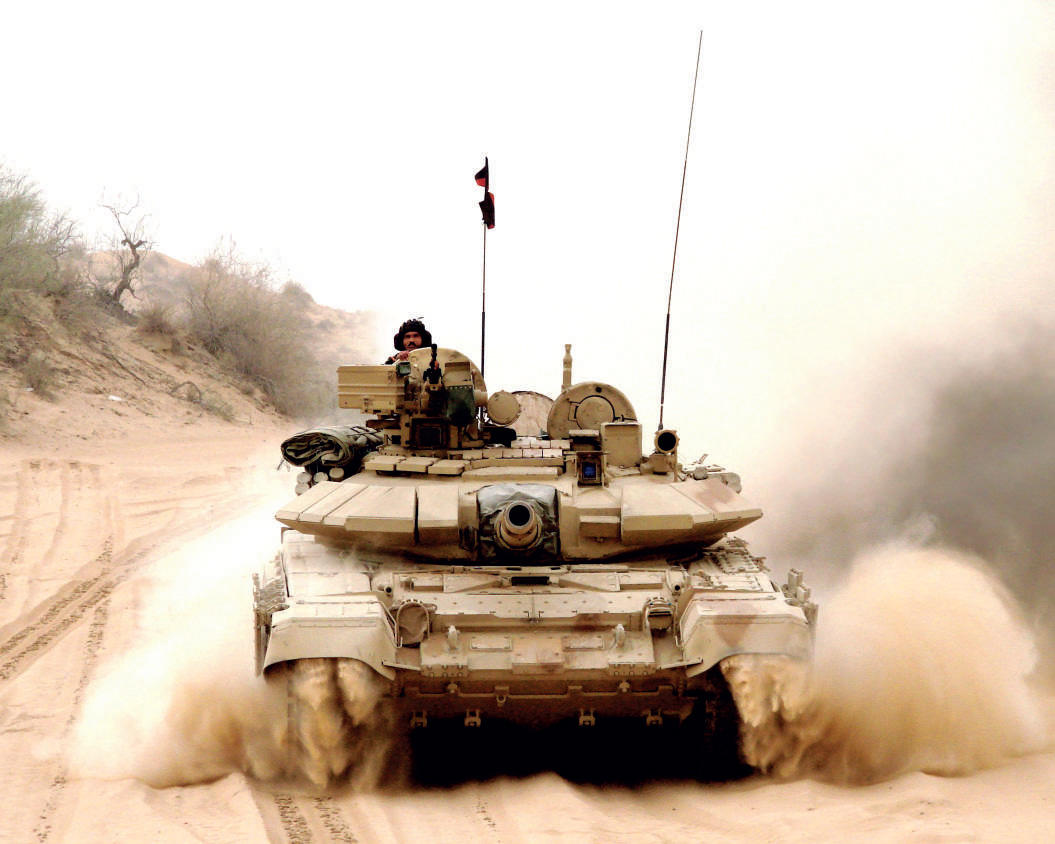
インド軍のT-90S

一般的には前面の左右30度の範囲が最も防御力が高く、側面、後面、上面、下面の順に防御力は低くなっていく。敵からの視認性を下げるよう全高は低く設計され、その分車内容積を確保するために全幅と全長（特に全長）が大きく取られる傾向にある。車高を低くすることは敵に発見されにくくなるだけでなく、最も重量がある前面装甲の減少によって重量が軽減される他、重心が低くなることで走行時の安定性にも貢献する。ただし車高を下げすぎると、主砲の俯仰角が制限されたり、操縦手の着座姿勢が極端に不自然になるといった欠点がある。T-62は砲塔を小型化したため主砲の俯角を6度までしか取れず、中東戦争では地形を利用した伏せ撃ち射撃ができず多数が撃破されている。過去には鋳鋼やリベットが用いられていたが、現代では一般的に圧延防弾鋼板の全溶接構造で、装甲板内部に複合装甲が内包される。一例として、M1戦車の試作車であるXM1においては砲塔の前面及び側面、車体の前面、サイドスカートの前方に複合装甲が内包されている。現代戦車の砲塔側面は地面に対してほぼ垂直になっているが、第2世代戦車のように傾斜角がある戦車では砲塔の張り出しに引っ掛かってパワーパック交換に支障が出る物もある。また、爆発反応装甲やモジュール装甲の装着を前提として設計されている戦車の砲塔前面は楔形等の形状である場合が多い。
車内は圧迫感の緩和と少ない光量で効率的に照明が行えるように白色系の色で塗装されることが多い。多くの戦車での外見塗装は複数色の迷彩塗装だが、単に1色で塗装される場合も少なくない。近年では赤外線探知を回避するために、赤外線波長域まで迷彩塗装が考慮されている。現地の環境に適した塗装でない場合は、上から再塗装したり現地の植物や擬装用ネット等を括り付けることもある。
操縦室 (10)

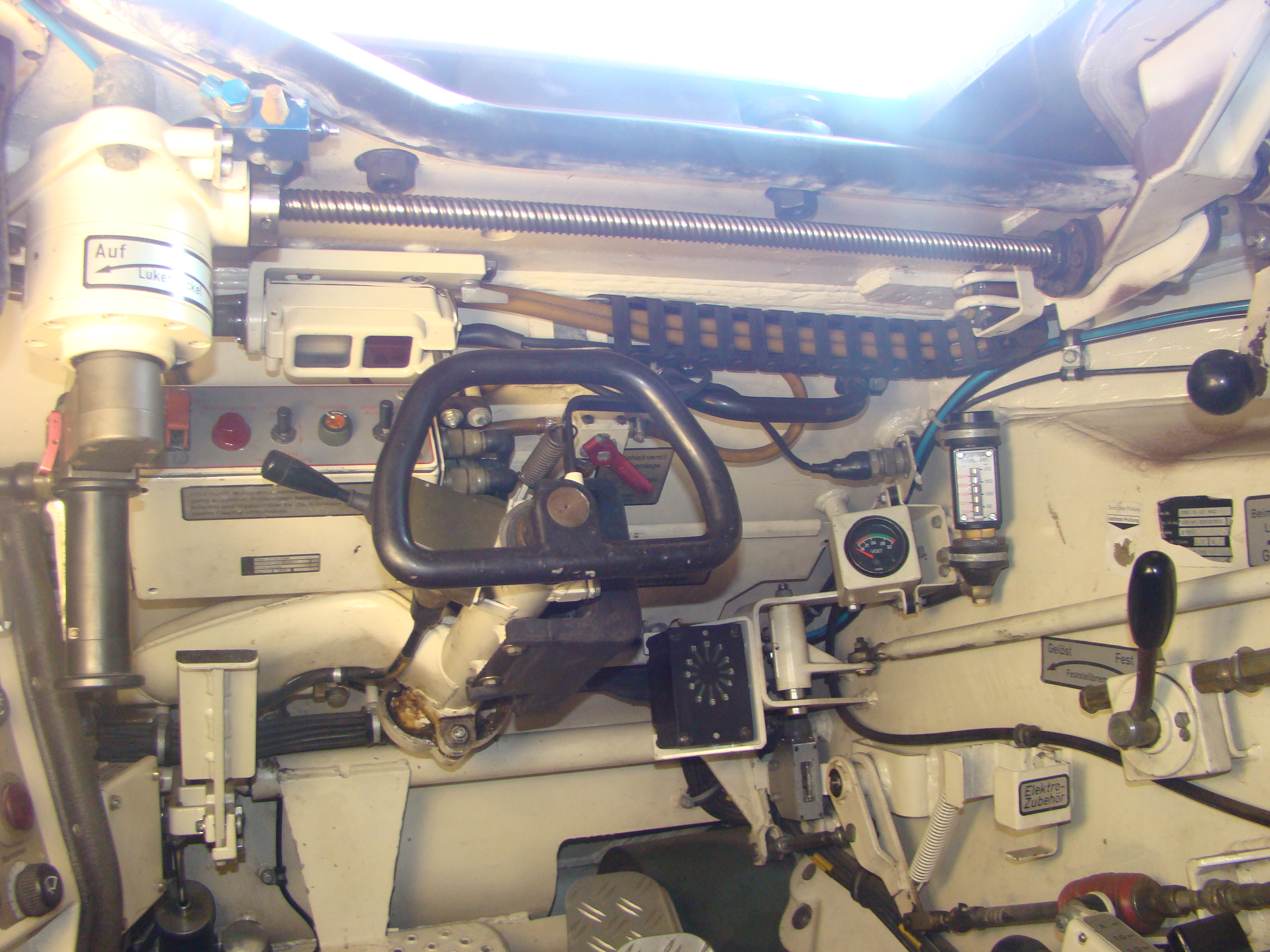
レオパルト2A5の操縦手席、左上にはハッチの動力開閉装置が見える

第二次大戦時までは車体に備えられた前方機銃を操作する機銃手が操縦手と隣り合って搭乗し、無線機が搭載されている戦車では通信を担当する無線手の役割も兼任した（アメリカ軍戦車では無線機は装填手が扱うもので機銃手に与えられた役割は副操縦手だった）。車体機銃は装甲板にマウントを設けるため防御面での弱点になり、無線機が進歩すると車長が自分で扱えるようになり無線手の存在意義も薄れていった。T-44は車体機銃こそT-55まで残ったものの世界に先駆けて機銃手が廃止され、以降の戦車では機銃手の廃止と同時に車体機銃も廃止された。操縦手が前方を広範囲視認できるようにハッチ前方にペリスコープが配置され、夜間視界はペリスコープを暗視機能付きのものに交換するもしくは前方視認暗視カメラを使用することで確保される。後方視認にはカメラが使用される。
操縦手は、ステアリングハンドルとブレーキ/アクセルペダル、前進・後進を選ぶセレクター・レバーの操作によって、比較的簡単に操縦できる。以前は履帯用へのクラッチが左右で独立しており、その操作で方向転換を行う方式が主流であった。戦間期から第二次大戦中は故障の大半が重量と大馬力で負担の大きなクラッチとトランスミッションであり、また操作に筋力を要するのが通常であった。その後、クラッチとトランスミッションは単純な機械式から、トルクコンバータのような無段階式・オートマチックトランスミッション等へと変遷した。戦車では片方の履帯を動かさずにもう片方の履帯を動かすことで停止側の履帯を中心として旋回（信地旋回）でき、トランスミッション操作で左右の履帯を互いに逆回転させることで車体中央を中心として旋回（超信地旋回）できる場合が多い。

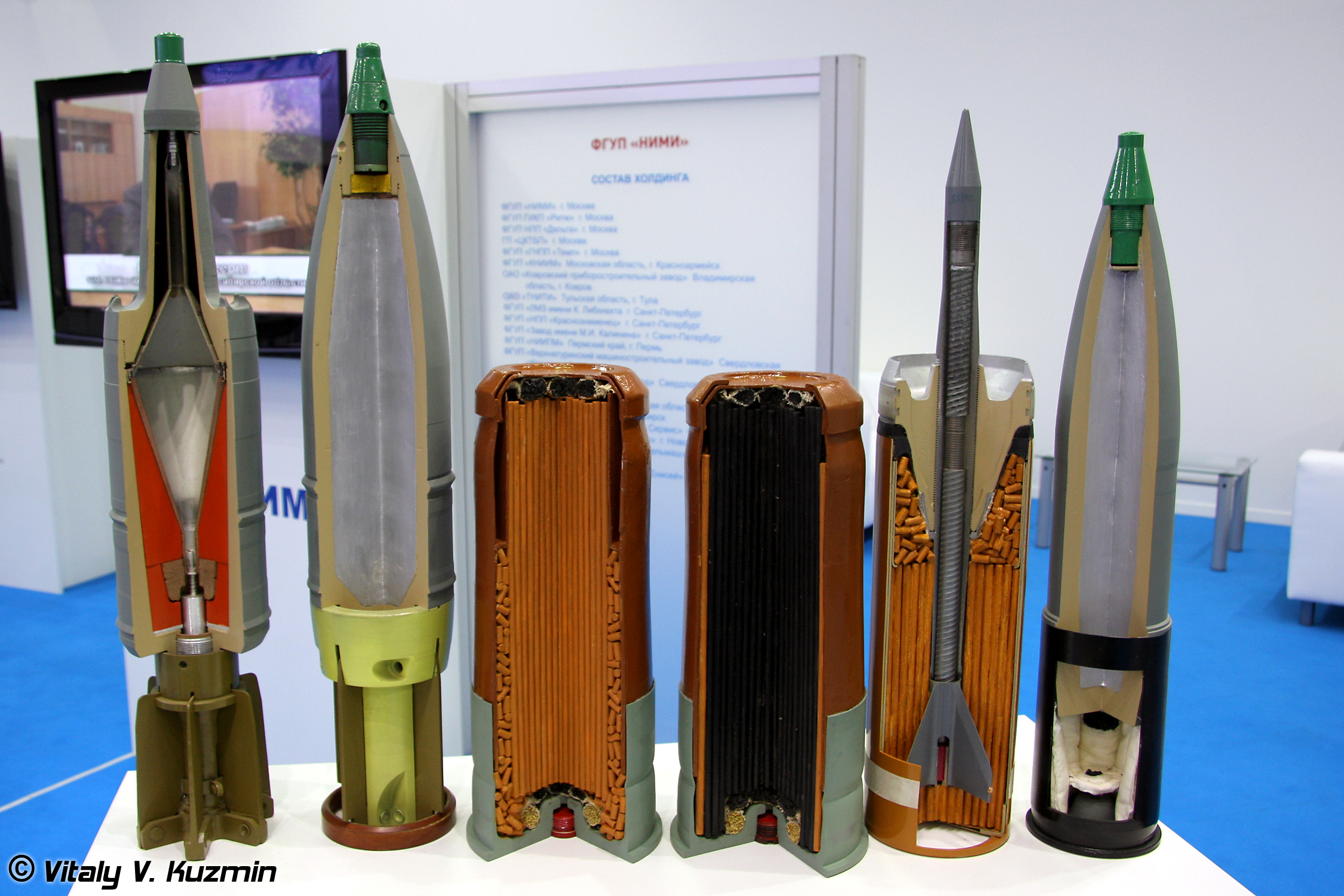
旧ソ連の125mm滑腔砲用の発射装薬（中央の2点）と各種砲弾

弾薬庫

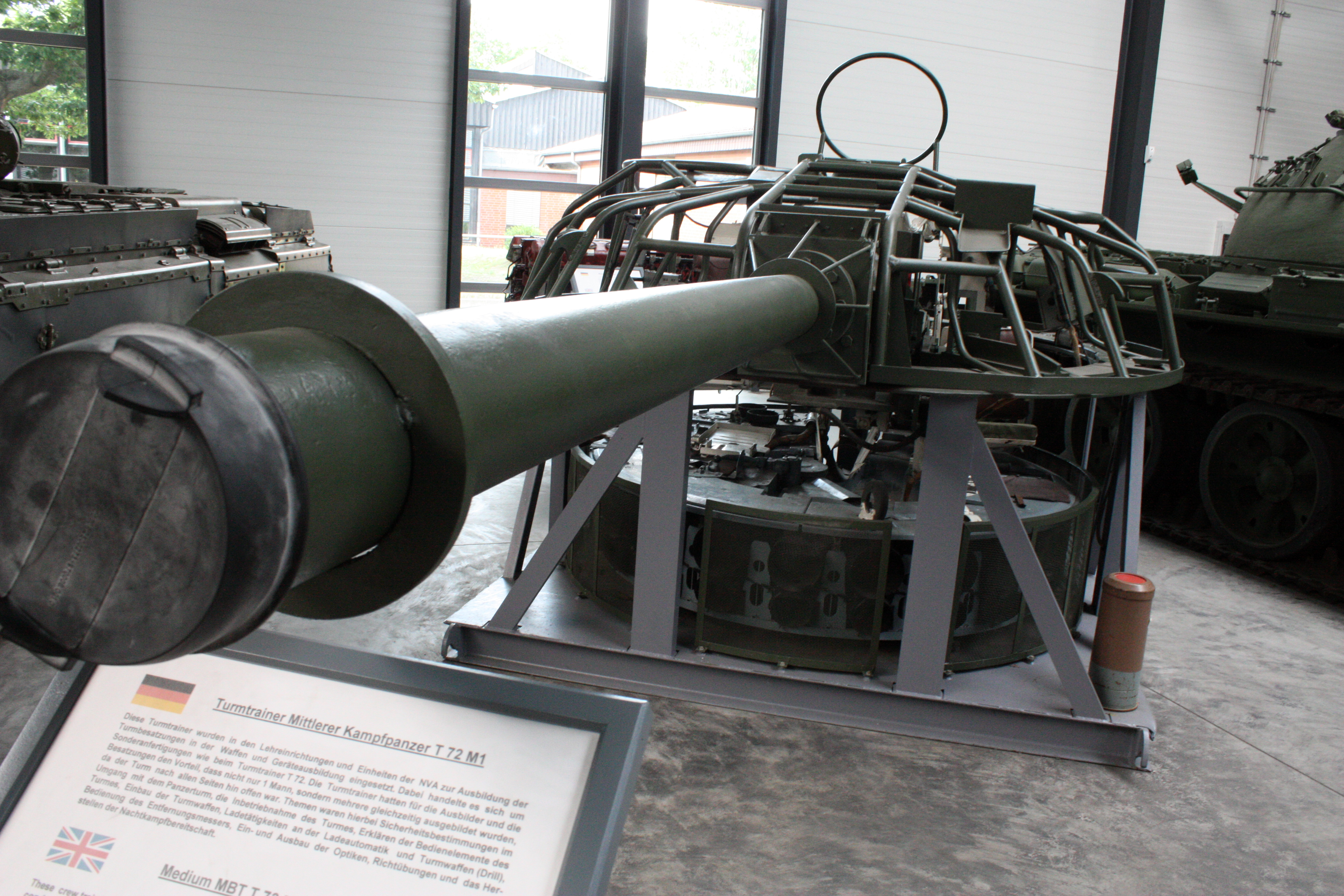
T-72の砲塔訓練装置。底部に弾薬庫が配置されている。台座の右手前には模擬薬莢が置かれている

初期の戦車では砲弾は車体側面・砲塔後部・床下・砲塔バスケット周囲など、詰め込めるだけ詰め込まれ、被弾時の砲弾の誘爆に関してあまり考慮されていなかったが、T-44は操縦手席横に予備弾薬庫を搭載し、この構造が以降の標準となった。しかし、以降の戦車でも砲塔に即用弾が搭載されており完全な誘爆対策はされていなかった。
T-72は被弾しにくい車体底部に弾薬庫を配置し、砲塔の小型化および砲塔後部から排莢するための排莢口の設置の自由度が向上した。また、弾薬庫と戦闘室を装甲壁で仕切り、装填作動中のみ装甲ドアが開く設計が採用され東側で標準となった。また、M4中戦車同様に弾薬の誘爆によって戦闘室に被害が及ぶ欠点がある。
レオパルト2は被弾しやすい砲塔後部に弾薬庫を配置したが、これは装填手の屈む動作を無くすためであり、東側同様に装甲壁と装甲ドアで仕切るだけではなく、弾薬の誘爆で生じる爆圧で弾薬庫上面の装甲が吹き飛ぶことで爆風等を外部へ逃がし、戦闘室の被害を最小にする「ブローオフパネル方式」が採用され西側で標準となった。西側でも自動装填を行う戦車が登場したが弾薬庫のレイアウトは変化しなかったが後方給弾ハッチから直接給弾できる。湿式弾薬庫を採用していたチャレンジャー戦車も弾薬庫を装甲化した。T-90Mは予備弾薬庫ではあるが西側同様に砲塔後部の弾薬庫を持っている。砲弾が大型化すると携行弾数が少なくなる傾向にあり、105mm砲を搭載した初期のM1では55発であり120mm砲を搭載したM1A1では40発になっている。
ハッチ
装填手席は車長席から見て主砲をはさんだ反対側に位置し、ハッチの位置関係も同じである。自動装填装置を搭載する車両は装填手席に相当する席が砲手用となる。砲搭上のハッチは片開式に開き、ペリスコープはハッチ外周に配置される。対して操縦手用ハッチは砲塔や主砲に干渉しないよう横に回転して開き、ペリスコープはハッチ前方の車体に設けられるほか、ハッチ自体に取り付けてある場合もある。
床下脱出口
戦闘時に車体上のハッチから脱出するのは極めて危険であり、車体底面に脱出口が設けられる。かつては、側面に設けられる場合もあったが走行装置との干渉を避け、車体底面と地面との間に十分なクリアランスがあることが必要であった。また、トーションバー・サスペンションを採用している車輌では床下に横棒が通る構造上、脱出口の設置位置に制限がある。
イスラエルのメルカバは地雷に対する下面の装甲強化を行っており床下脱出口を持たないが、代わりに車体後部に乗降ハッチが設けられており、乗員の脱出や弾薬補給に有利である。
潜望鏡

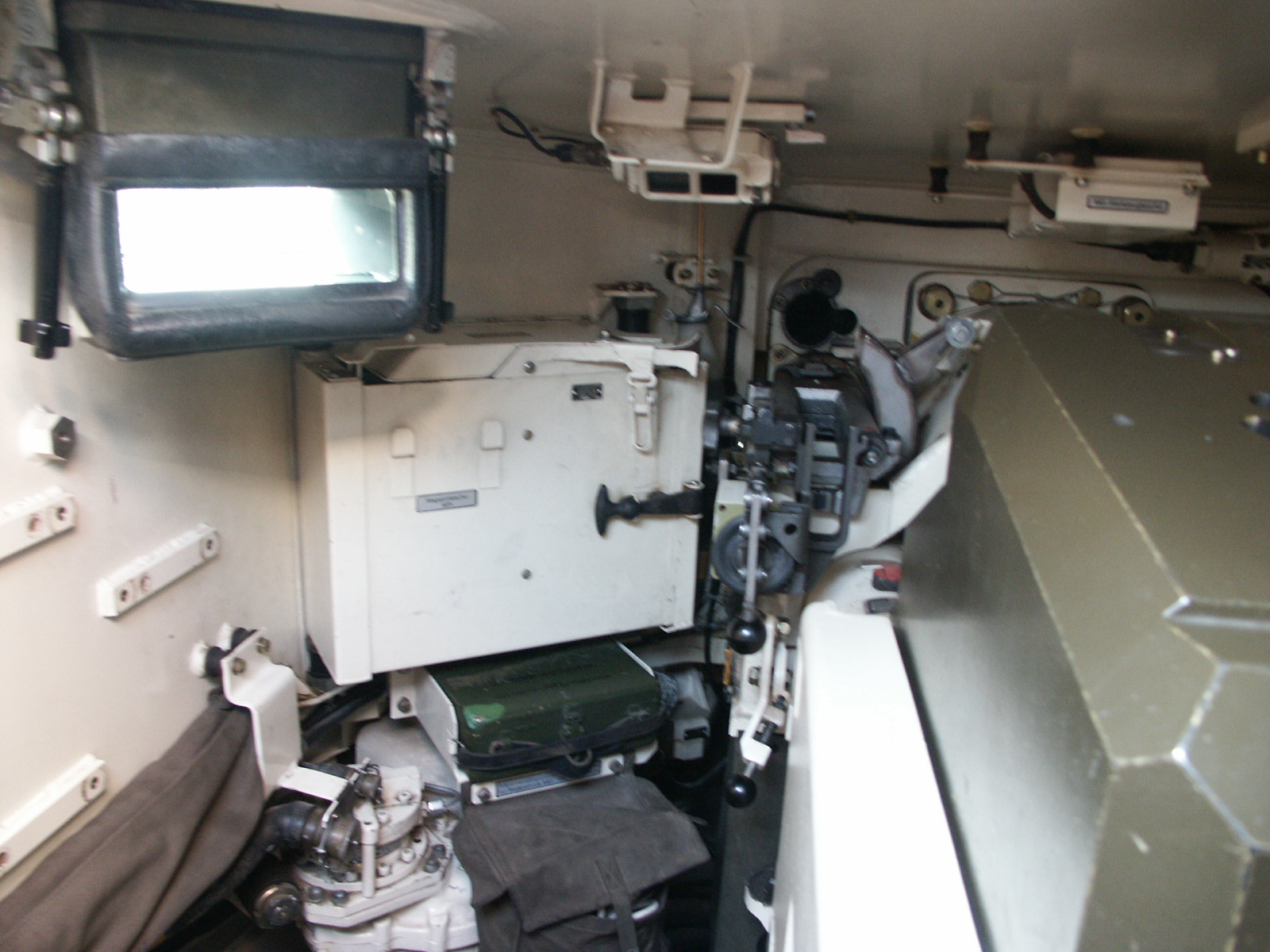
レオパルト2の装填手用ペリスコープ

かつて、ハッチを開けて外部を直接視認するのが危険な戦闘中には、ハッチを閉め安全な車内から銃弾や弾片が飛び込まないように細く長いスリットを通して外部を視認していた。旧日本軍では「車内から外を覘く孔」という意味で「覘視孔（てんしこう）」、ドイツでは外部に開閉式のカバーを設けたスリットをクラッペ（Klappe）と呼んでいた。八九式中戦車の操縦手用前方視察窓は、スリットないし小穴を設けた円盤を車体の小窓に重ねたもので、円盤を電動モーターで回転させてストロボ式に視界を得ることで、広い視野と被弾時の防護を両立させようとしていた。しかし単純なスリットや穴だと細かい弾片が車内にまで飛来することがあり、次第に車内側に防弾ガラスをはめ込むようになった。
こうしたスリットは構造上被弾に弱いため、第二次大戦中には多くがスウェーデン戦車で長らく採用されていた間接視認型の潜望鏡へと移行し、現在ではスリットは軽装甲車輌にのみ使われている。装填手用には側方や前方を視認できるように配置され、砲手用は無い場合が多い。基本的に、複数の固定式ペリスコープが乗員を囲むように配置されるが、M1とチャレンジャーの装填手用ペリスコープはそれ自体が回転する。20世紀末からは可視光や赤外線によるカメラの映像取得や、21世紀の現在では車体各部のカメラ映像を統合処理して全周の外景を映し出す画像システムも開発されている。
携行武器
車外作業時の警戒や戦車からの脱出時、弾薬が完全に尽きた時など戦車兵といえども車外で活動する機会は多く、護身用に最も小型で邪魔にならない銃である拳銃を携帯している。また、車内には手榴弾、短機関銃、カービン銃（短縮小銃）、折りたたみストックの小銃といった火器が搭載されている。車載機関銃を車外に持ち出して通常の機関銃として使用できる場合もあり、戦前のソ連や日本で事例がある。
シュノーケル
T-54で河川を横断して渡河するために潜水走行時に吸排気口を確保するため吸排気口に装着するシュノーケルが使用され始めた。戦車が丸ごと隠れる程の深い川では操縦手は元より車長も外部を目視できず運転は計器頼りとなるが、レオパルト1に見られるようなキューポラに装着する吸排気塔では車長が目視できるため操縦手は車長の誘導に従って運転できる。シュノーケル装脱着に時間がかかることや多少は浸水するため上陸後に排水を行わなければいけないなど進軍の上でタイムロスが多くなるため可能な限り架橋車両を使用する方が好ましい。
換気装置
第二次大戦時までの戦車は単純な換気扇を備え、エンジンや火器から発生する有毒ガスを排出するだけであった。当時日本戦車のほとんどは独立した換気扇を持たず、ハッチや視察窓を開くか、空冷エンジンの冷却ファンが回ることによる限定的な外気吸い込みで換気を行っていた。T-55では核・生物・化学兵器に対する生残性を向上させるためこれらの有害物質を除去するフィルターを換気装置に装備し、以降戦車に必須の装備となった。
自動消火装置
戦闘室やエンジン室に取り付けられ、被弾時の延焼拡大を防ぐ。人体に有毒な消火剤を用いるものもあり、戦闘室で消火装置が作動した場合には、乗員は戦車から脱出しなければならない。
車外装備品

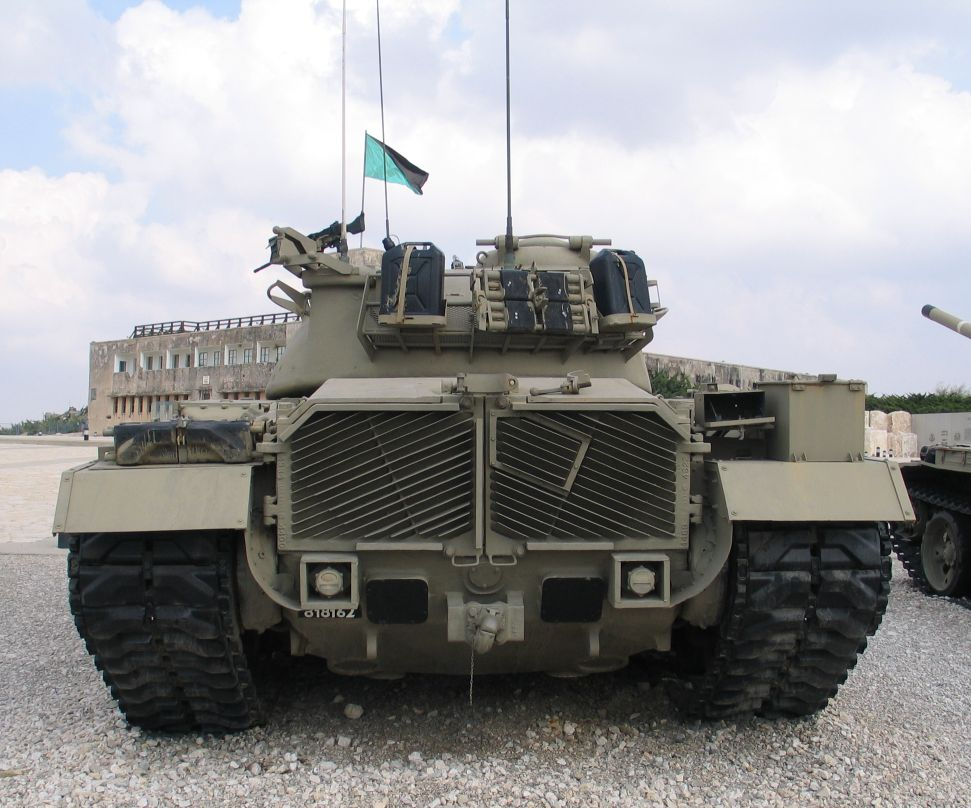
砲塔後部やフェンダー上に装備品を搭載したM48パットン

OVM（On Vehicle Material）とも呼ばれ、第二次世界大戦時のドイツ戦車の砲塔後部にゲペックカステン（Gepäckkasten）と呼ばれる工具や乗員の私物などを収納する雑具箱が取り付けられており、第二次世界大戦後はこのような雑具箱が広く普及した。ハンマー、ピッケル、シャベルなどの汎用工具、牽引用のシャックル・ワイアー、消火器、雨よけシート、テント、機関銃用の弾薬箱、整備・修理に用いるジャッキや履帯張度調節器、河川渡渉用の延長排気パイプなどを車体外部に付けていることが多い。ソ連/ロシア戦車では悪路脱出用の丸太と多用途の防水シートが標準装備されている。
雑具箱は成形炸薬弾 (HEAT) に対する一種の空間装甲として機能し、砲塔を囲うように配置された雑具箱（ルクレール）も存在する。予備の覆帯は装甲の一部として車体前方に取り付けられていたが、現在では車体後方に取り付けられる。
電子機器（ベトロニクス）
20世紀末からは戦車にも、航空機搭載の電子機器であるアビオニクス（Aviation＋electronics＝Avionics）にならってベトロニクス（Vehicle＋Electronics＝Vetronics）と呼ばれる高度な電子機器が装備されるようになっている。ベトロニクスには、火器管制装置や衛星測位システムや戦術データ・リンク、敵味方識別装置、車外監視システム、攻撃警戒システム、動力系制御装置などが連動されており、必要に応じて切替可能な表示装置によって乗員の意思決定を助け迅速な操作を可能としている。
砲塔バスケット
砲塔に付随する吊下げ式の作業プラットフォーム。これがあると、その床板に立った装填手が砲塔の旋回と一緒に回ることができ、操砲作業が楽になる。戦車長や砲手は、砲塔に付いた座席に座っているので砲塔バスケットを利用することはない。第二次大戦時のドイツ軍戦車で導入されたが、T-64以降の東側戦車のように床下に円状の弾薬庫を持つ戦車は搭載していない。
自動装填装置
自動装填装置が射手の選択指示に従って、装填手に代わり砲弾を弾薬庫から受け取り、主砲へ自動的に装填する。現在の120mm砲弾には人力装填の重量限界とされる20kgを越すものがあり、弾頭と発射薬が分離されるか、完全に自動装填装置によって扱われる必要性が生じつつある。また、被弾時の火災の延焼を避けるため、従来の油圧は避けて電動になる傾向がある。

燃料タンク

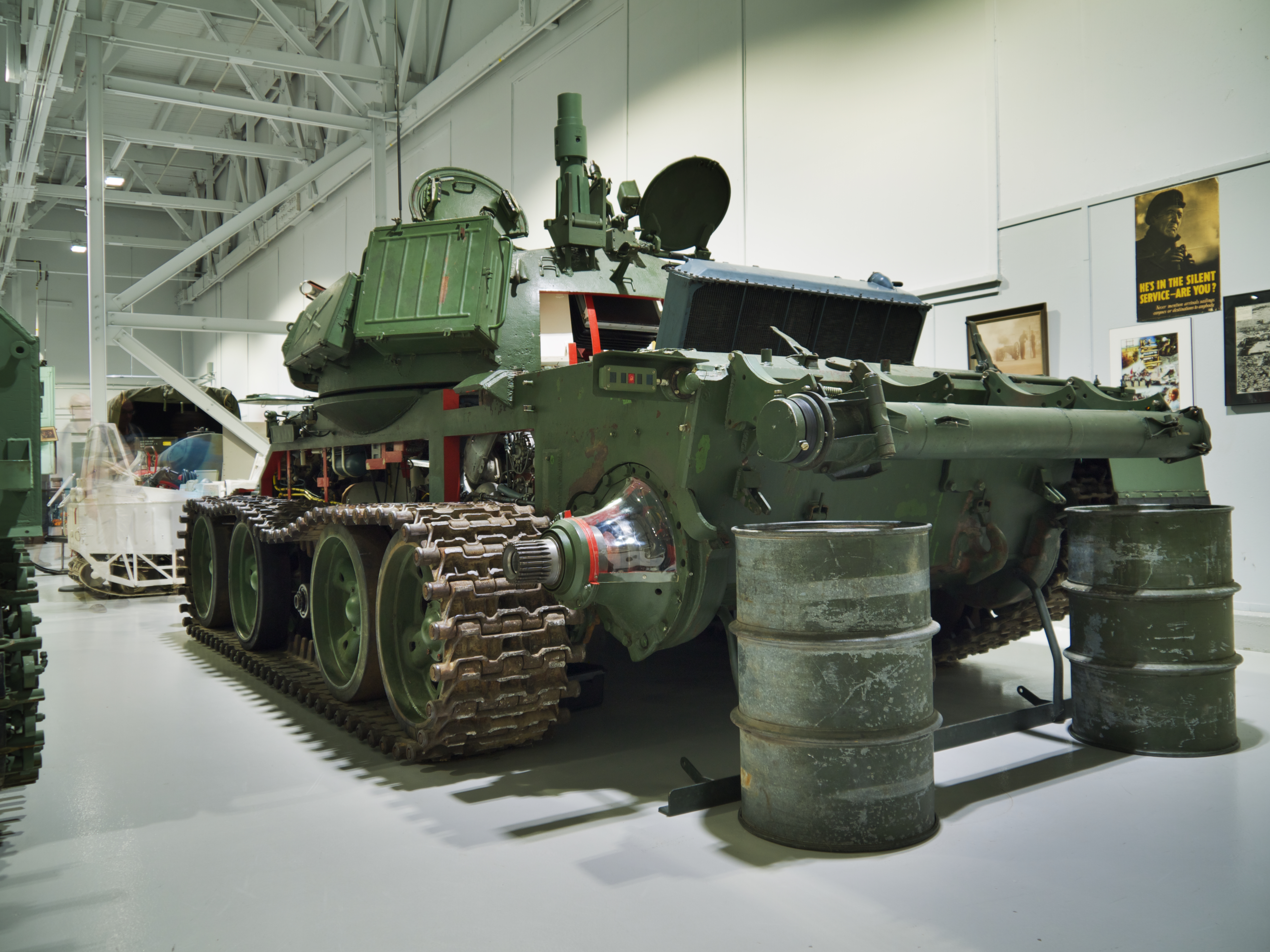
展示・教育用に一部がカットされたT-55。車体の後部左右に燃料用ドラム缶を搭載するラックがある

乗員保護を重んじるイスラエルのメルカバにおいても貯蔵ディーゼル油は乗員室を守る盾として作用する。燃料タンク等をHEAT弾に対して装甲内に空洞を待たせることで対応するスペースドアーマーとして利用する試みもなされ、スウェーデンではHEAT弾の爆発的な加熱ではディーゼル燃料に着火しないことが実射実験で確かめられている。
増槽を搭載する場合もある。
エアコン
かつての戦車内は蒸し風呂のような状態であったが、乗員や電子機器を熱疲労やオーバーヒートから保護するために近年ではエアコンシステムが搭載されるようになりつつある。ただ、戦闘行動中は探知センサーの感度を保持する必要から使用しないとされる。
トラベリング・ロック
移動・輸送中に主砲身を固定して、振動や周囲との接触による破損・故障を防ぐための支持架。一般に車体後部に位置しており、砲塔を後ろ向きにして砲身の中ほどを支える形式の車両が多い。主砲の砲尾付近を車内で支える場合もある。
方向指示器
第二次世界大戦後の日本・ドイツ・イギリス・フランスなどの戦車には、一般道路走行用の方向指示器が装備されている。日本の道路交通法では緊急車両に方向指示器の装備は義務付けられている一方で戦車は適用外ながら、自衛隊ではできるだけ法律に合わせようと付けている。戦闘時には不要なため取り外しできるタイプもある。
方向指示器を持たない戦車が平時や戦線後方地域で走る際には、戦車長がハッチから半身を出し、操縦手にインターホンなどで進路を指示しつつ、自転車など軽車輌と同様に、周囲に手信号で曲がる方向を示す。
ドーザーブレード
土砂をかくために、車体前部にブルドーザーのような排土板（ドーザーブレード）を装備することもある。塹壕を構築するなど本格的な細かい土木工事はできないが、装備していれば歩兵や戦車が身を隠せる盛土や掘割を作ったり、整地して後続車両の進路を確保したり、障害物の撤去など簡易のブルドーザーとして行動できる。
近接防御兵器
第二次世界大戦時のドイツ軍戦車の一部には、Sミーネ（Sマイン）と呼ばれる対人攻撃用の跳躍地雷 を備えるものがあり、イスラエルのメルカバは迫撃砲を装備しており、当初は砲塔外部に搭載していたがMk.IIでは車内から装填できるように改修した。ただ、現在でもこの種の装備は主流にはなっていない。
トイレ
車種によってはトイレが標準装備されている（メルカバ戦車など）が、一般にはポータブルトイレキットを使用する。
インターホン
車体外部（主に尾部）に取り付けられた通話器で車外の歩兵と車内の乗員とが通話できるようになっている 。日本では、最新の国産戦車10式戦車で廃止された。
地雷処理装備
対戦車地雷を排除するため車体前方に取り付ける装備。車輌幅全体や履帯が通過する幅の地雷を除去することで安全な通行帯を構築する。
大きな鋤（プラウ）で掘り起こすタイプの他、重いローラーで地雷を起爆させるタイプもある。

### 過去の装備

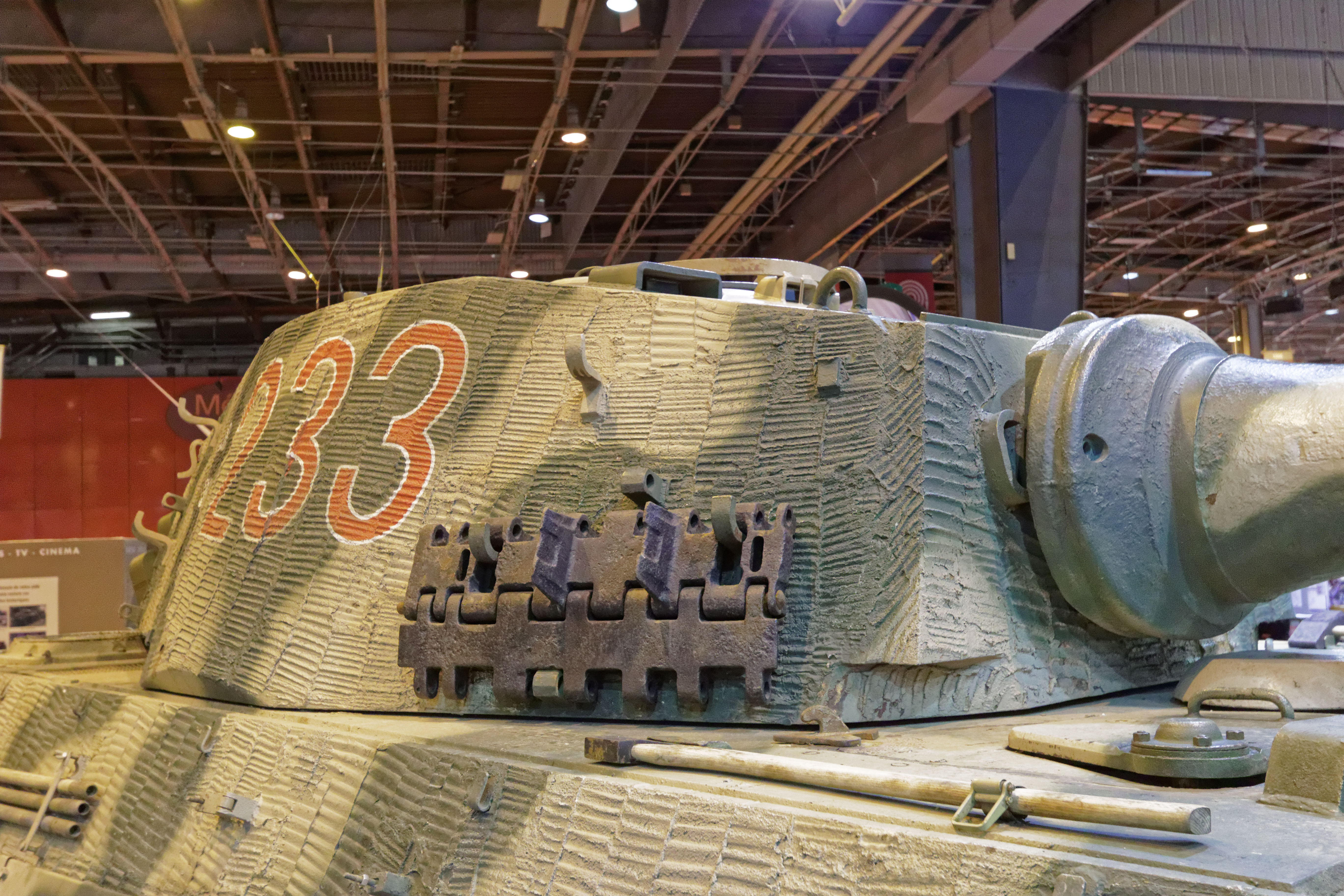
ティーガーIIに施されたツィメリット・コーティング

ピストルポート
車外を射撃するため各部に設けられた銃眼。撃つとき以外は閉められたが、装甲板にピストルポートが加工されている場合には防御上の弱点になり得る。また車内には大型の火器は持ち込めず、射角も限られたため、接近する敵歩兵を牽制する程度しかできなかった。
ガン・ランチャー
シェリダン、M60A2、MBT-70で従来の主砲に代わり装備された対戦車ミサイルの発射に特化した砲。構造が複雑で整備面やコスト面から実用性に乏しくMBT-70では試作のまま終わった。
千鳥型転輪
かつてのドイツ重戦車は転輪が千鳥型に2重、3重なって荷重を分散するようにしていたが、構造が複雑で大した効果がなかったため衰退し、同重量の現代戦車でも転輪は複列だが千鳥型にはなってない。
手摺
第二次世界大戦中のソ連軍では不足していた装甲兵員輸送車の代わりに戦車や自走砲の車体や砲塔側面に手すりを付けることで、タンクデサントと呼ばれる跨乗歩兵を輸送した。戦車と歩兵を相互に援護させることができた反面、戦車の外面に取り付いた歩兵達は無防備であり、敵陣への正面攻撃には不向きであった。見た目が勇ましいので、第二次世界大戦後も東側のプロパガンダ映像によく登場した。これ以外にも戦車への乗降用に設置された手すりもあり、現地改造で追加されたものも見られる。
ツィメリット・コーティング
「セメントコーティング」とも言われ、「ツィンメリット」と表記される場合もある。「ツィメリット」、または「ツィンメリット」とは、この塗料を開発したツィンマー社にちなむ名称である。
第二次世界大戦時に戦車攻撃用の磁力吸着地雷を開発したドイツ軍は、同様の兵器への対策として、硫酸バリウムにおがくずや黄土顔料を混ぜた、「ツィメリット剤」を自軍の戦車へ塗布していた。これは重量軽減や剥離防止のために独特のパターンが刻まれており、車体表面がザラザラして見える。だが連合軍は磁力吸着地雷を使用せず、生産の手間や重量を増加させるだけだったので第二次世界大戦末期には廃止された。

### 兵装
砲戦距離は地形条件により変化するが、1967年のゴラン高原での戦車戦では900 m から1,100 m の射程で戦闘が行われており、ヨーロッパでは2,000 m 程度で生起する想定がされている。一般に、1,000から3,000 m の距離で敵戦車と対峙した場合、3発以内で命中させないと相手に撃破されると言われている。

### 装甲
重量と防御力を最適化するため、戦車の装甲厚は敵と向き合う砲塔前面や車体前面が最も厚く、一方で上面や底面が薄く造られている。現在の主力戦車の正面装甲は、対抗する主力戦車が搭載する火砲に対し1,000 m で攻撃を受けても耐えることが求められているとされるが、実際には常に競争を続ける盾と矛の関係であり、防護性能より火力性能が上回ることが多い。最近は対戦車ミサイルや航空機からの攻撃が多く、砲塔上面の装甲の脆弱性が問題になる例が増えている。一方で、道路に仕掛けられているIEDや地雷#対戦車地雷等に対して、V型装甲など戦車下面の防御も重要視されている。
また、旧来からあるRPG-7等の比較的破壊力の低い非誘導兵器によって、履帯・転輪等が破壊され、行動不能となった戦車が放棄されることも多い。戦況が有利に展開して回収できなければ、敵軍に鹵獲されて簡単な修理で敵の戦力となる可能性や、通信や兵器の秘密が明らかになる可能性がある。放棄時には通信装置や照準装置等の破壊が推奨されているが、行動不能となった戦車は敵軍の攻撃に対してより脆弱となるため、実際には乗組員が何も破壊できずに速やかに退避することが多い。

## 兵器産業における戦車
戦車を含め殆どの兵器は開発・製造に高度な専門技術と産業基盤が要求される工業製品である。そのため殆どの国は戦車を輸入に頼っており、ロシア、ドイツ、アメリカ等の戦車を開発できる国は戦車の輸出によって経済的利益や量産効果による調達価格の低減と共に、軍事・政治的影響力の確保を図ろうとする。中国はロシア設計を改変した車輌を輸出している。
先進国では最新鋭の第3.5世代戦車が主流だが、途上国に限らずロシアやイスラエル等であっても旧式戦車に近代化改修を施して配備されていることがある。近代化改修では車体はそのままに主砲の滑空砲への改良、より高性能なレーザー式照準装置や通信装置、外部に爆発反応装甲の追加、より高馬力なエンジンへの換装などの手法が用いられ、外見が大きく変化することもある。旧式化した戦車を自走砲や回収戦車、架橋車両などに改装する例がある他、砲塔のみを他の車両やトーチカに転用される場合もある。
冷戦期には、世界中の国々が陸上戦闘での主戦力となる戦車を多く保有していたが、冷戦終結後は脅威の減少に伴う軍事費の削減によって、多くの国では戦車保有数が減少し100輌単位での保有となったが、米中露をはじめとする超大国では1,000輌単位の保有となっている。中でもロシアは依然として１万両を超える戦車を持つとされているが、実際には稼働可能な戦車は数千両に限られ、またT-62やT72の近代化改修車もかなりを占めると言われる。

## 乗員

戦車の乗員、T-72（ソビエト連邦）。1.操縦手　2.車長兼測的手　3.砲手

戦車兵の軍服は狭い車内で活動するため、他の兵科より裾を短くするなど引っかからないように工夫されており、素材に難燃性が求められる。第二次世界大戦後になるとつなぎタイプの軍服を採用する軍隊が多数を占めるようになる。履物については他部隊より軽量化されたものが多い。
戦車内部は狭く頭をぶつける恐れが高いので、頭部を守るためのクッションパッドもしくは樹脂製の外殻で構成されたヘルメットが用いられる。また、車内はエンジン音や履帯の走行音などで騒がしいため、遮音材と通話のためのヘッドセットがヘルメットに組み込まれることが多く、ヘルメットも縁が切り落とされている専用設計のものが一般的である。その場合、それぞれの席にはインターホンのジャックがある。近年では生存性を高めるためボディーアーマーを着用することもある。ハッチを開けて走行すると土砂や砂塵が巻き上がり、また射撃時には車内にガスが発生するため、マスクと防塵眼鏡が多用される。
乗員の位置としては車長席の前方に砲手席、主砲を挟んだ反対側に装填手席がある。自動装填装置を搭載する車両では、主砲を挟んで車長席と砲手席が設けられる。操縦手席は乗り降りの際に主砲が邪魔にならないように車体前方の左ないし右に位置するが、操縦手席が中央に設けられている場合は主砲の位置と仰角によっては脱出が困難のため砲塔のハッチから脱出する。車両によっては底面に脱出口があるものや、イスラエルのメルカバのように車体後面に脱出口を持つものもある。
乗員の自衛用の小火器は、狭い車内での取り回しを考慮して主にカービンタイプのアサルトライフルや短機関銃が用いられ、拳銃はヒップホルスターはハッチ類に引っかかる恐れがあるためショルダーホルスターが好まれる。戦車は内部は装備の近代化や高度化で少々大型化してもすぐに装備で狭くなる傾向があるため、世界的には比較的小柄な乗員を採用することが多いといわれている。

## 走行装置

### 履帯
戦車はキャタピラ、または無限軌道と呼ばれる走行装置によって、車体を支え走行する。
多くの場合無限軌道は、鋼製の各履板（りばん）がピンで接続されたもので輪を構成していて、履帯（りたい）、キャタピラ、無限軌道と呼ばれる。履帯と起動輪、誘導輪、転輪、上部転輪などをもつ車輛を装軌車両と呼ぶ。これに対しタイヤの駆動で走行する車両を装輪車両と呼ぶ。エンジンの出力は変速機、操向変速機、最終減速機を経て起動輪を駆動する。起動輪には歯輪があり、履板のピンブロックと噛み合って履帯を起動する。履帯では方向の変更は起動輪の左右回転数の差で行われる。
履帯はタイヤに比べて接地面積が広く荷重が分散され、装輪車両では走行不可能な泥濘などの不整地に対する「不整地走破能力」が優れる。また、接地面積の広さから地面との摩擦が大きいため「登坂能力」にも優れる。履帯は地形に追従して転輪を支え、穴や溝に差し掛かってもフタのような役を果たして転輪を落としこまない。この働きによって、装軌車両は装輪車両では越えられない幅の壕を越えられ、「越壕能力」に優れる。段や堤も装輪車両より高いものを越えられ、「越堤能力」に優れる。また鉄条網が引かれた阻止線もそのまま轢き倒して走行できる。川底の状態の良い河川ならば渡渉が可能である。
変速機はエンジンから出力された高回転の動力を順次低回転に調速し、低速ながら数十トンの質量を動かすトルクを作り出す。動力は操向変速機へ送られ左右の履帯へ分配される。操向変速機によって履帯は動力を増減し、または停止させられる。これによって装軌車両は向きを変えたり、緩く円を描くような旋回、または急旋回を行える。ブレーキは操向変速機に組み込まれており、走行中の減速に使用される油圧式で多板のディスクブレーキと停車中のパーキング・ブレーキがある。一部の戦車ではディスク・ブレーキに加えてオイル式のリターダを備える。
上記のように履帯は多くの長所を備えるが、短所も多い。履帯による走行はエネルギーロスが大きく、速度や燃費が犠牲になっている。装輪式のようにパンクはしないが、片方の履板1枚のキャタピラピンが切れたり、履帯が車輪から外れれば、その場で旋回以外の動きができなくなる。履帯は騒音と振動も大きく、騒音は戦場での行動が容易に発見されることを意味し、振動は車載する装置の故障の原因となり乗員を疲労させる。路面の状況によっては大きく砂塵を巻き上げて自ら位置を露呈してしまう。またキャタピラと転輪類の重量が車重の多くを占め、大きなものでは履帯1枚が数十kgになる場合もあり、履帯も数トンの重さとなる。装軌部分は車輛の側面の多くを占め、体積としても装輪車両より占有率が高い。
戦車の行動に適した場所としては開けた土地が挙げられる。これは戦車が攻撃に投入される兵科であり、速度と突進力を生かした機動がその戦術的な価値を高めるからである。電撃戦における機甲部隊は、迂回し、突破し、後方へ回り込んで敵の司令部、策原地などの急所をたたくことが用法の主たるものである。防御戦闘、市街地の防衛などは戦車の任務として本来不適である。戦車は開闊地（かいかつち・Open terrain）や多少凹凸のある波状地 (Rolling terrain) において本来の機動力を発揮できる。反対に密林地帯や森林地帯のような錯雑地 (Closed terrain)、都市部、急峻な山岳地帯、あるいは沼沢地のような車両の進入を拒む場所は、戦車の機動が阻害されるので不適な場所とされる。泥濘も履帯に絡みつき、転輪や起動輪を詰まらせて走行不能にすることがあり、不適である。またアメリカのシェリダンのように軽量な戦車が水中に入るとそれなりに浮力がかかり、その分無限軌道と水底との間の摩擦力が減ることから、走行は陸上よりも難しくなる。
河川を橋によって渡ろうとすれば、十分な強度が橋梁になければいけない。また、移動経路が制限されることや戦時には意図的に破壊されることがあるために、橋への依存は作戦上好ましいとみなされない。川底のぬかるみがひどかったり極めて急流であったりすれば、水中渡河という手段も困難だと考えられる。戦車を含む車両全般の渡河を行うための車両に、戦車相当の車台上に折り畳んだ橋体を搭載する架橋戦車というものが存在する。比較的幅の狭い川では、川辺から簡易な橋を素早く展開・設置することのできる架橋戦車が使われる。数両の架橋戦車同士を連結させることで橋脚を設けられる架橋戦車も存在しており、比較的幅の広い川に対して使用される。ほかには、川面に数艇以上並べて利用されるポンツーンやポンツーン橋と呼ばれる応急・簡易に戦車等の渡河を可能とする小型艇がある。かなり幅が広い川では、ポンツーンを橋ではなく艀として使用することもあり、このポンツーン専用の運搬車両もある。

## 戦車の弱点と対戦車戦
戦車を相手に戦うことを「対戦車戦」、戦車を攻撃するための手段を「対戦車兵器」とそれぞれ呼ぶ。
戦車は開口部が極端に少ないため、視界は狭く死角が多い、また外部音が遮蔽され乗員は周囲の音を感知することが困難である。戦車は車体や走行音が大きく、エンジンなど熱源を積んでいるため、暗視装置など技術機材の有無を問わず敵からは察知されやすい。ハッチ、外部を観察するための光学装置、履帯や転輪も破壊しやすく、戦車の弱点である。
戦車と戦う側からすると、敵戦車の弱点を見極めてそこを攻める必要が出てくる。歩兵は物陰に隠れたり地形に潜んで、戦車を奇襲的に攻撃することができる。攻撃機や武装ヘリコプターといった航空機は戦車からは察知されにくく、戦車砲を指向させにくい角度の上空から一方的に戦車を攻撃することができる。
戦車が登場した当初に行われた対戦車攻撃としては、地雷を用いて戦車の履帯や底面を破壊する、歩兵が肉迫して手榴弾や爆薬を投げ込む、野砲が直接照準で射撃するといった方法があった。第二次世界大戦初期までは、歩兵用の対戦車兵器のひとつとして対戦車ライフルが用いられていた。人力で運搬・射撃する都合上、威力を向上させようとすると重量・反動が増大して運用が難しくなり、戦車の装甲が強化されるに従い、対戦車兵器としては衰退した。
第二次世界大戦後期にはバズーカやパンツァーファウストなどの個人が携行することが可能な対戦車ロケットや無反動砲が普及したことにより、射程では劣るが貫通力では対等になった。これらの兵器は成形炸薬によるモンロー効果を用いた成形炸薬弾（HEAT弾）を使用し、人間が受け止められる反動以上の対戦車戦闘力を歩兵にもたらした。また、ソ連で開発されたRPG-7は簡単な構造で、途上国でも簡単にコピー生産できるため、世界のテロリストやゲリラなどの弱小勢力でも正規軍の戦車に対抗できるようになり、低強度紛争（Low Intensity Conflict：LIC）といった非対称戦が多発する要因ともなった。
1970年代には、誘導装置を備えた対戦車ミサイルにより、それまでの「戦車の歩兵に対する圧倒的な優位」の状態が一気に崩れ、立場が逆転してしまった。歩兵は、比較的安価で入手しやすく、取り扱いが軽便な携帯用対戦車兵器により、高価な敵戦車を撃破することができるようになった。
イスラエルとアラブ諸国が争った数次の中東戦争ではしばしば大規模な戦車戦が繰り広げられた。第一次中東戦争は歩兵支援にとどまったが、特に1973年10月に勃発した第四次中東戦争ではアラブ側・イスラエル側併せて延べ7,000輌（イスラエル約2,000輌、エジプト2,200輌、シリア1,820輌、その他アラブ諸国約890輌）の戦車が投入され、シナイ半島、ゴラン高原において複数の西側製戦車（センチュリオン「ショット」、M48パットン/M60パットン「マガフ」など）とソ連製戦車 （T-54/55、T-62、なおイスラエル軍も「Tiran-4/5/6」として使用）が正規戦を行った。8日に発生したエジプト軍第二歩兵師団とイスラエル軍第190機甲旅団の戦闘では、エジプト軍がRPG-7やAT-3「サガー」を大量に装備して迎え撃った。随伴歩兵を伴っていなかったイスラエル軍戦車はこうした対戦車攻撃を満足に防げず、約120輌の戦車うち100輌近くが約4分間で撃破された。シナイ方面で行われた10月14日の戦車戦はクルスク大戦車戦以来最大の規模となり、また対戦車ミサイルが大規模に投入され戦車にとって大きな脅威となったことから、以後の戦車開発に戦訓を与え、以降の戦車は更に重武装、重装甲であることが求められるようになった。
当時はT-72をはじめとして東側戦車は複合装甲を備えていたため携帯式対戦車兵器の威力に対抗できたが、西側戦車はただの鋼板による防御力しか持たなかったため戦車を持たずとも対戦車ミサイルのみで対処できるということが世界中に理解された。当時盛んだった戦車不要論をある意味で証明することになった。また、爆発反応装甲はイスラエルで実用化されたが、体積および質量当たりの防御力の高さはむしろ東側戦車で評価されていった。それでもなお、戦車の側面・後面や走行装置等の弱点を狙ったり、タンデム弾頭や地面設置型のミサイルを使用するなど、状況は限られるものの撃破自体は不可能ではない。対戦車ヘリコプターの出現や対戦車ミサイルが猛威をふるったことにより「戦車不要論」も唱えられたが湾岸戦争・イラク戦争は戦車が活躍し下火となった。
現代の戦車は敵の対戦車兵器に備えて常に周囲を警戒する必要に迫られ、第一次世界大戦で戦車が登場した当初の「味方歩兵を護るために戦車が先行し、彼等のための壁になる」という図式が成り立たなくなり、「戦車を敵歩兵から護るために、歩兵を先行・随行させる」という状況に陥ってしまった。戦車を運用する側は戦車を単独で進めるのではなく、視界の広い歩兵を随伴させ、歩兵の警戒と小火器による牽制・制圧で敵方の対戦車戦闘を困難にさせなければならなくなった。それに対して対戦車攻撃を仕掛ける側にとっては、まず敵戦車に随伴する歩兵を無力化、あるいは両者を分断してから戦車を攻撃する必要性が生まれ、彼我の駆け引き・せめぎあいが行われるようになった。現代の地上戦において戦車の出番は最終段階となる。
戦車は大きく重いことから交通路には制限があり、防御側はこれを利用して対戦車壕や対戦車用バリケード、対戦車地雷等の障害物によって自由な移動を阻害する。戦車は車体の大きさから停止して動けない状態では容易に狙い撃ちされるため、走行不能な状態に陥った戦車の自衛戦闘には限界があり、味方の救出が間に合わなければ乗員は脱出を強いられることになる。
最新の戦車はモニターやセンサー類を充実することで不利を補おうとしているが、それでもなお充分とは言えず、随伴歩兵との連携を必要としつづけている。歩兵が戦車の外に直接同乗するタンクデサントは歩兵の視野の広さと戦車の機動力を得られる反面、むき出しの歩兵は敵からの攻撃に対して無防備であり、常に推奨される戦法とは言えない。ロシアでは味方戦車を敵歩兵から守ることに特化した戦闘車輛であるBMP-Tシリーズが開発された。
2000年代になると携行型の対戦車ミサイルは、歩兵1名での運用、2kmを超える長射程化、ファイア・アンド・フォーゲットによる反撃の回避、正面装甲より弱い上部装甲を狙うトップアタックなど高機能化したが、電子機器の低価格化により価格上昇は少なく、多くの軍で標準的な装備となった。また無人航空機や徘徊型兵器も実戦配備されるようになった。対戦車ミサイルへの対策として、被弾を前提とした改修が行われている。
進化した対戦車兵器への対策により戦車の開発費・価格は上昇し、大きな負担となっている。2022年ロシアのウクライナ侵攻では両軍の戦車がジャベリンミサイルやドローンのような戦車より低コストの兵器で大損害を受けたことから、コスト面での優位性が低下しつつある。一方で地上部隊の駆逐など火力を必要とする作戦など特性にあった状況で利用されている。高価な戦車の損害を抑えるため、前線から下がらせて主砲による砲撃を担当するという自走榴弾砲的な運用も行われている。

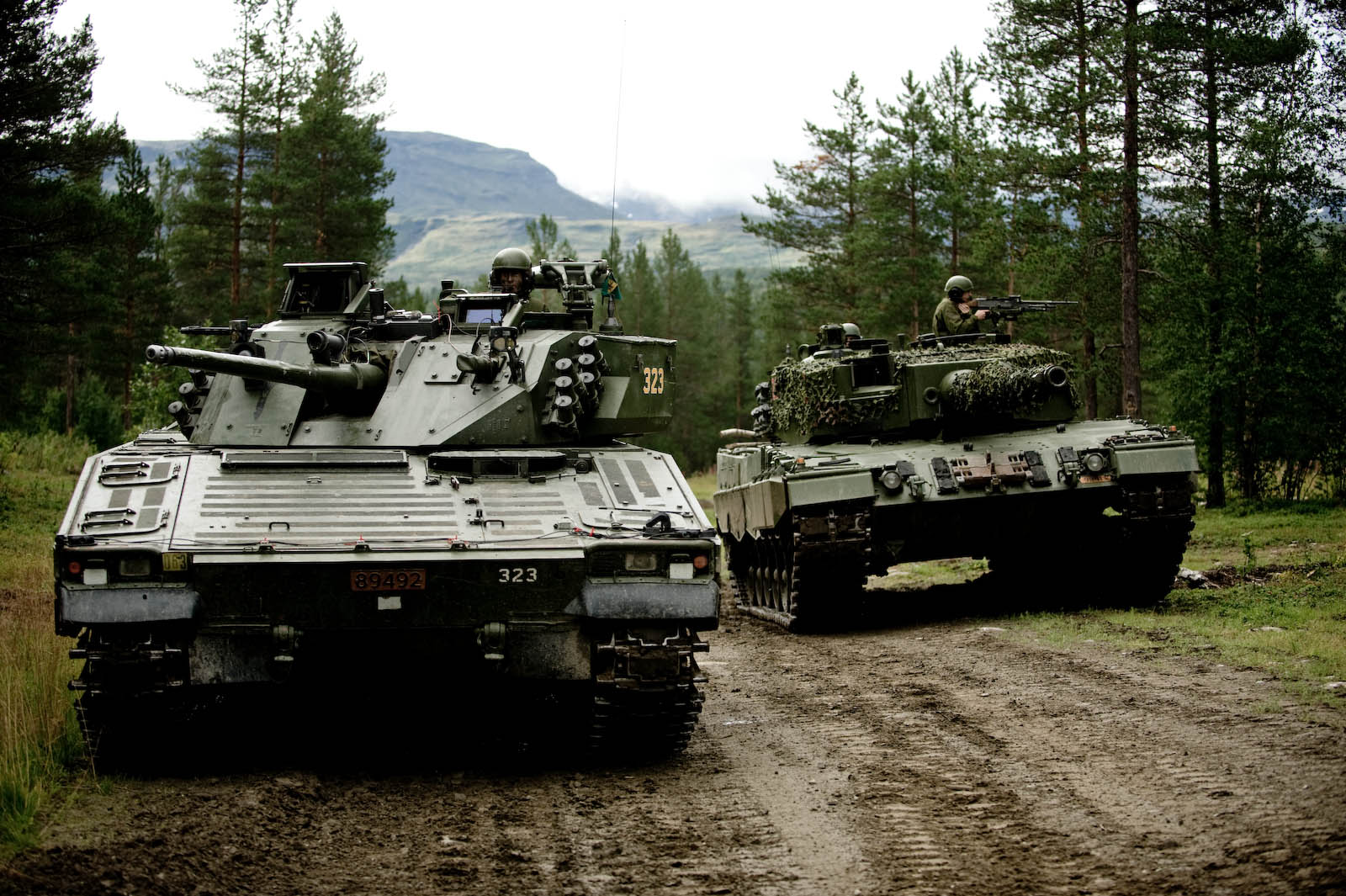
戦車（レオパルト2）に随伴する歩兵戦闘車（CV90）
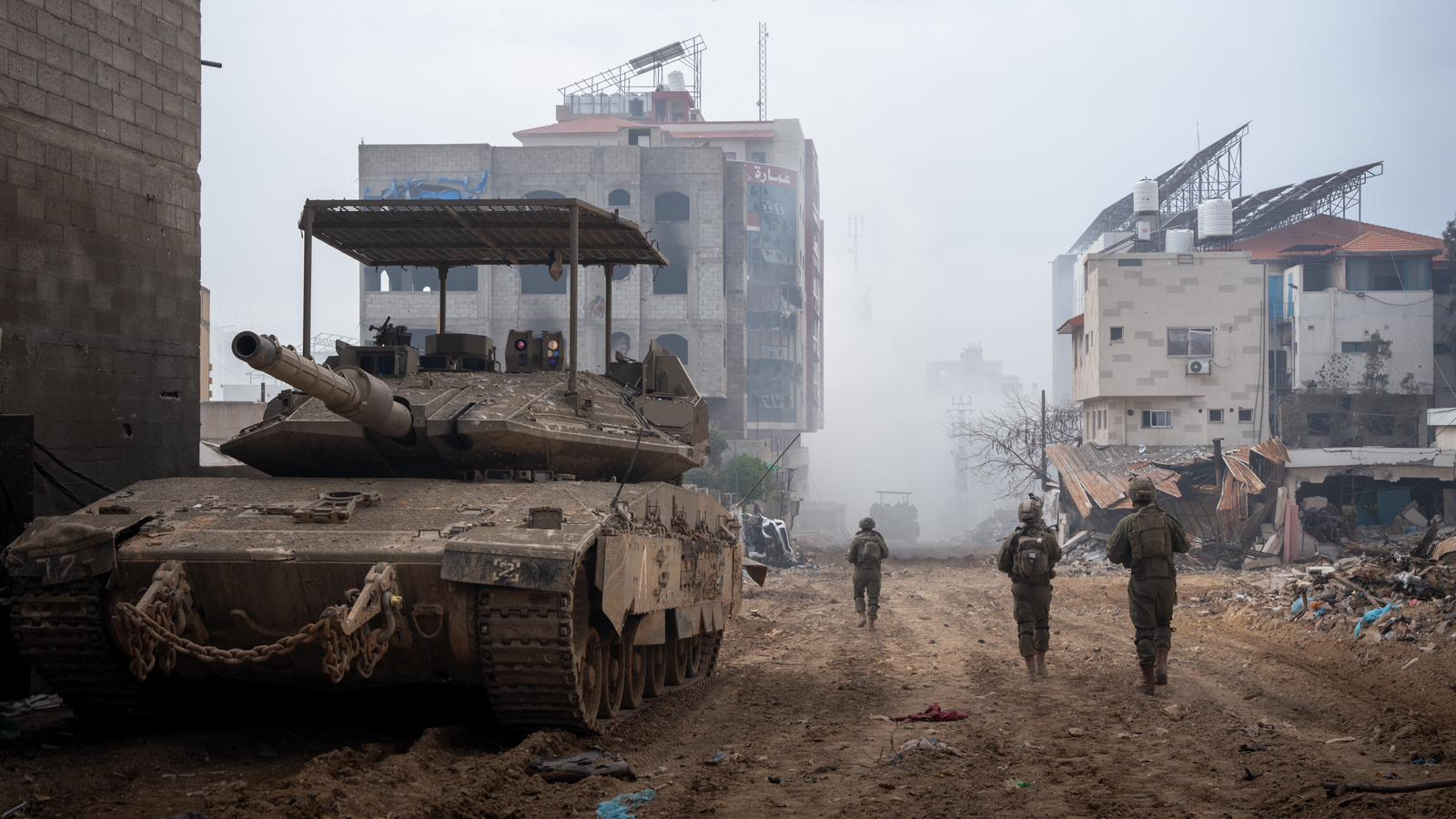
金属状の傘を装備したメルカバ
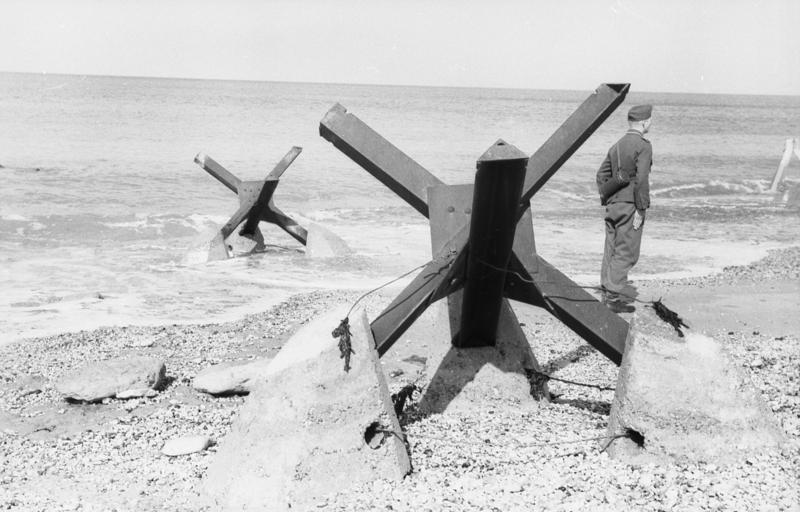
海岸線に設置された対戦車バリケードの一例。第二次世界大戦の大西洋の壁の一部で、鉄骨を組み合わせた「チェコの針鼠」。
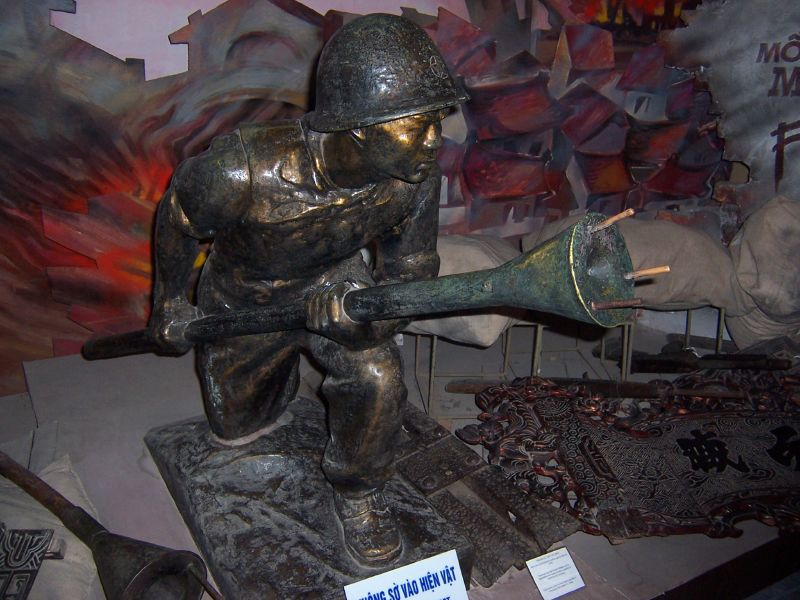
戦車を破壊すべく、刺突爆雷を持ち戦車に向かって突入しようと身構えるヴェトナムの兵士の像
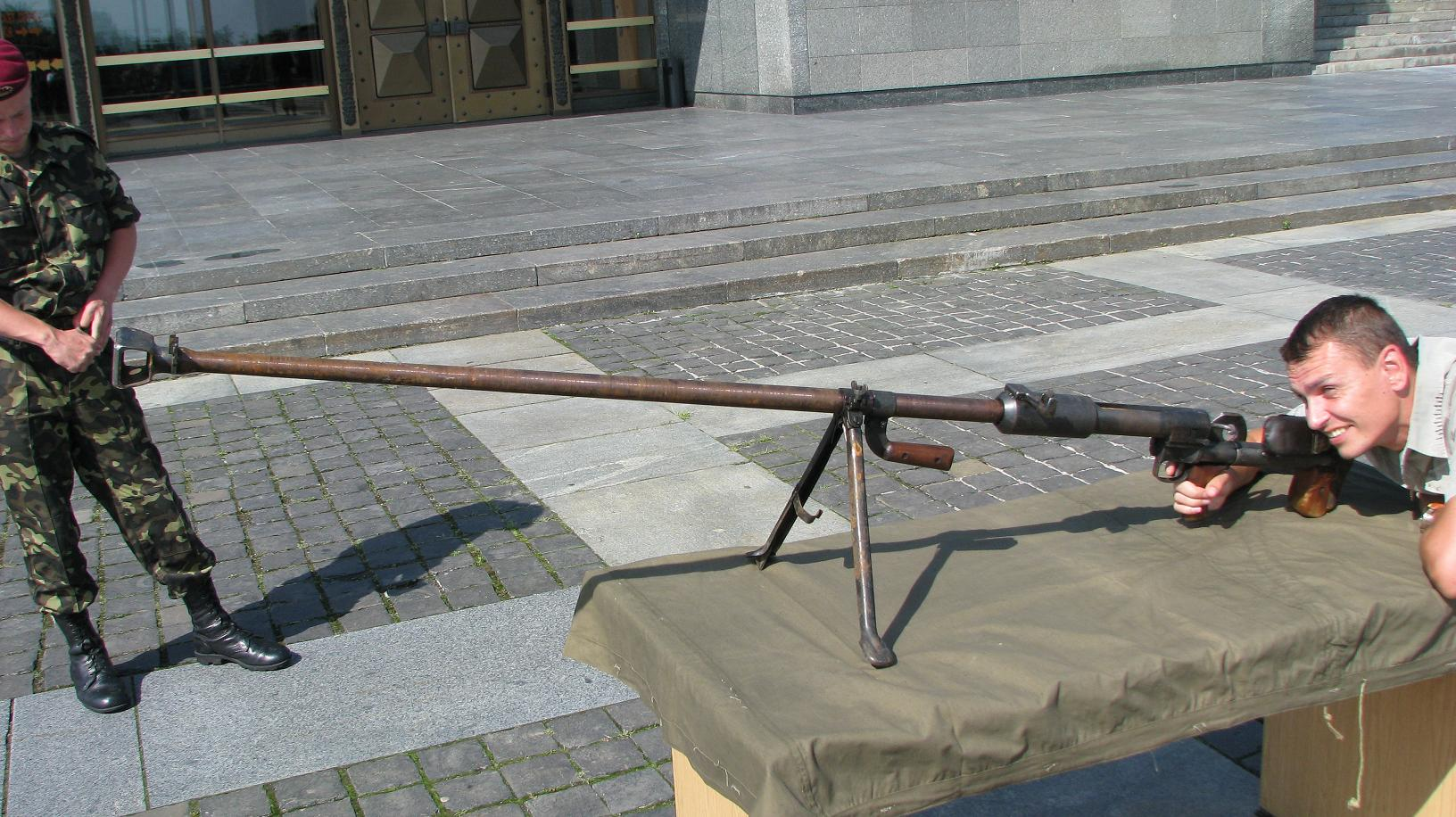
PTRD-41の銃身の長さが分かる写真
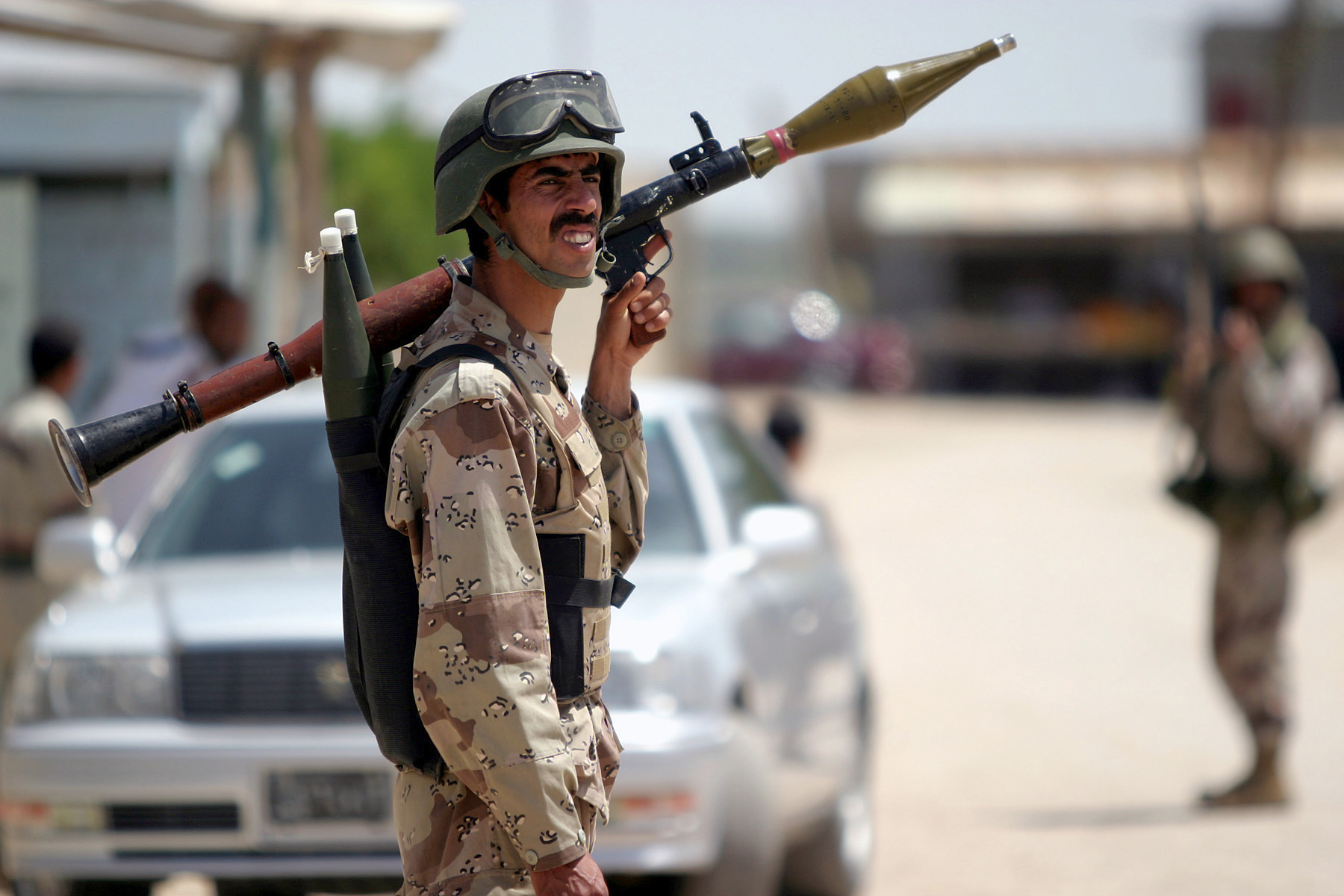
RPG-7を担いだイラク治安部隊兵士。背中には予備の弾も2つ背負っている。
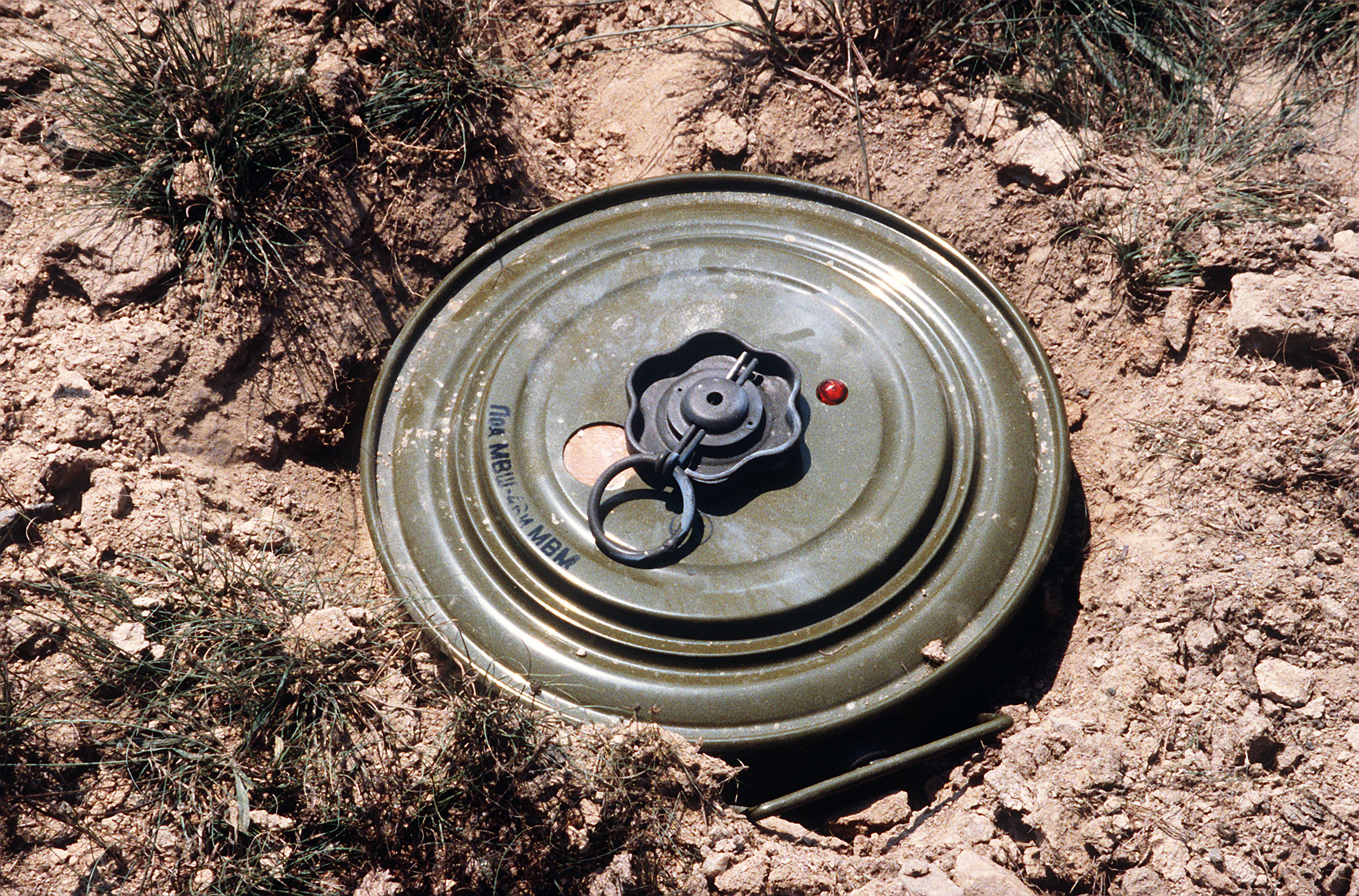
ソ連製の対戦車地雷。
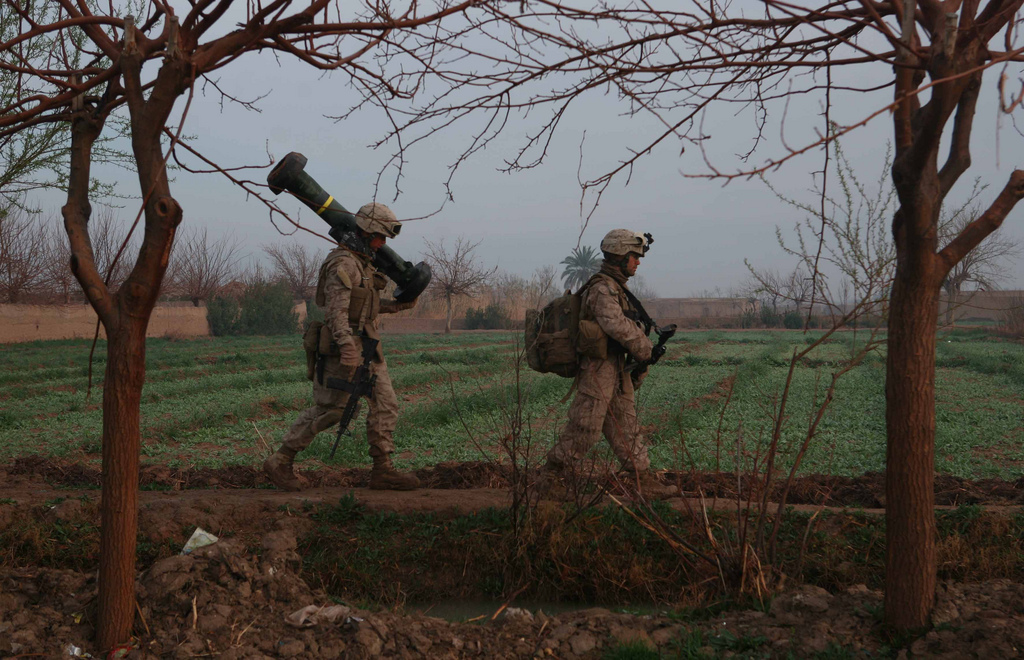
FGM-148 ジャベリンを担ぐアメリカ軍兵士。

有効な対戦車兵器が無い場合
火砲やロケットランチャーといった対戦車兵器を使えない場合、太い木や鉄の棒などを履帯に投げ込んだり、あるいはバリケードを用いて敵戦車を足止めした上で、灯油やガソリンなどの可燃物を戦車の上面に大量に浴びせかけたり、地面など周囲にも可燃物を配置しておいて着火し、火攻めにするという攻撃方法が用いられる場合がある。かつては同じ目的で火炎放射器や火炎瓶、焼夷剤投射器（例：ドイツ連邦軍のHandflammpatrone）を使う事例もあった。開口部や吸気口から燃える可燃物が車内に入り込むことで、戦闘室やエンジンが焼損にいたる。また装甲板で覆われて開口部が少ない戦車は温度上昇を防ぐことができず、炎にさらされ続けると全体がまるで大型のオーブンのようになり、機器が故障したり弾薬が誘爆しなくとも、内部の乗員は脱出を余儀なくされる。現代の戦車はアンテナやカメラなど重要だが脆弱な箇所が多く、作戦を続行するためには消火が必要となり人手が割かれる。
ありあわせの爆発物で作られた即席爆発装置は、戦車の下部装甲や走行装置を破壊したり、車体を横転させる威力を持ちうるため、紛争地域に投入された戦車にとり大きな脅威となっている。

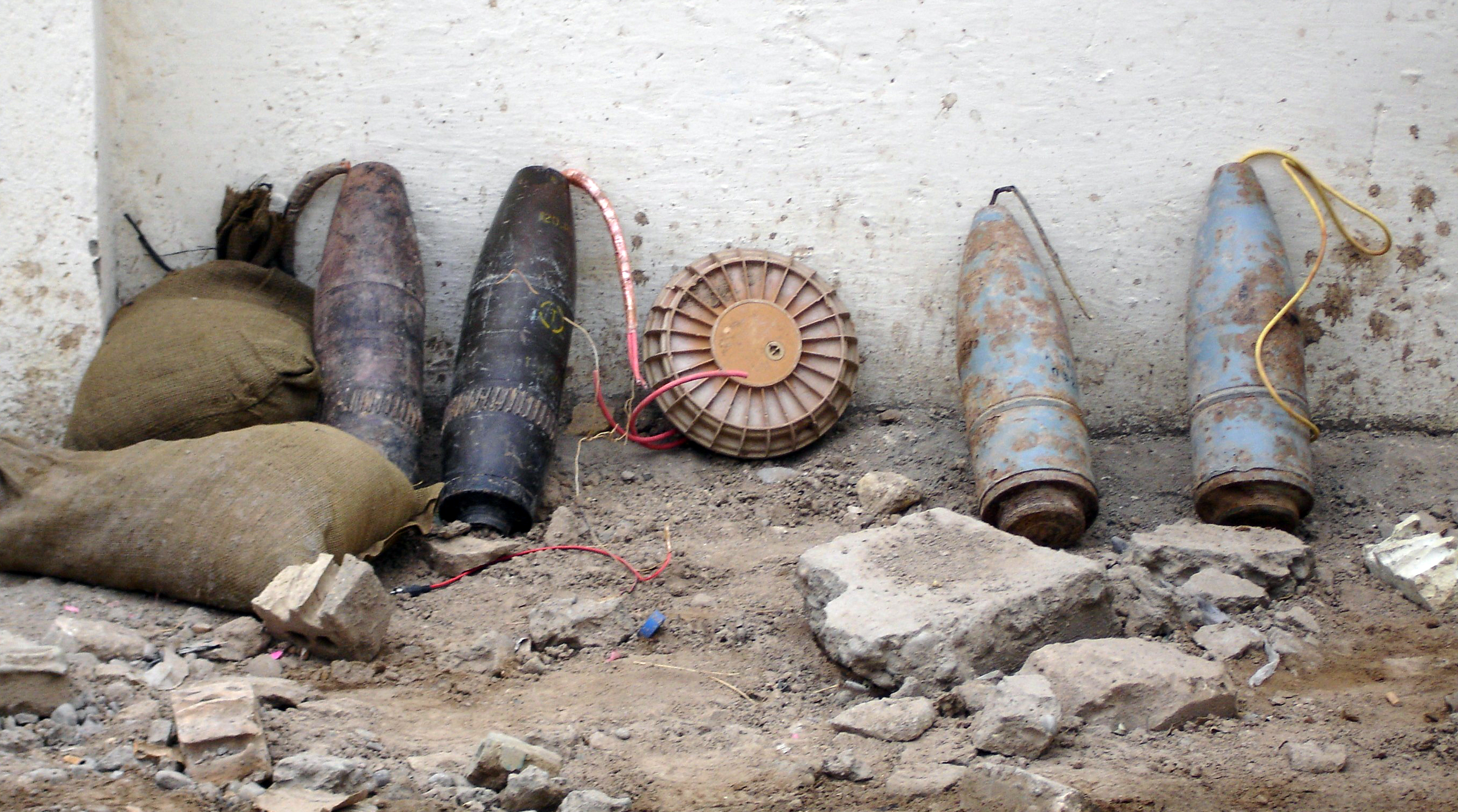
即席爆発装置
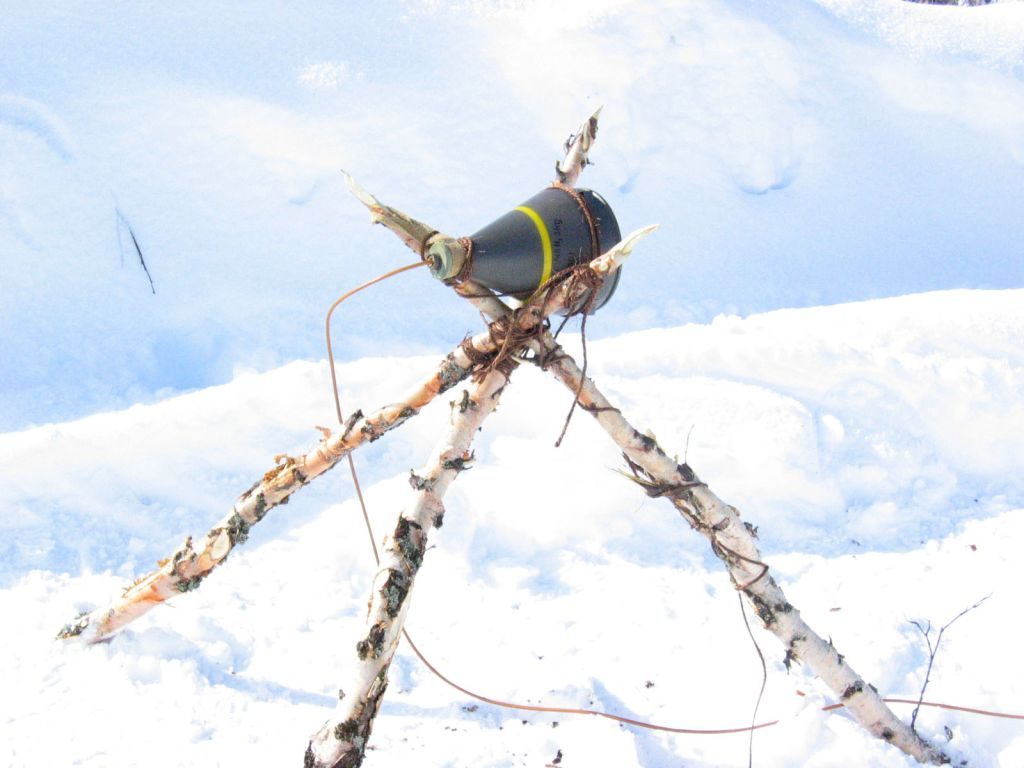
道路外（オフロード）に成形炸薬を用いた対戦車地雷を設置した事例。罠線や遠隔操作で信管を作動させると、向かって右奥にメタルジェットが噴射される。
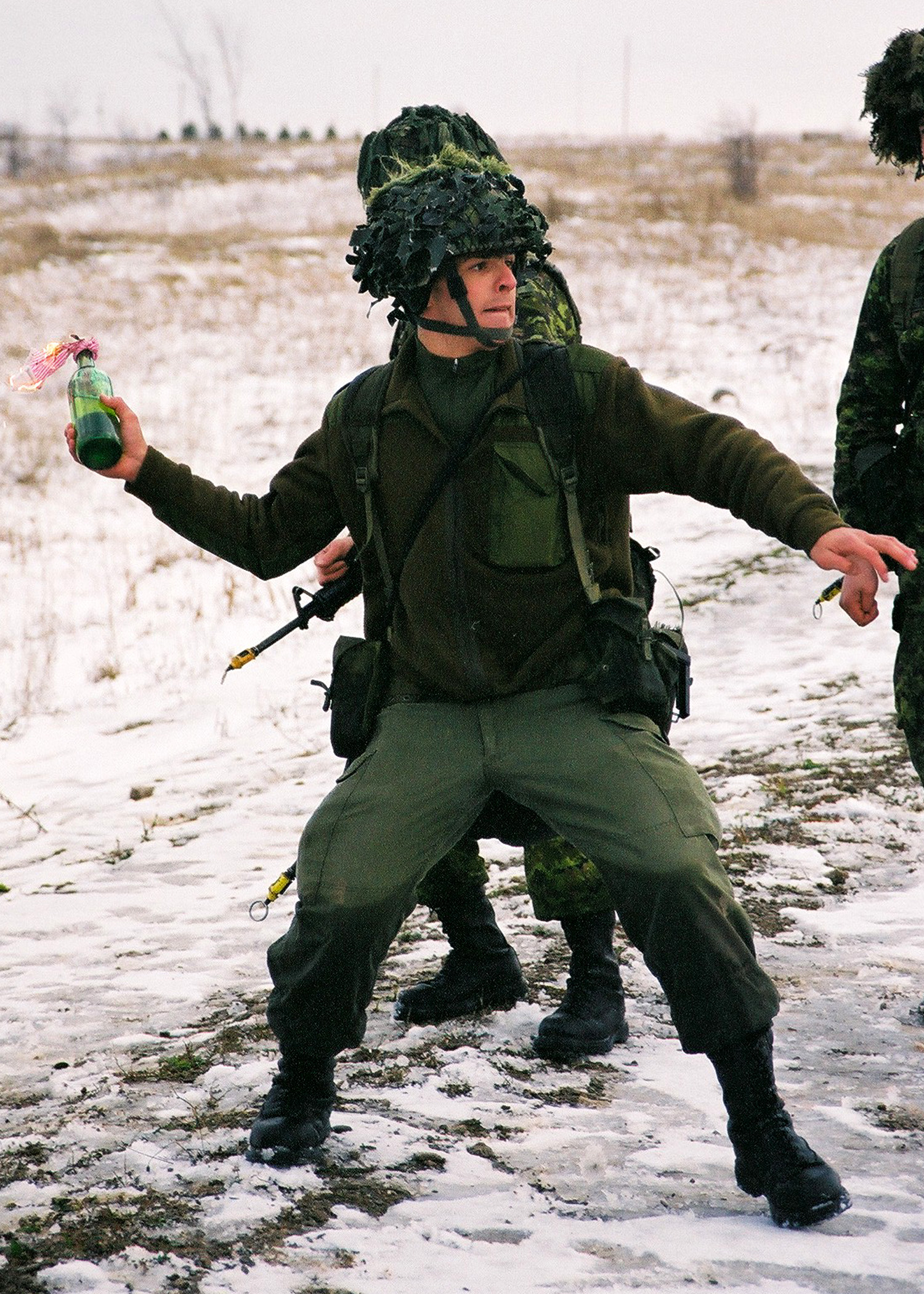
火炎瓶の投擲訓練を行うカナダ軍兵士
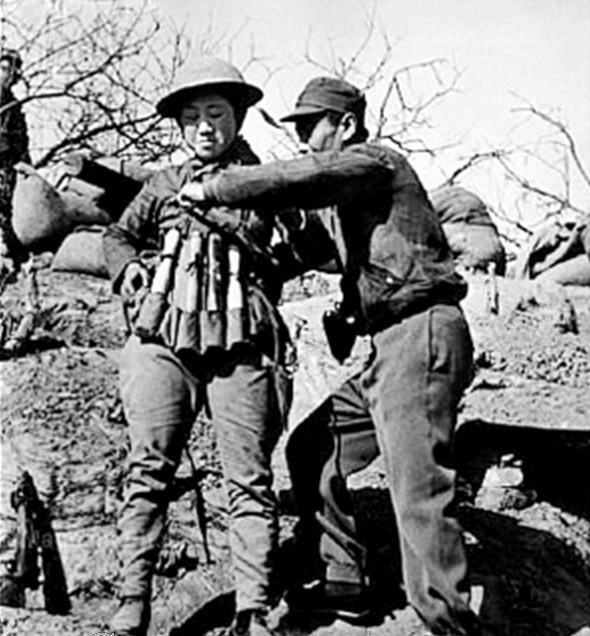
台児荘の戦いにおいて対戦車兵器の不足を補うため、多量の手榴弾を身に付けて自爆攻撃に備える中国軍兵士

### 空襲
陸戦を主目的とする戦車にとって上空を高速で移動する航空機への対応は難しく、第二次世界大戦の中期から対地攻撃機が対戦車攻撃にも導入され多くの成果を挙げた。特にダイブブレーキを備えた急降下爆撃機は狙いを定めやすく、戦車側は直撃を受けないようにジグザグに動く、急停止・急発進するなど回避行動を取っていたが効果が薄かった。対策として大規模な戦車部隊には対空戦車が随伴することもあった。敵からの空襲を受ける可能性がある場合は、高射部隊の援護が必要不可欠である。
戦車の上部装甲は正面装甲に比べると薄く作られるため、正面装甲であれば充分に耐えられる20mm～30mm級の機関砲によっても貫通される可能性がある。ソ連では第二次世界大戦の中期から23mm機関砲を搭載したシュトゥルモヴィークIl-2を東部戦線に投入し、ドイツ軍の戦車部隊に対して大きな戦果を挙げた。ドイツでも大戦後期からJu 87GやHs 129のような爆撃機・攻撃機に機関砲や対戦車砲を装備して対戦車攻撃機として投入し、ソ連軍の戦車を多数撃破している。現代の攻撃機はアメリカ空軍のA-10のように機関砲、爆弾、ロケット、ミサイルで武装しており、戦車や装甲車への攻撃を主任務としている。
低速ながらも空中を比較的自由に動き回り、一定の空域に留まり続けることができる攻撃ヘリコプターは固定翼機以上の脅威であり、戦車砲の射程外から機関砲や空対地ミサイルなどで一方的に戦車を撃破することが可能である。戦車側は敵ヘリコプターの射程に入った場合、煙幕を張って視界を遮りつつ遮蔽物の影に隠れる以外には手がなかったため、戦車を運用する側は、歩兵の持つ地対空ミサイルや対空攻撃の可能な銃砲、また専門の防空車輌や高射部隊との協調によって敵ヘリコプターの接近を阻止する必要がある。近年の自動目標追尾装置を持つような戦車に対してヘリが射程内を低速飛行する場合にはかえって撃墜される可能性がある。ヘリは機動性と射程距離で勝り、装甲貫徹力は同等で、防御力と運用コストで劣る。また、撃墜に至らなくても飛行装置が破壊されるだけで無力化される。このためヘリは被弾する危険性が高い作戦には適しておらず、戦車は高い防御力を活かした行動が可能で任務による棲み分けが行われている。
近年は攻撃能力を有する無人航空機や徘徊型兵器が新たな脅威になっている。 2022年ロシアのウクライナ侵攻や2023年パレスチナ・イスラエル戦争にて、増え続けるドローンからのRPG弾の投下や自爆攻撃によるトップアタックに対してか戦車の上にスラット装甲のような金属状の「金網・傘」を付けるようになったのが、軍事ウォッチャーの間で報告されている。英語では通称「Cope cage（対処籠）」だがこれは当初は揶揄した呼び名だった。これを更に発展させた「亀戦車」も2024年に観察された。
現代の地上戦ではミサイルにより防空レーダーや飛行場を破壊して航空戦力を減らし、榴弾砲による砲撃で敵の砲兵部隊を攻撃して地上戦力を減らした後、装甲部隊と歩兵部隊により敵陣地へ侵攻するのが基本であり、制空権の確保は戦闘車両を大規模展開させるうえでの前提条件である。

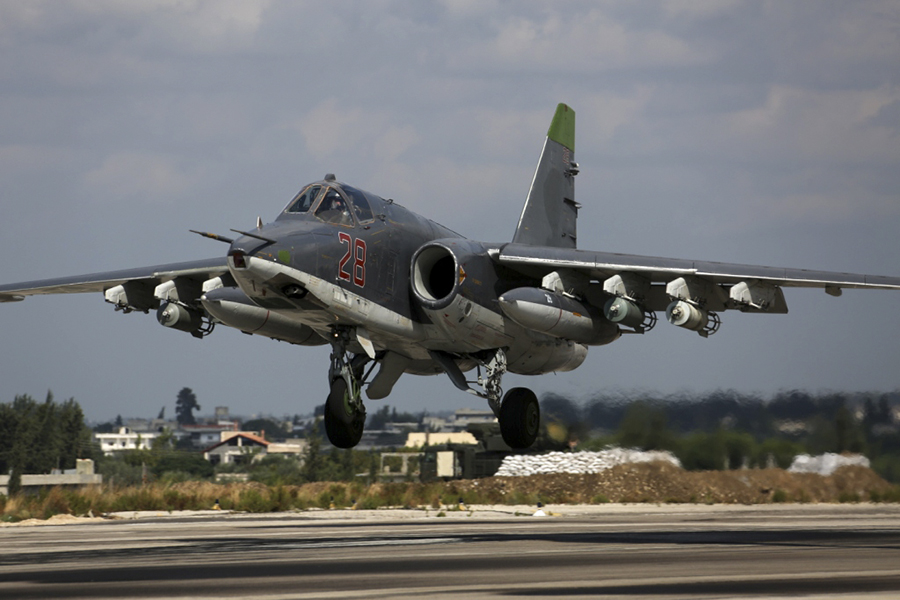
Su-25
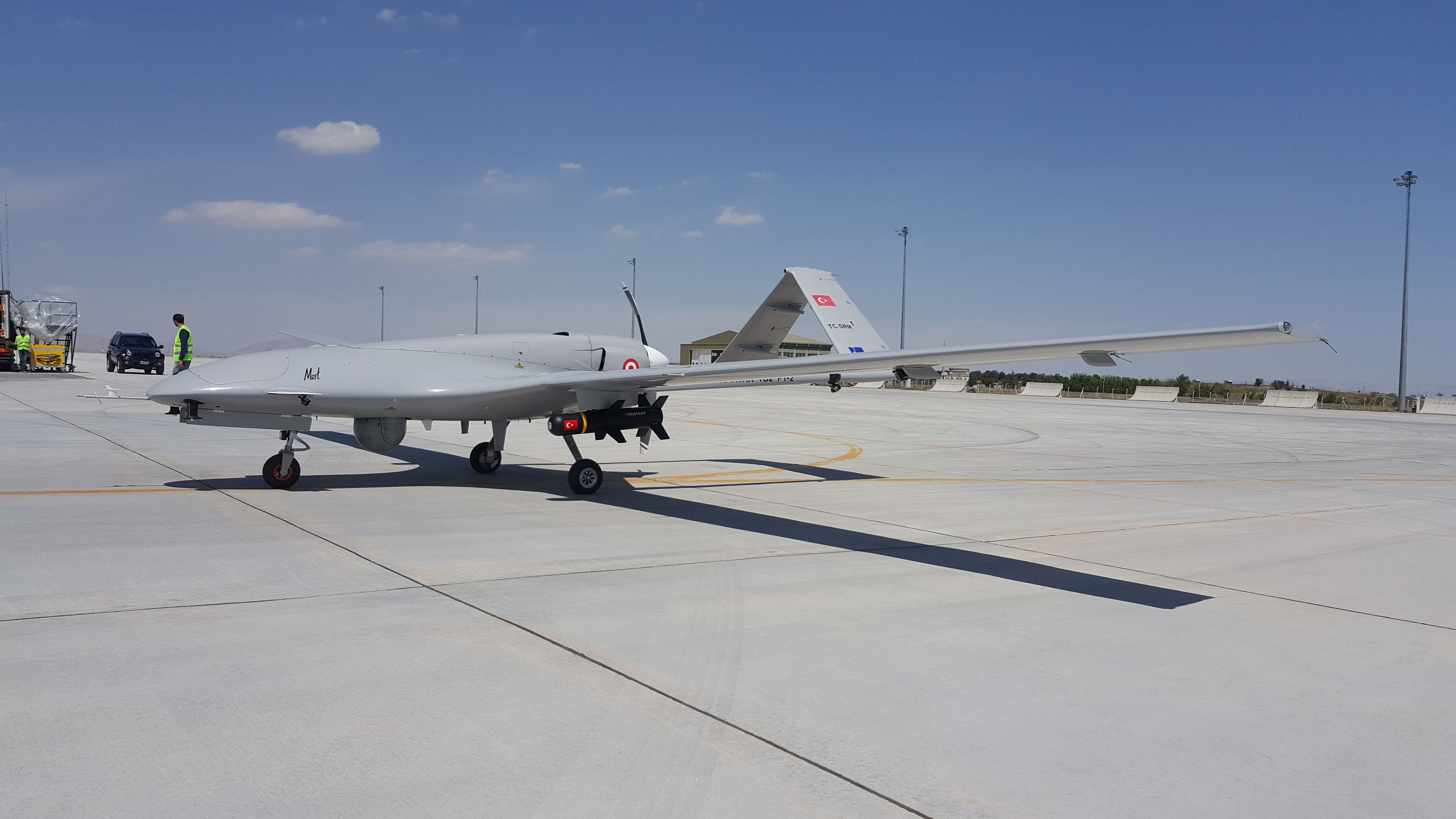
無人戦闘航空機のバイラクタル TB2
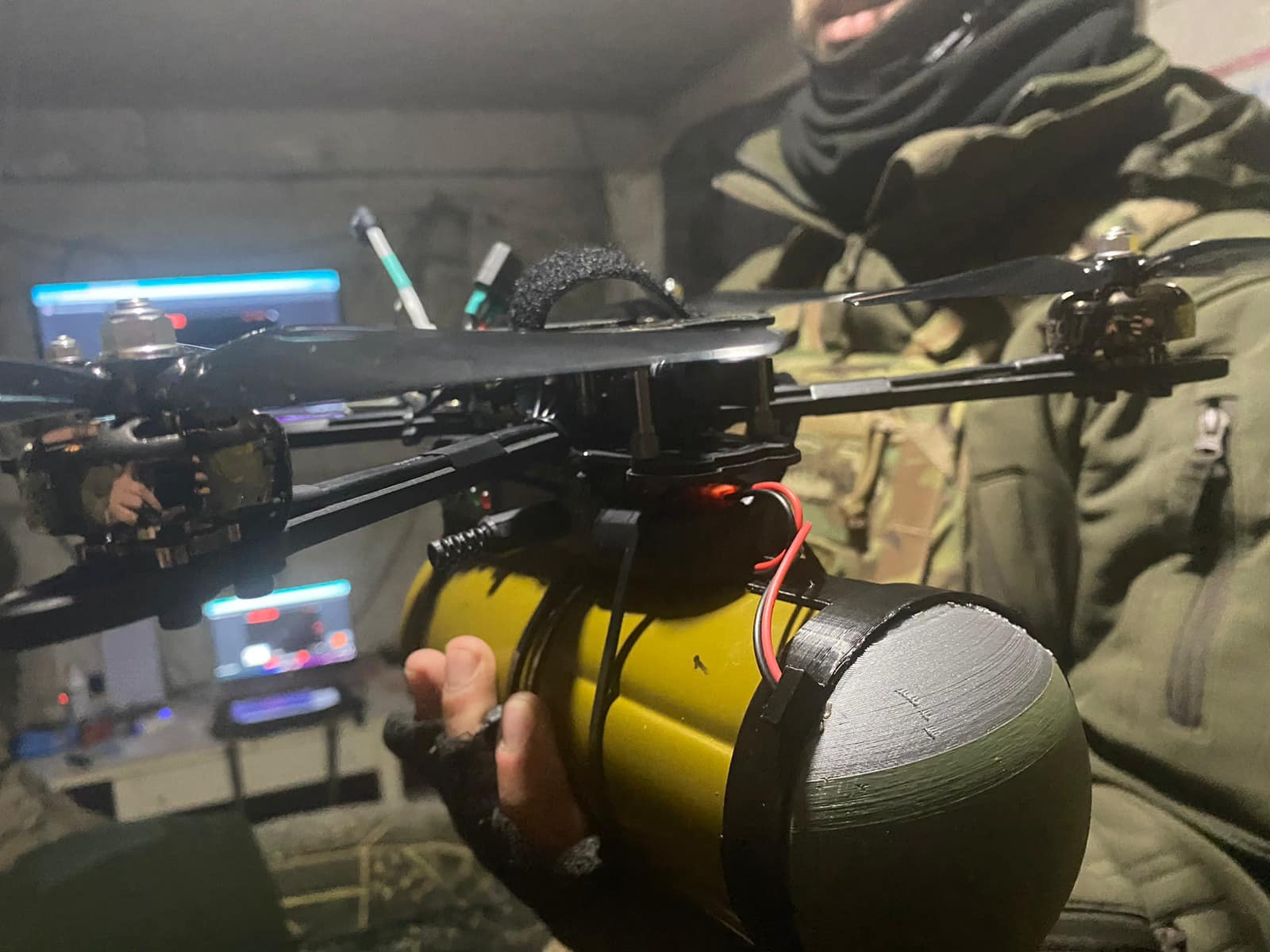
民製品を流用したウクライナ軍の爆撃用ドローン
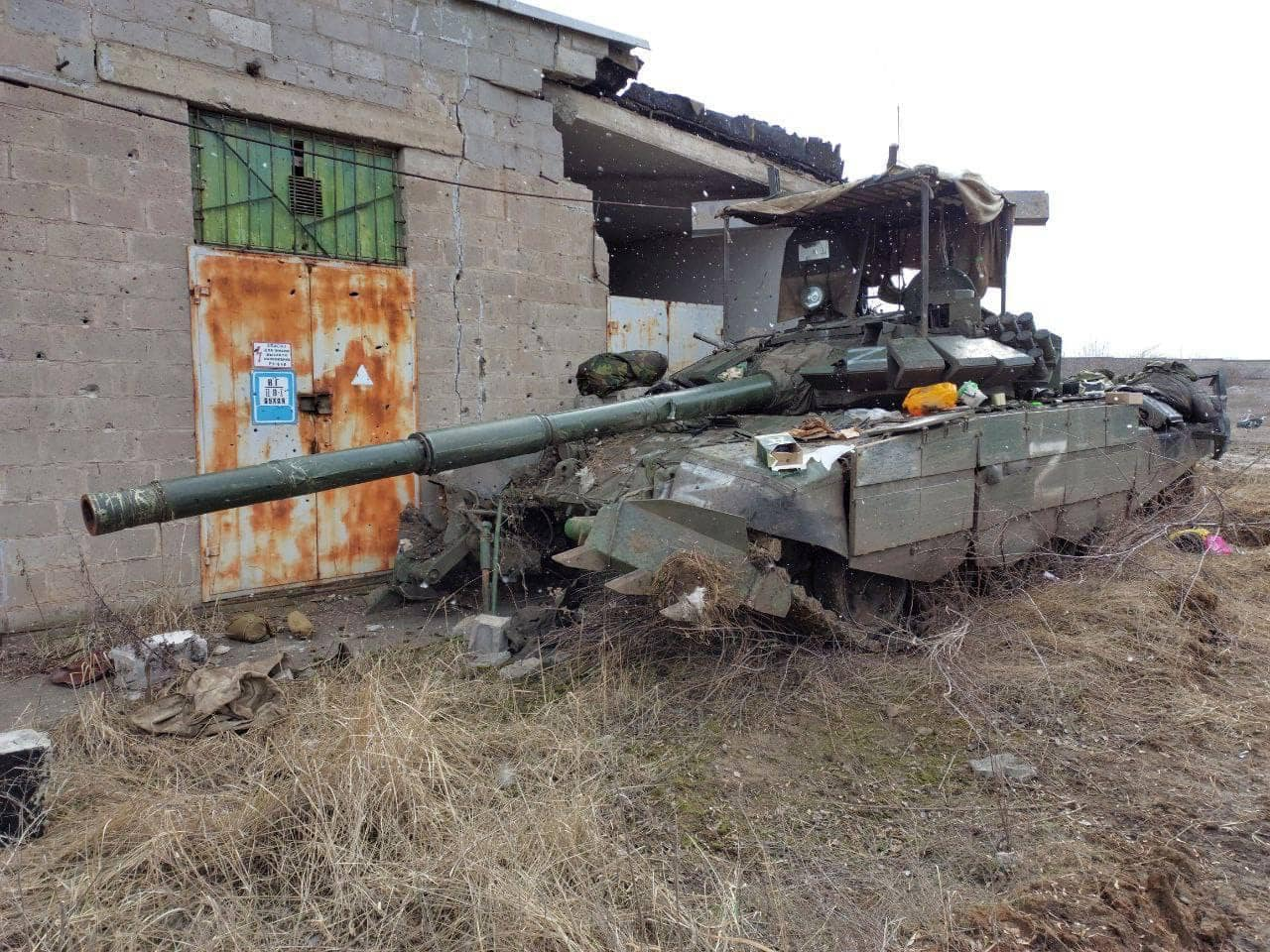
2022年にマリウポリで放棄されたロシア連邦軍のT-72B3M。上部に傘がある。

### 市街戦
市街戦は視界の狭さと通行の制限という二つの弱点から戦車にとっては不利な環境で、とくに曲がり角や建物の上層などの高所から、弱点である後面や上面に攻撃を受ける危険性がある。防御側は侵攻する戦車をあえて市街地へ侵入させ、歩兵の対戦車兵器で破壊するという戦術もある。それでも歩兵の盾や強力な火力援護手段として戦車が必要されていることに違いは無く、非対称戦争対策として市街地向けの改修が行われている。設計段階から市街戦を考慮した戦車も登場し、また建造物破壊に対応できる砲弾も実用化されている。市街戦では主役である歩兵を援護する近接支援火力として戦車が投入され、搭載できる砲弾に限りがあるため対歩兵には同軸機銃や対空機銃が用いられ、対空機銃は建物の上階など砲が届かない相手に対応するために重要である。
前面以外は装甲が比較的薄い傾向にあり弱点になっていることが多い。ソ連戦車、99式戦車、メルカバ、K2のように戦車の弱点である上面に増加装甲を加え、トップアタック式ミサイルに対抗したものがある。ロシア戦車、メルカバ、K2のように戦車の弱点である側面の装甲を強化し、側方からの攻撃に対抗したものがある。
イラク戦争後、米英を主体とした駐留軍の車両も対HEAT装甲である鳥籠状の構造物で車体を覆っているが、これは前述のように独軍が採用した防御方法であったもので、その後に同じ着想のものが世界中で採用された。これがRPGの弾頭を数十%の確率で不発、または著しく効果を削ぐと云われている。イスラエルのメルカバは砲塔後部下部に対HEAT弾用のチェーンカーテンを取り付けており、ロシアではスラットアーマーを車体後方や上面に装備している。

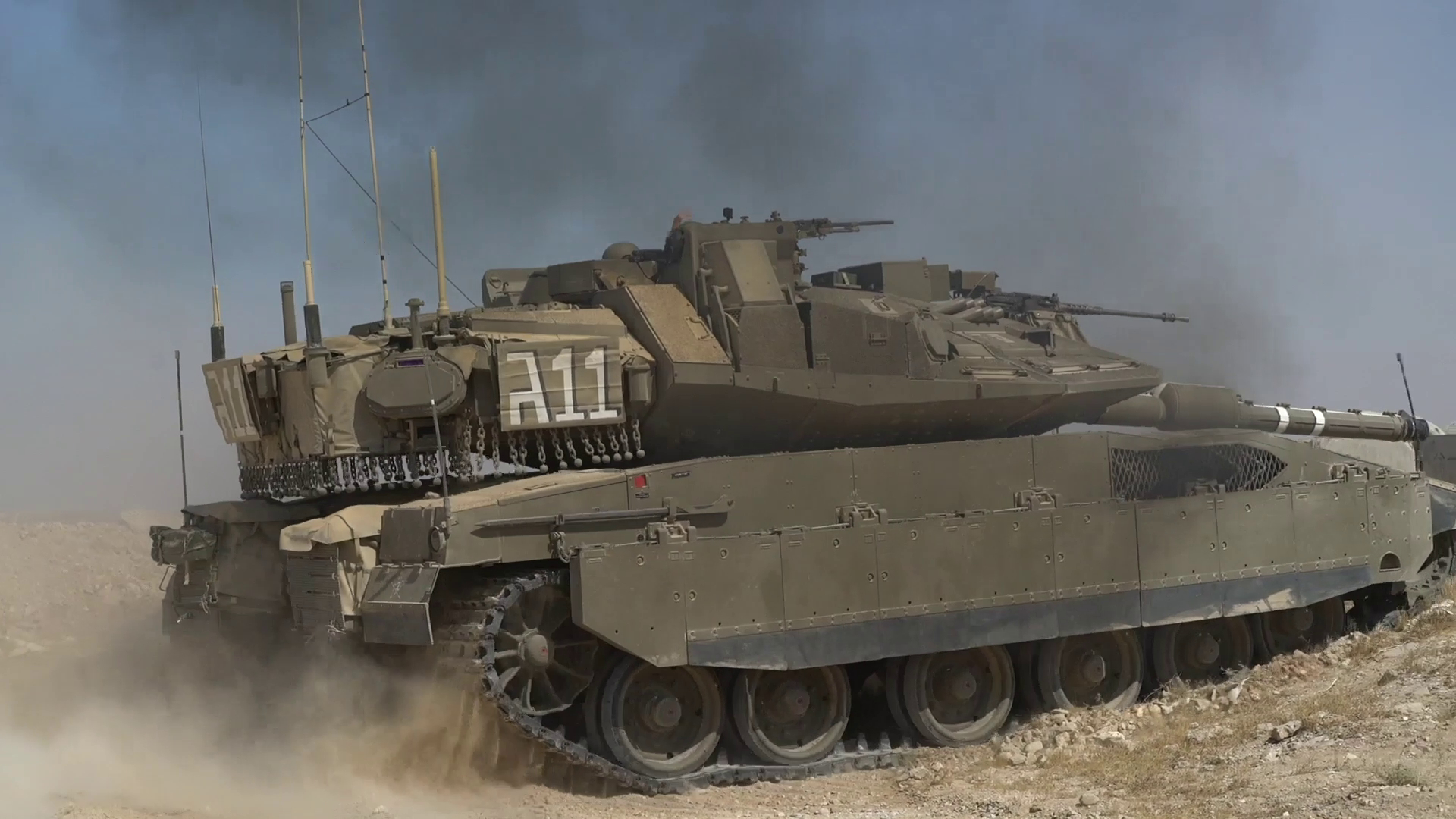
メルカバMk 4。砲塔後部に無数に装着されているのがチェーンカーテン
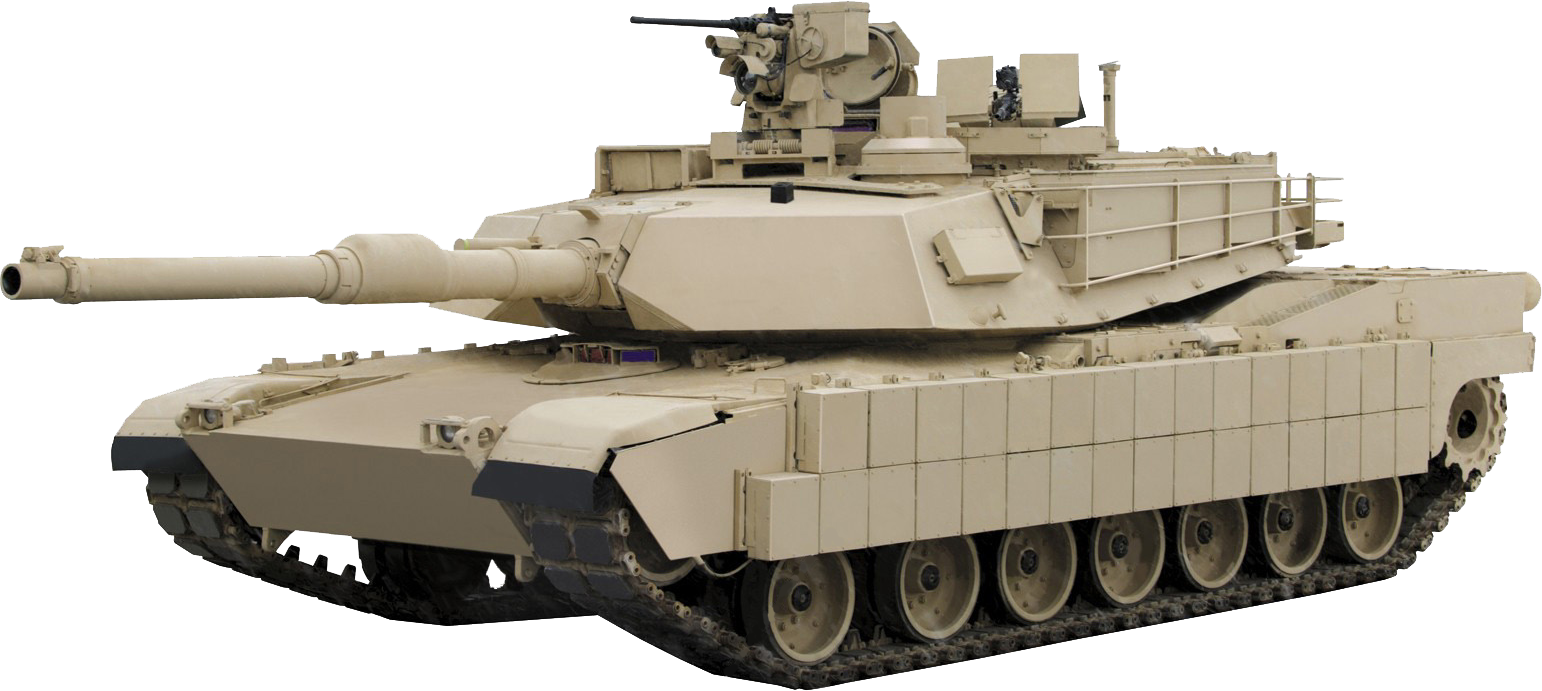
市街戦キット(TUSK）を装着したM1A2
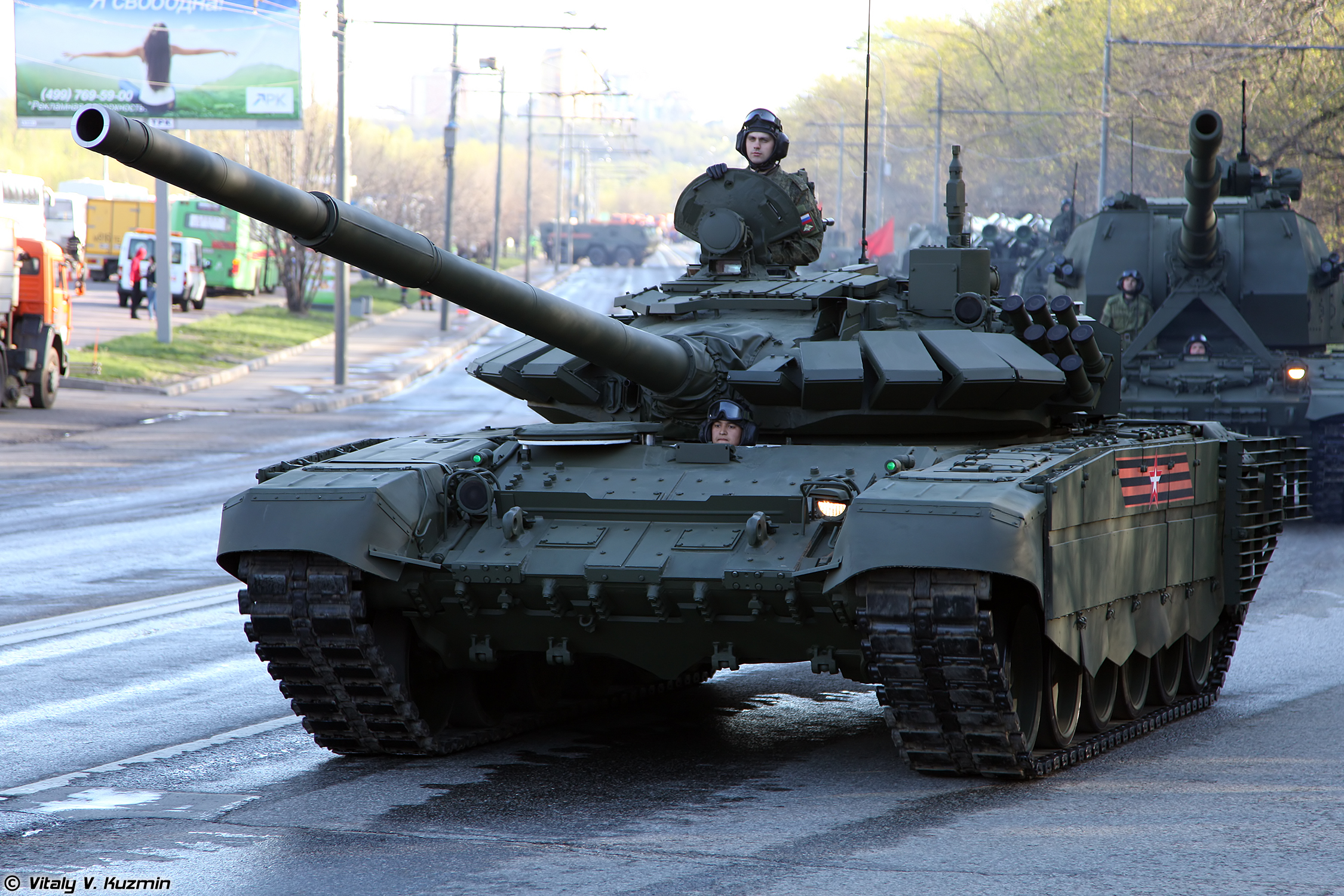
T-72B3。砲塔上部にも爆発反応装甲が装着されている

## 戦車博物館
各国において、戦争に関する博物館が存在する。中でも、戦車を中心にした博物館がいくつか存在する。連合軍の博物館は自国の戦車はもとより、鹵獲した枢軸国の戦車の展示においても充実しており、戦車の変遷を理解する上においては重要な資料を提供している。
- 陸上自衛隊武器学校
- 陸上自衛隊広報センター
- 戦争記念館
- アバディーン陸軍兵器展示場
- パットン戦車博物館
- ボービントン戦車博物館
- ダックスフォード帝国戦争博物館
- ソミュール戦車博物館
- クビンカ戦車博物館
- ロシア中央軍事博物館
- ムンスター戦車博物館
- コブレンツ国防技術博物館
- オーフェルローン戦争博物館
- オランダ国立軍事博物館
- ブリュッセル戦車博物館
- パロラ戦車博物館
- オーストラリア陸軍戦車博物館
- ラトルン戦車博物館
- 王立戦車博物館

## 戦車の運転（日本）
自衛隊の車両を運転する内部資格「MOS」（Military Occupational Speciality、特技区分）の他、公道を走るには大型特殊自動車免許や大型特殊免許（カタピラ限定）の運転免許が必要となる。